# Listă cronologică a invențiilor
Aceasta este o listă a celor mai importante invenții din istorie.

## Paleolitic

### Paleoliticul inferior
- (epocă nedeterminată): muzica, limbajul, focul
- 3 - 1,7 milioane de ani: culesul, vânatoarea, pescuitul
- 2,4 mil. ani: unelte din piatră pentru lovit în Africa de Est (cultura Olduwan)
- 1,65 mil. ani: unelte din piatră prelucrate în Kenya
- 1,6 mil. ani: începutul culturii Acheulean; apariția toporașelor de piatră în Africa urmată de răspândirea acestora în Eurasia
- 1,4 mil. ani: cuțitul în Etiopia
- 1 mil. ani: focul controlat și sterilizarea mâncării prin gătire în Africa de Est
- 500.000 ani: construcția de locuințe [1]
- 500.000 - 100.000: îmbrăcămintea
- 480.000 de ani: cultura Clactoniană[2], pitecantropul și sinantropul (variante ale lui Homo erectus) realizează primele scule simetrice
- 400.000 de ani:
  - in zona Zambiei se folosesc pigmenții.[3]
  - îmblânzirea focului
  - lănci în Germania[4]

### Paleoliticul mijlociu
- 300.000 de ani: tehnica Levalois[5] de cioplire preferențială a pietrei, prin care se obțin unelte de tăiat și despicat mai evoluate
- 250.000 de ani: perfecționarea sculelor din așchii de piatră (Gibraltar, Arcy-sur-Cure[6])
- 200.000 de ani: în Africa, ritual de înmormântare
- 150.000 de ani: cultura musteriană[7][8]
- 140.000 de ani: scule din oase la peștera Blombos (Africa de Sud), pescuitul de scoici semnalat în această regiune
- 100.000 de ani:
  - primele morminte
  - lame din piatră în Africa și în Orientul Mijlociu
- 79.000 de ani: lămpi din piatră, alimentate probabil cu seu animal, având drept fitil fire de iarbă sau mușchi
- 60.000 de ani: locuitorii din zona Noua Guinee construiesc bărci
- 50.000 de ani:
  - strămoșul fluierului în zona Sloveniei [9][10]
  - arcul cu săgeți în Tunisia [11][12]
- 43.000 de ani: mineritul în Swaziland și Ungaria

### Paleoliticul superior
- 38.000 - 32.000 de ani: cultura châtelperroniana[13]; unelte sub forma de vârfuri realizate de ultimii neanderthalieni, dezvoltarea bijuteriilor și a ornamentelor (colierul de la Arcy-sur-Cure, Yonne), evoluția tehnicii construirii locuintelor, utilizarea ocrului ca pigment
- 37.000 de ani: bețisoare de tip răboj (cu crestături, necesare pentru evidențe contabile) descoperite în Swaziland[14]
- 32.000 - 29.000 de ani: Aurignacian[15]; Homo sapiens de Cro-Magnon dezvoltă unelte și arme din materiale dure de origine animală (oase, fildeș), asistăm la multiplicarea coloranților, apar primele opere de artă, pictura rupestră (peștera Chauvet din Ardèche), plăci cu incizii gravate
- 30.000 de ani: acul de cusut
- 29.000 - 22.000 de ani: lame din silex fin prelucrate, figuri antropomorfe (numite Venus), peșteri ornamentate cu amprente ale palmelor: Pech Merle (Lot, Franța), Gargas, (Hautes-Pyrénées)
- 26.000 de ani: ceramică in Moravia: "Venus din Dolní Věstonice"
- 25.000 de ani: un ingenios dispozitiv propulsor de sageți descoperit în nord-vestul Africii
- 25.000 - 20.000 de ani:

- Cu 13.000 de ani înaintea australienilor, oamenii de pe teritoriul actual al Poloniei încep să utilizeze bumerangul (realizat din colți de mamut).
- În regiunea din sud-vestul Franței se folosește acul de cusut, iar în zona fostei URSS oamenii cunosc meșteșugul croitoriei.

- 18.000 de ani: Solutreanul;[16] multiplicarea sculelor, cele din piatră sunt tot mai fin prelucrate (forma de frunza de laur), scule de os, propulsoare de săgeți; plăci gravate și pictate (Bourdeilles), pictură murală, basoreliefuri pe plăci și pe blocuri de piatră (Roc-de-Sers, Bourdeilles)
- 17.000 de ani: frânghia răsucită
- 17.000 - 10.000 de ani:

- Magdalenian; culesul, vânătoarea și pescuitul facilitate de un arsenal de scule tot mai diversificate: harpoane, săgeți, arcuri, lănci.
- Obiecte decorate, pentru podoabe, ornamente. Evoluție spre schematism in materie de decorație.
- Îmbunătățirea locuințelor sub stânci.
- Înmulțirea sanctuarelor (Lascaux, Altamira, Font-de-Gaume)

- 15.000 de ani: bumerangul in Australia[17]

### Epipaleoliticul
- realizarea de microliți: obiecte din piatră, de mici dimensiuni, vădind o fină prelucrare și care intră în compoziția unor scule mai complexe

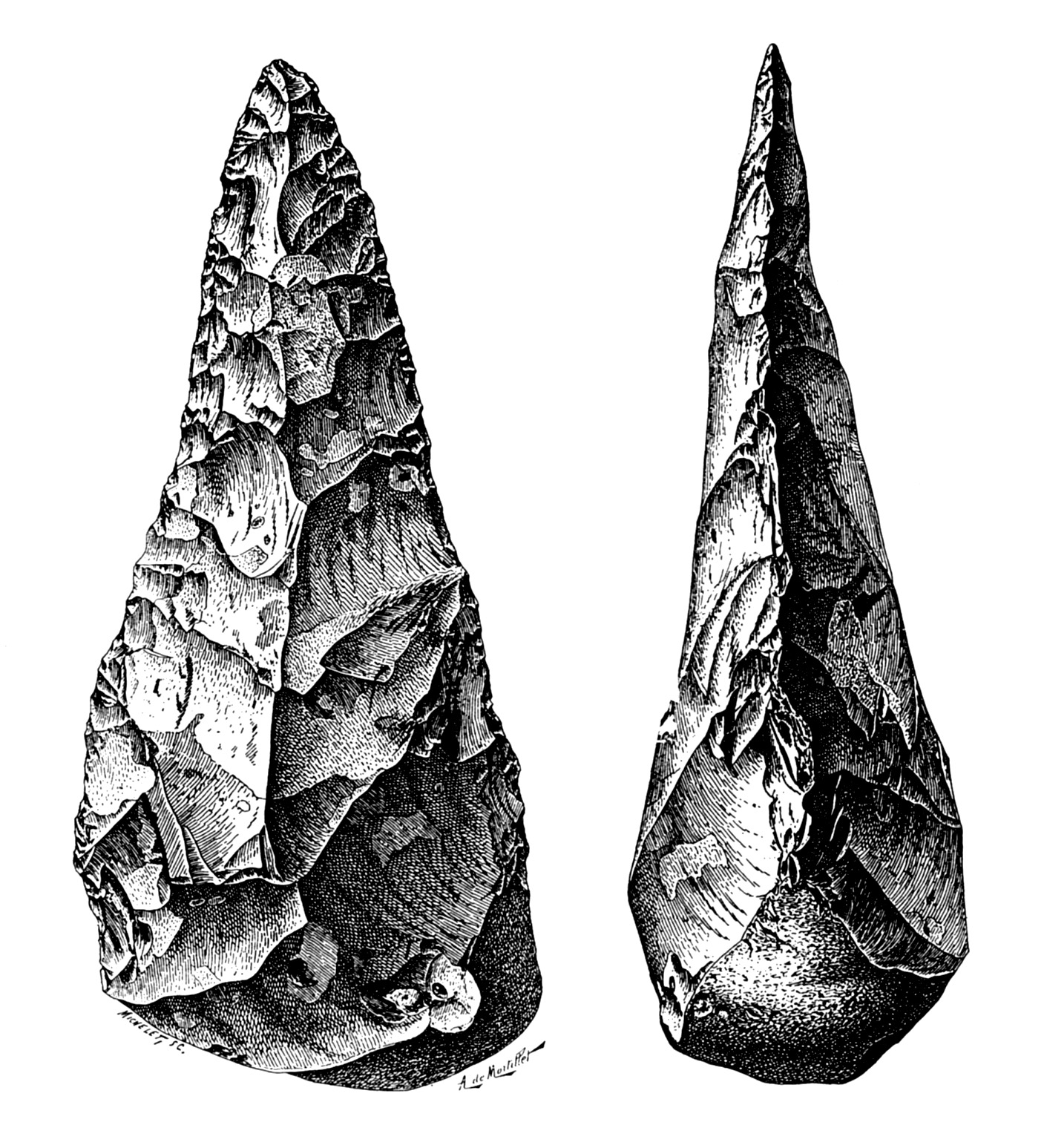
Topor din silex descoperit la Saint-Acheul, Somme, Franța, (înălțime: 20 cm)

- 12.000 de ani: coșul împletit

## Neolitic
- 10.800 - 8.200 î.Hr.: cultura natoufiană in Levant și trecerea la sedentarism; apar primele sate ocupate în mod permanent[18]; cultivarea grâului, măcinare și obținerea făinei
- 10.500 î.Hr.: prima arestare a ceramicii în lume - Japonia, peștera Fukui
- 10.000 î.Hr.:
  -     - practicarea agriculturii cu Dl.B în Cornul Abundenței; scule pentru prelucrarea solului: secere din silex, unelte pentru săpat și nivelat etc.
    - În regiunea Cornului Abundenței apar băuturile alcoolice
    - construcții din cărămida nearsă (chirpici) în Orientul Apropiat
- 9.000 i.Hr.:
  - domesticirea oii în zona Irakului
  - primele sate
  - petroglife
- 9.500 i.Hr.: hambare de grâu în valea Iordanului

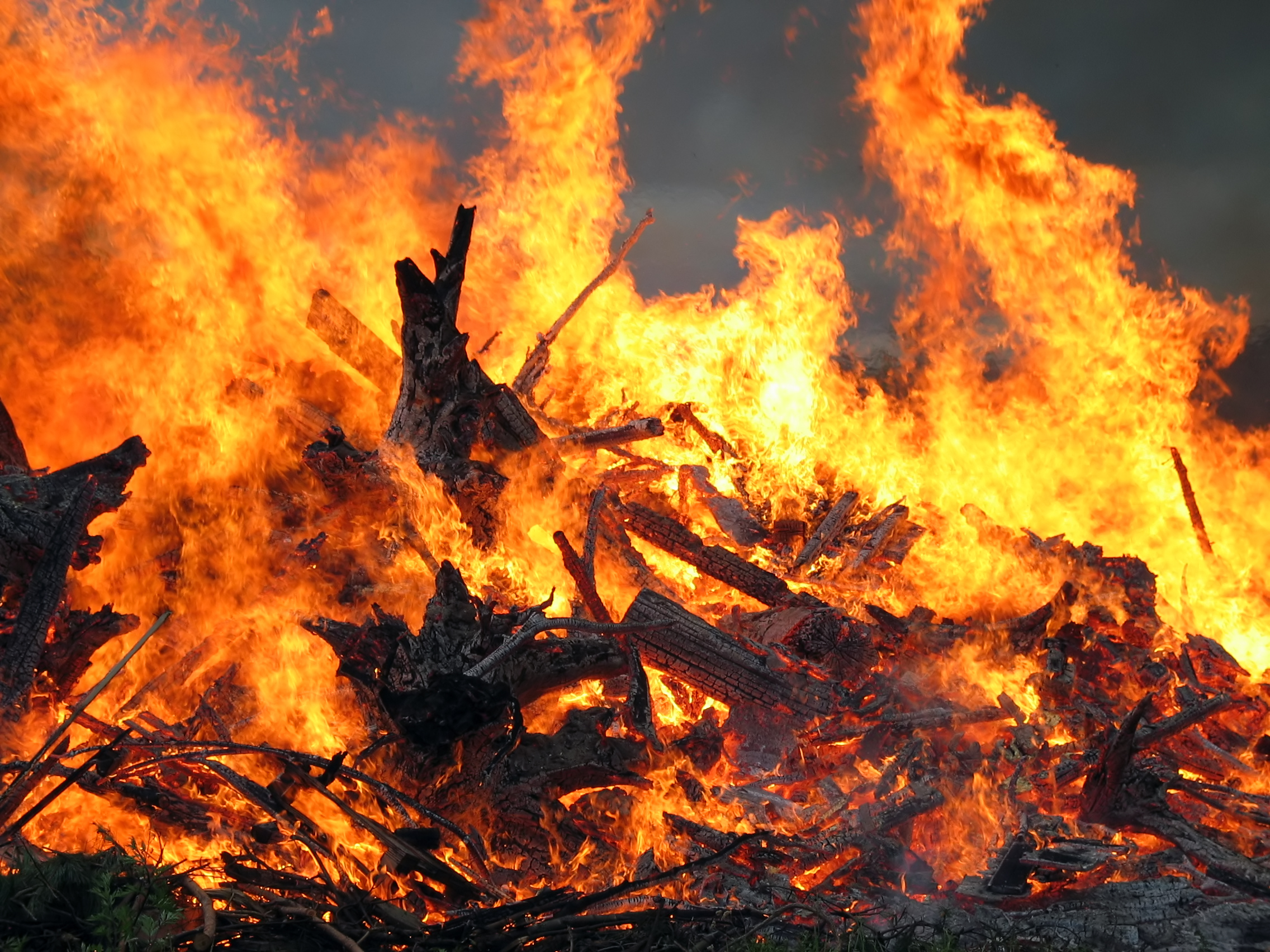
În perioada acheuleană omul învață să stăpâneasca focul

## Mileniul al IX-lea î.Hr.
- Mesopotamia:
  - domesticirea animalelor (ovine)
  - domesticirea plantelor (grâu, orz) apoi a leguminoaselor
- arcul, praștia
- în Anatolia este folosit ipsosul și varul (Çatal Hüyük - celebrele fresce)
- 8.700: Anatolia, Mesopotamia: începuturile metalurgiei (obținerea și prelucrarea cuprului)

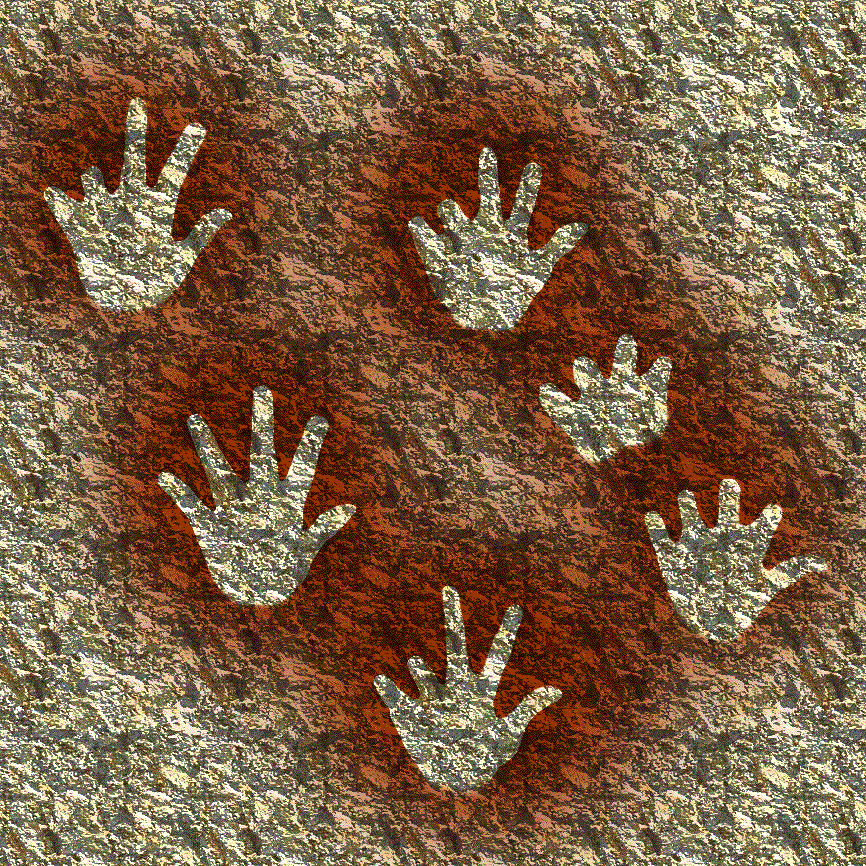
Pictura rupestră în peștera Gargas, un fel de "negativ" al palmei

- 8.000: Ierihon - tehnica zidăriei[19]
- plugul
- ceramica
- țesătoria

## Mileniul al VIII-lea î.Hr.
- recolte sistematice de grâu în Irak, Palestina
- domesticirea animalelor în Orientul Apropiat
- 7.500: domesticirea caprei
- ipsosul în Ierihon
- dezvoltarea sculelor fabricate din oase
- apar tacâmurile, vesela și alte ustensile de bucătărie

## Mileniul al VII-lea î.Hr.
- 7.000 - 3.000: făcliile cu grăsime, utilizate încă din neolitic, sunt înlocuite treptat cu cele pe bază de ulei[20]
- Cultura grâului, orzului și meiului se generalizează în bazinul mediteran
- extinderea creșterii oii și a caprei
- trecerea la modul de viață sedentar în Irak; silozuri de grâne la Ierihon, Ugarit, Çatal Hüyük
- chirurgia dentară la Mehrgarh (Pakistanul de astazi) [21]
- textile realizate din fibre de in
- oglinda din obsidian la Çatal Hüyük
- 6.600 - 6.300: producerea plumbului și a cuprului la Çatal Hüyük
- 6.200:
  -     - Çatal Hüyük - cea mai veche hartă[22]
    - Nea Nikomedia: olărit, creșterea caprelor, porcilor, oilor
    - Sesklo: olărit

## Mileniul al VI-lea î.Hr.
- primele plante cultivate in Mexic
- Anatolia, Iran, Siria, Tracia: ceramica se generalizează
- Çatal Hüyük: prelucrarea lânii
- Cornul Abundenței: tehnica irigării
- Mesopotamia, valea Indus - plugul
- Sumer, Mesopotamia: fabricarea berii[17]
- Pe teritoriile Mesopotamiei, Siriei, Tesaliei, Libanului, Anatoliei, Macedoniei continuă procesul de sedentarizare; apar orașele
- Dimini, Sesklo (zona Greciei actuale): se construiesc acropole
- 5.400: obținerea cuprului la Hacilar
- 5.200: olăritul în Cipru
- catre 5.000: prelucrarea metalului, forjarea

## Mileniul al V-lea î.Hr.

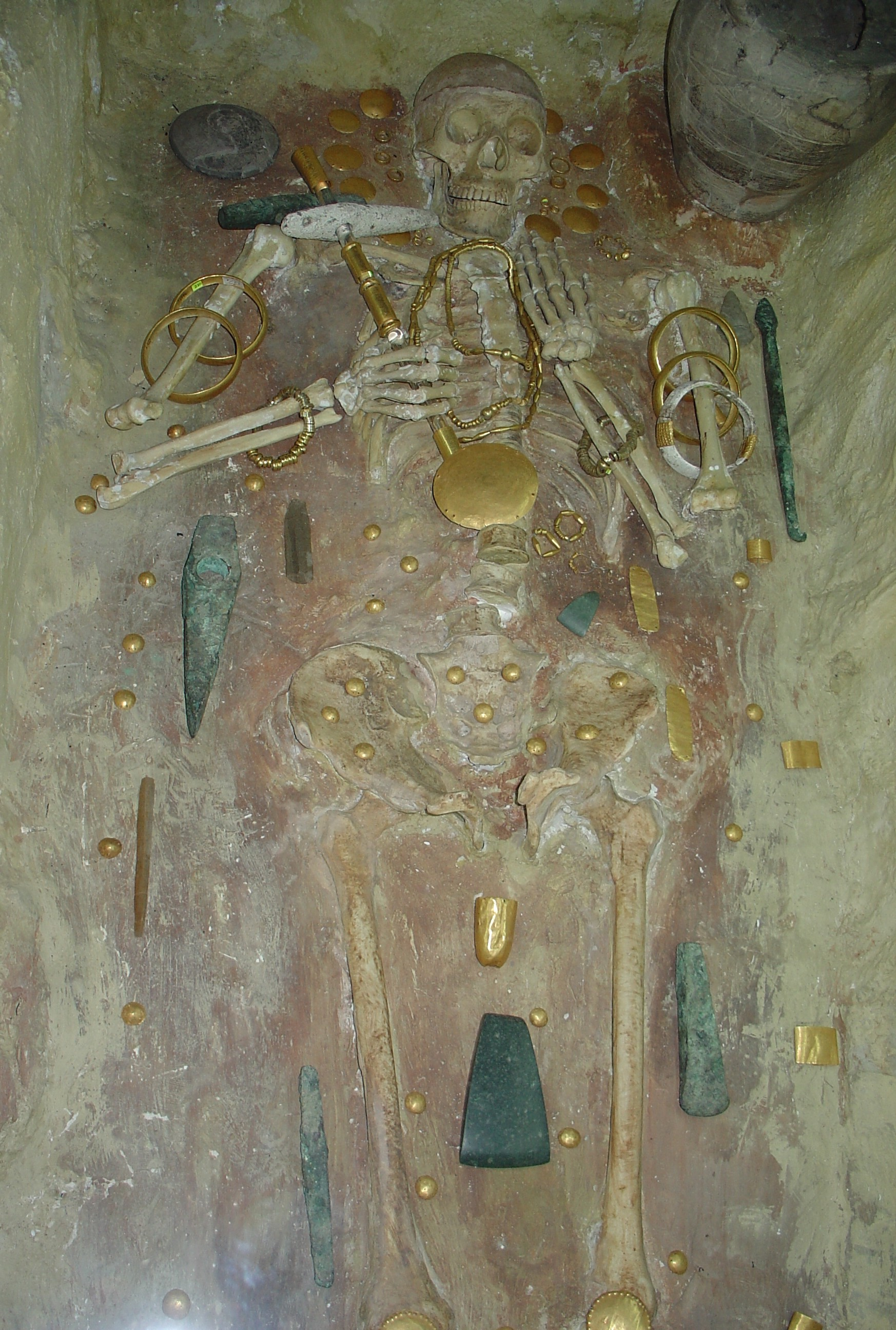
Mormânt în cadrul necropolei de la Varna: cele mai vechi bijuterii de aur cunoscute

- extinderea agriculturii și creșterii animalelor în Orientul Apropiat
- cultura viței de vie
- Egipt:
  -     - sedentarizarea
    - fabricarea berii și a pâinii[23]
- Mesopotamia: ansamblul roata - osie
- Scandinavia: patinele[24]
- Valea Indusului: cultura bumbacului
- civilizația protoneolitică de la Sesklo și Dimini (Tesalia): acropole cu palate înconjurate de ziduri fortificate
- 5.000: apariția orașului Jarmo (astăzi Qal'at Jarmo), fondat de agricultori
- 4.600:
  -     - cultura Varna - apariția orfevrăriei
    - olăritul la Jarmo
- 4.500: Suedia - guma de mestecat[25]
- 4.000 î.Hr.
  -     - În Egiptul antic apare vinul[26]
    - apariția skiurilor în zona Siberiei centrale și a Țărilor Baltice [27]
    - apariția gnomonului (cadran solar)
    - În Sumer exista o pastilă care producea fermentația pâinii în apă.

## Mileniul al IV-lea î.Hr.
- barajul Heluan din Egipt[28]
- generalizarea agriculturii în Mexic
- utilizarea coloranților din ocru
- sedentarizarea populației din zona Sudanului și Baluchistanului
- morminte săpate în Egipt
- 4.000:
  -     - canal de apă în Mesopotamia
    - străzi pavate cu piatră în Ur
    - statuete reprezentând oameni care gândesc în România, Cultura Hamangia
- 3.807 - 3806: drum amenajat (cel mai vechi din Europa) [29]
- 3.630: mătasea în China
- 3.500:
  -     - inventarea scrisului în Sumer
    - prelucrarea cuprului în China
    - placajul în Egipt[30]
    - utilizarea carului în Sumer
- 3.500 - 3.200
  -     - bronzul în Ur
    - roata în Sumer
    - agricultura sistematică pe valea Nilului
    - Anatolia: începutul utilizării lânii
    - creșterea animalelor în Orientul Mijlociu[31]
    - Egipt: împletirea coșurilor[32], țesaturi de in, case din pământ bătătorit și cărămida[33]
- 3.300 i.Hr.: generalizarea metalurgiei
- 3.100: sistem de drenaj și asanări în valea Indusului
- 3.500 - 2.300: apariția scrisului în Egipt; paleta lui Narmer
- 3.000:
  -     - navigația maritimă
    - orezul în India[34]
    - lac artificial în valea Indusului[35]
    - prelucrarea bronzului la Susa (Iran)
    - cimentul, barca în Egipt
    - paste făinoase în China[36]
    - pieptenele în Persia[37]

## Mileniul al III-lea î.Hr.
- extinderea culturii viței de vie la Marea Neagră și India antică
- apeducte în India antică și Egiptul antic
- Orientul Apropiat: cuțitul (un fel de pumnal)
- secera în Sumer
- alfabetul în Fenicia
- apariția orașului: zidurile Ierihonului, zidurile fortificate se răspândesc în Mesopotamia
- construcții din cărămizi uscate
- Egipt:
  -     - domesticirea vacii, porcului, oii, gâștii
    - cultura cerealelor (grâu, orz, mei) și leguminoaselor (linte (plantă), mazăre, ceapă, năut)
    - dezvoltarea sapei și a plugului
    - arboricultura: rodia, smochinul, jojoba
    - prelucrarea aurului, argintului, plumbului
    - unelte din cupru
- roata olarului în Grecia antică, India antică
- lumânarea în Egipt[38]
- cerneala în China antică[39]
- schiurile în Scandinavia[17]
- 2.800:
  -     - India antică: nasturele, baia, closetul cu toaletă și canal colector, instalații de canalizare etc.[40], sisteme de drenaj[41]
    - Mesopotamia: domesticirea calului, săpunul
    - încep construcțiile din piatră
    - apar primele unelte din fier (dălți, ciocane)
- 2.700:

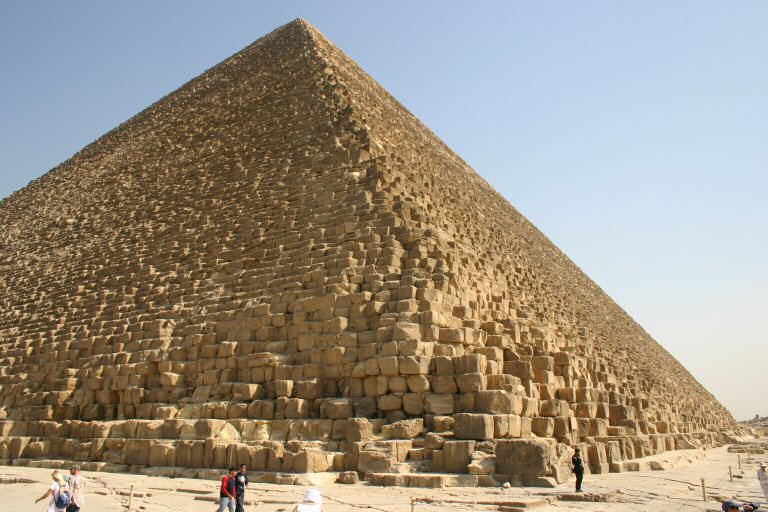
Piramida lui Kheops, una dintre Cele șapte minuni ale lumii antice

- -     - mine de cupru în Peninsula Sinai și Nubia
    - Marea Piramidă din Giza: începe construcția
- 2.680: Egipt: 
  -     - piramidele în dublă pantă din Meidum și Dahshur
    - extinderea construcțiilor cu arcade și bolte
    - lucrări de canalizare și derivare a Nilului
- 2.630 - 2.611: piramida în trepte[42] construită de Imhotep sub domnia faraonului Djoser
- 2.600:
  -     - Egipt: apariția cimentului[43], utilizarea papirusului pentru scris, a cremelor farmaceutice și a suturii chirurgicale, atribuite lui Imhotep
    - utilizarea carelor în Mesopotamia
    - India antică: sistem de colectare ape reziduale[41], sistematizare urbană
- 2.560: Mastaba din Ti dovedește existența unui utilaj agricol și artizanal evoluat: pescuitul cu coșul, prelucrarea pielii, lemnului, metalului
- 2.500:

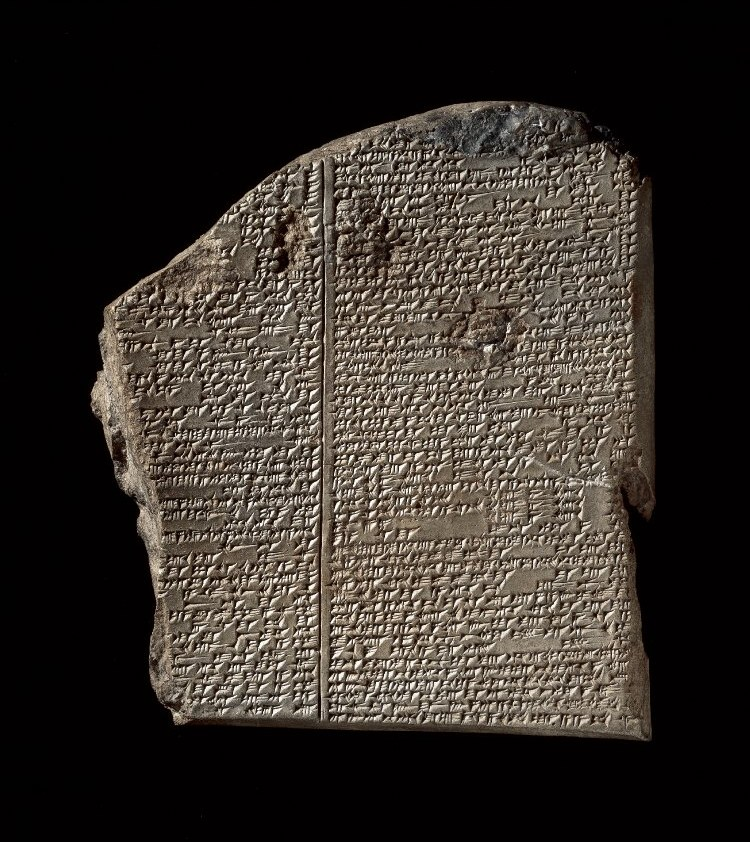
Tăbliță cu fragment din Epopeea lui Ghilgameș, cea mai veche operă literară, veche de aproape 5 milenii

- -     - Epopeea lui Ghilgameș: cea mai veche operă literară
    - Egipt și Mesopotamia: tehnica sticlei
    - Mesopotamia: bronzul
    - Mohenjo-daro (India antică): arcadele în construcții
    - Asia Centrală: domesticirea calului
    - Asia de Sud-Est: metalurgia bronzului
    - Mohenjo-daro: hainele din bumbac
- 2.500 - 1.000: extinderea bronzului în zona Franței
- 2.400:
  -     - șantier naval și doc în Lothal (India antică)
    - Egipt: vânătoarea cu șoimi, războiul de țesut vertical
- 2.300: Telloh[44], prima lucrare cadastrală
- 2.160: utilizarea curentă a bronzului în Egipt
- 2.050 - 2.000:
  -     - scene de pescuit, grădinărit, artizanat (filatură, țesatură) pe mormântul din Mekreté, Egipt
    - Mesopotamia: utilizarea, în atacuri militare,

a berbecului de spart ziduri
- 2.000: sistem monetar în Orientul Mijlociu

## Mileniul al II-lea î.Hr.
- fierul în Anatolia, Caucaz, India

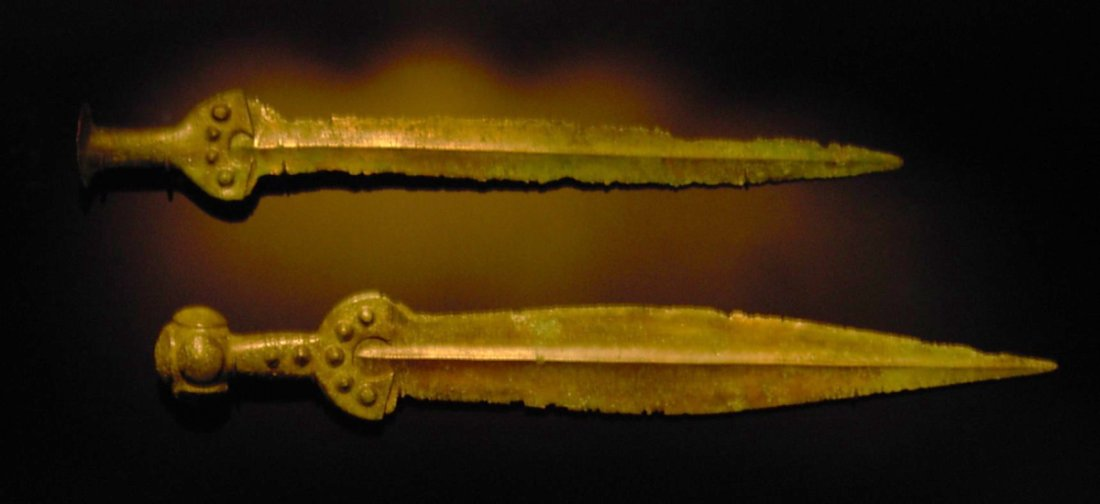
Sabie mesopotamiană din bronz de acum două milenii

- parfumul, invenție atribuită lui Taputi (Mesopotamia)[45]
- Mesopotamia: sabie de bronz[46], umbrela[47]
- Egipt:
  -     - sticla[48]
    - ceasul cu apă
- America Centrală: cauciucul
- rota cu spițe la indo-iranieni
- China: furculița[49], clopoțeii[50]
- India Antică: primele calibre metrologice[51]

### Secolul al XX-lea î.Hr

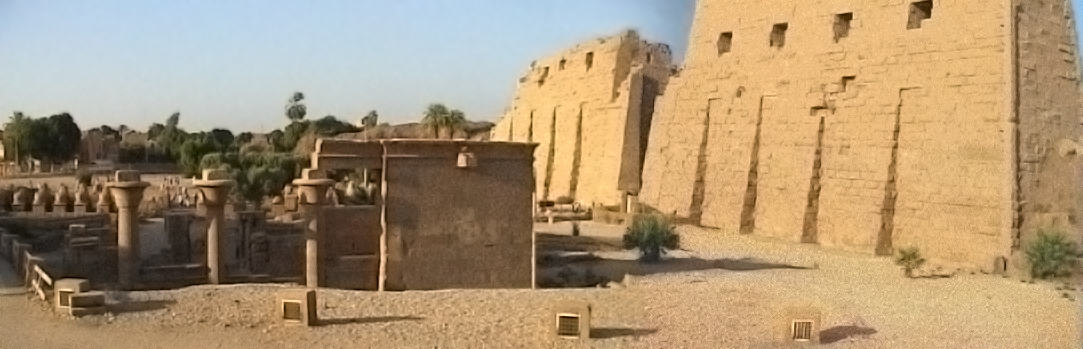
Templul lui Amon-ra de la Karnak, ridicat acum aproape patru milenii

- Epoca Bronzului în Europa Centrală (Italia, Grecia); metalurgia fierului la hitiți
- China: roata olarului
- 2.000 - 1.800:
  -     - amenajarea cetății Fayum prin crearea lacului Karum
    - hitiții în Anatolia
    - civilizația megalitică în Europa Occidentală
- 1970: începutul construcției templului de la Karnak

### Secolul al XVIII-lea î.Hr.
- Egipt: războiul de țesut orizontal
- 1800: primele palate cretane
- 1760: China antică: creșterea animalelor și scrisul

### Secolul al XVII-lea î.Hr.

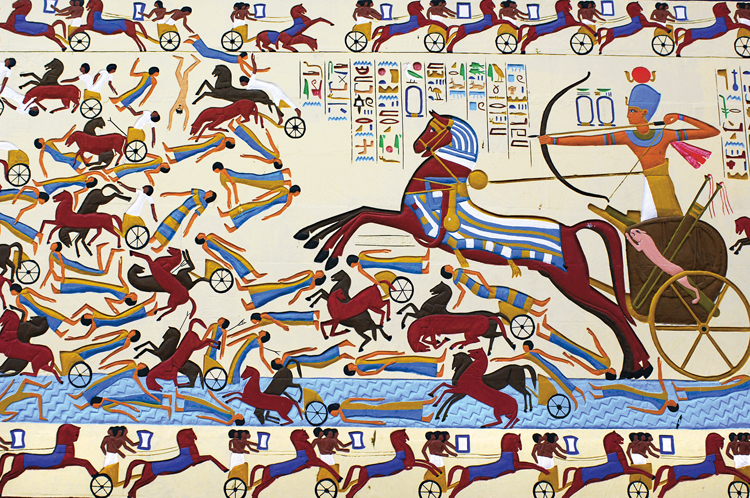
Lupta dintre egipteni și hiksoși. Hiksoșii au introdus calul, carul de luptă și arcul ca arme de război.

- 1700 - 1600: Egipt: începutul fabricării sticlei colorate cu oxizi minerali
- Valea Regilor: pluguri, grape, sape și alte unelte agricole
- Hiksoșii aduc calul în Egipt
- 1600: clepsidra în Egipt

### Secolul al XVI-lea î.Hr.
- 1550 - 1500: Egipt: dezvoltarea fabricării sticlei, perfecționarea tehnicii împletirii și vopsirii țesăturilor

### Secolul al XV-lea î.Hr.

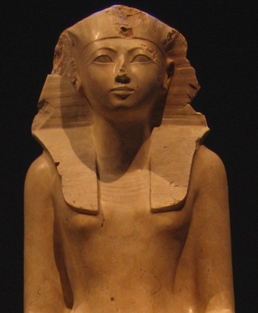
Hatshepsut, prima femeie-faraon; i se atribuie celebrele obeliscuri placate cu aur

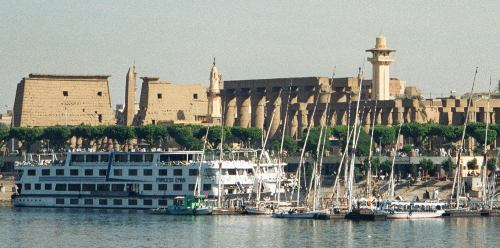
Templul din Luxor

Faceți click pe semnul de lângă titlul coloanelor, pentru a ordona tabelul în funcție de acel argument.
| Perioada                            | Invenția                                                               | Regiunea      |
| ----------------------------------- | ---------------------------------------------------------------------- | ------------- |
| Dinastia Chang                      | - punerea la punct a tehnicii lăcuitului - primele țesături din mătase | China antică  |
| 1500                                | cărămida emailată                                                      | Egiptul antic |
| 1500 - 1480 (domnia lui Hatshepsut) | - ridicarea obeliscurilor de la Karnak - cadranul solar                | Egiptul antic |
| 1450 - 1400                         | Epoca bronzului                                                        | Scandinavia   |
| 1425                                | apicultura                                                             | Egiptul antic |
| 1415                                | - utilizare atelajelor trase de boi la jug - tehnica irigațiilor       | Egiptul antic |
| 1400                                | începe construcția templului de la Luxor                               | Egiptul antic |
| 1400                                | Epoca bronzului                                                        | China antică  |

### Secolul al XIV-lea i.Hr.
- 1354 - 1346: tezaurul lui Tutankamon
- 1314 - 1200: utilizarea lonjeroanelor în coadă de rândunică la templul din Abydos

### Secolul al XIII-lea î.Hr.
- 1.300 - 1.000: India: zincul

### Secolul al XII-lea .Hr.
- 1200: dezvoltarea metalurgiei fierului în Grecia și în bazinul oriental al Mediteranei
- 1200 - 1100: civilizația câmpurilor de urne în Europa centrala
- ziguratul în Ur
- generalizarea folosirii bronzului în Egipt

### Secolul al XI-lea î.Hr.
- 1060 - 950: necropolele de la Tanis și Deir el-Bahari

### Secolul al X-lea î.Hr.
- 1000:
  -     - China: monedele
    - Asiria: lentila[53]
    - Coreea: încălzirea centrală[54]
    - apare calul în Grecia
    - începe construcția Heraionului din Olimpia (din lemn)
    - utilizarea săpunului în Siria
- China: cultura meiului, orezului și orzului
- 950 - 500:
  -     - civilizația ilirică de tip Hallstatt: prima Epoca a Fierului în Europa
    - În Europa de nord-vest ne aflăm în perioda mijlocie a Epocii Bronzului

### Secolul al IX-lea î.Hr.
- 900: primele colonii grecești din Asia Mică
- 860: prima Epocă a Fierului în Etruria:
- 800
  -     - cadranul solar
    - domesticirea cămilei

### Secolul al VIII-lea î.Hr.
- 800 - 600: Epoca Bronzului în nordul Europei
- 776: începutul Jocurilor Olimpice
- 770:
  -     - China: începutul Epocii Fierului
    - Munci și zile a lui Hesiod
- 753: fondarea Romei
- 750
  -     - coloniile grecești din Sicilia și Italia de sud
    - Grecia antică: teoria sferelor cerești, o primă imagine a Universului[55]
- 712 - 663: metalurgia fierului în Egipt

### Secolul al VII-lea î.Hr.
- 700:
  -     - aclimatizarea bumbacului în Asiria sub domnia lui Sennacherib
    - pompa cu lanț în Babilonia
- 675: utilizarea monedelor în Asia Mică
- 650: Grecia:
  -     - primele monede
    - în construcția templelor, lemnul este înlocuit de piatră
- 650 - 600:  o serie de invenții atribuite lui Dedal și discipolilor săi: fierăstrăul, toporul, firul cu plumb, roata, compasul

### Secolul al VI-lea î.Hr.
600:
- -     - debutul reflecțiilor științifice și tehnice ale școlii ioniene
    - extracția argintului la Thasos și Siphono
    - furnale metalurgice la Agros Sosti
    - coloniile grecești de la țărmul Mării Negre
    - întemeierea Marsiliei
    - În China apar bețișoarele pentru mâncat[56]
- 592: ancora în Grecia[57]
- 563 - 483: Steagul rugăciunii, Gautama Siddhartha[58]
- 550:
  -     - Rhoicos realizează turnarea bronzului în forme de ceară
    - apeductul lui Pisistrate din Atena
- 530:
  -     - primele mașini de ridicat
    - utilizarea pietrei la baza templului lui Apollo din Corint
- 513: codul imperial al statului T'sin gravat pe un trepied de fier

### Secolul al V-lea î.Hr.

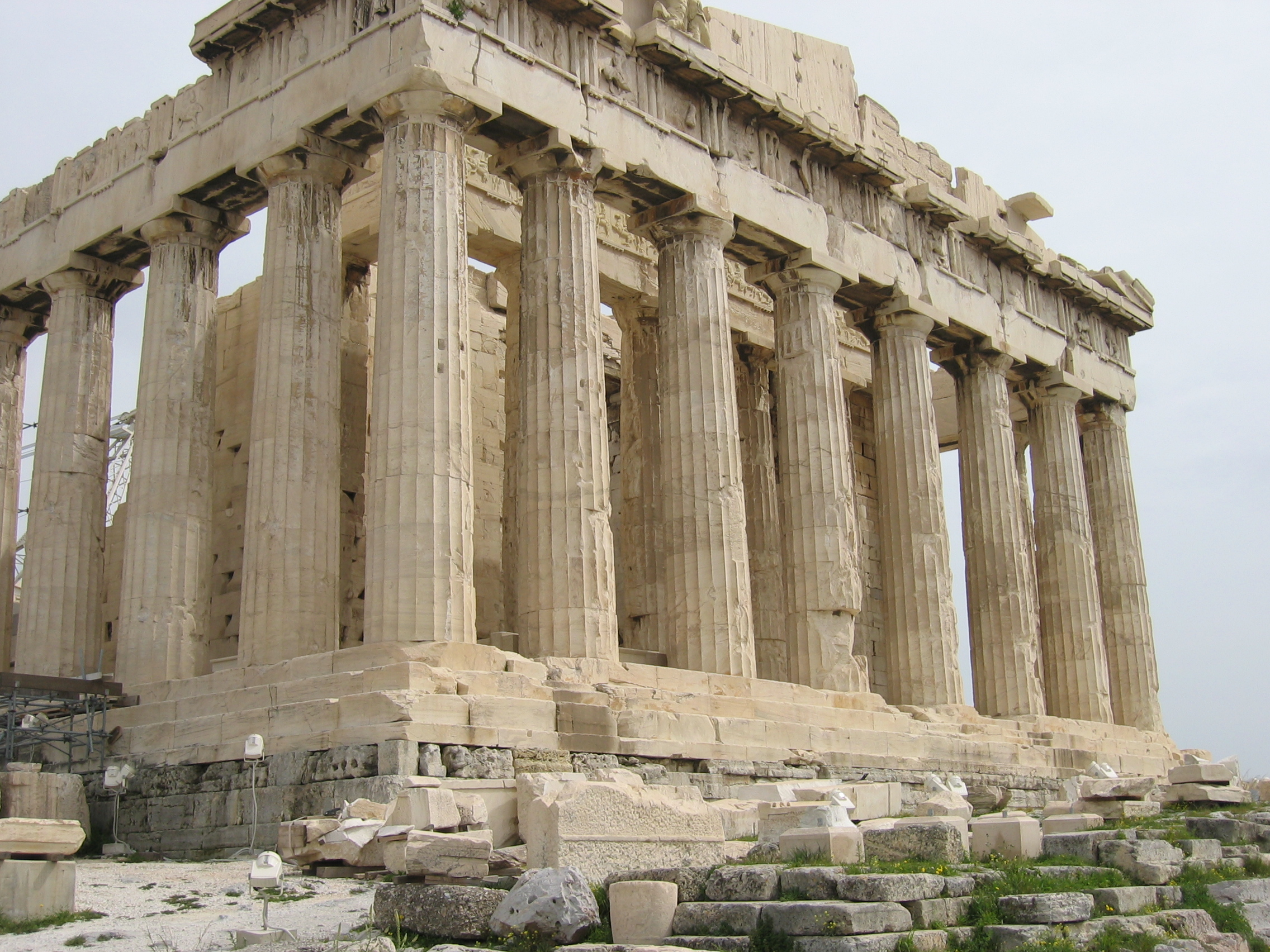
Parthenonul, monument apartinand Patrimoniului Mondial UNESCO

Faceți click pe semnul de lângă titlul coloanelor, pentru a ordona tabelul în funcție de acel argument.
| Perioada                            | Invenția | Persoana căreia i se atribuie      | Regiunea      |
| ----------------------------------- | --- | ---------------------------------- | ------------- |
| 500                                 | primele construcții fortificate în Atena                                                                                             |                                    | Grecia antică |
| 500                                 | - apariția hărților - fecundarea artificială a curmalului - moară de măcinat din piatră - presa (teasc) cu pârghie și contragreutăți |                                    | Grecia antică |
| 500                                 | zahărul |                                    | India antică  |
| 500                                 | chirurgia plastică | Susruta                            | India antică  |
| 500                                 | puntea dentară |                                    | Etruria       |
| 500                                 | zmeul | Lu Ban.                            | China         |
| 500                                 | plugul greu (de fier) |                                    | China         |
| 500                                 | tratat de tehnică militară | Zeng Gong Liang                    | China         |
| 499 - 477                           | harnașament la cai |                                    | China         |
| 484                                 | dezvoltarea minelor în Laurion (evolutia puțurilor verticale)                                                                        |                                    | Grecia antică |
| 479                                 | începutul construcției portului Pireu                                                                                                |                                    | Grecia antică |
| 470                                 | reconstruirea zidurilor Atenei. | Temistocle                         | Grecia antică |
| 470 - 430                           | lucrările de urbanism | Hippodamos din Milet și succesorii | Grecia antică |
| 450                                 | dezvoltarea tehnicii militare |                                    | Grecia antică |
| 450                                 | șurubul, scripetele | Archytas                           | Grecia antică |
| - 447 - 432 - 437 - 432 - 430 - 410 | - Partenonul - Propileele - Erechteionul                                                                                             |                                    | Grecia antică |
| 424 - 387                           | 12 canale de-a lungul râului Chang (afluent al Fluviului Galben)                                                                     | Si Men Po                          | China         |
| 407                                 | podul peste Bosfor | Mandrocles din Samos               | Grecia antică |
| 407                                 | regim dietetic | Hippocrate                         | Grecia antică |

### Secolul al IV-lea î.Hr.

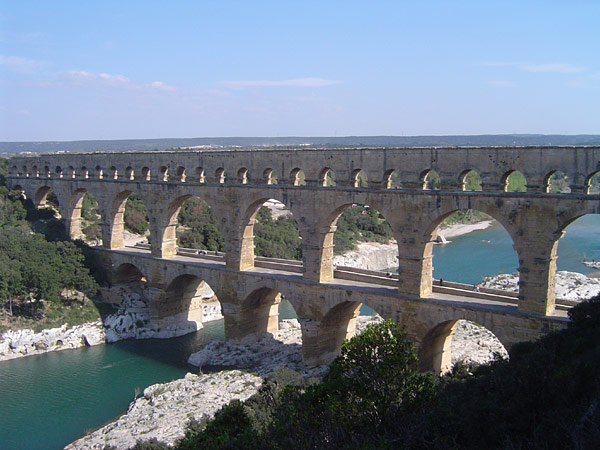
Apeductul roman de la Pont du Gard, una dintre marile atracții turistice ale Franței, aflat în Patrimoniul Mondial UNESCO

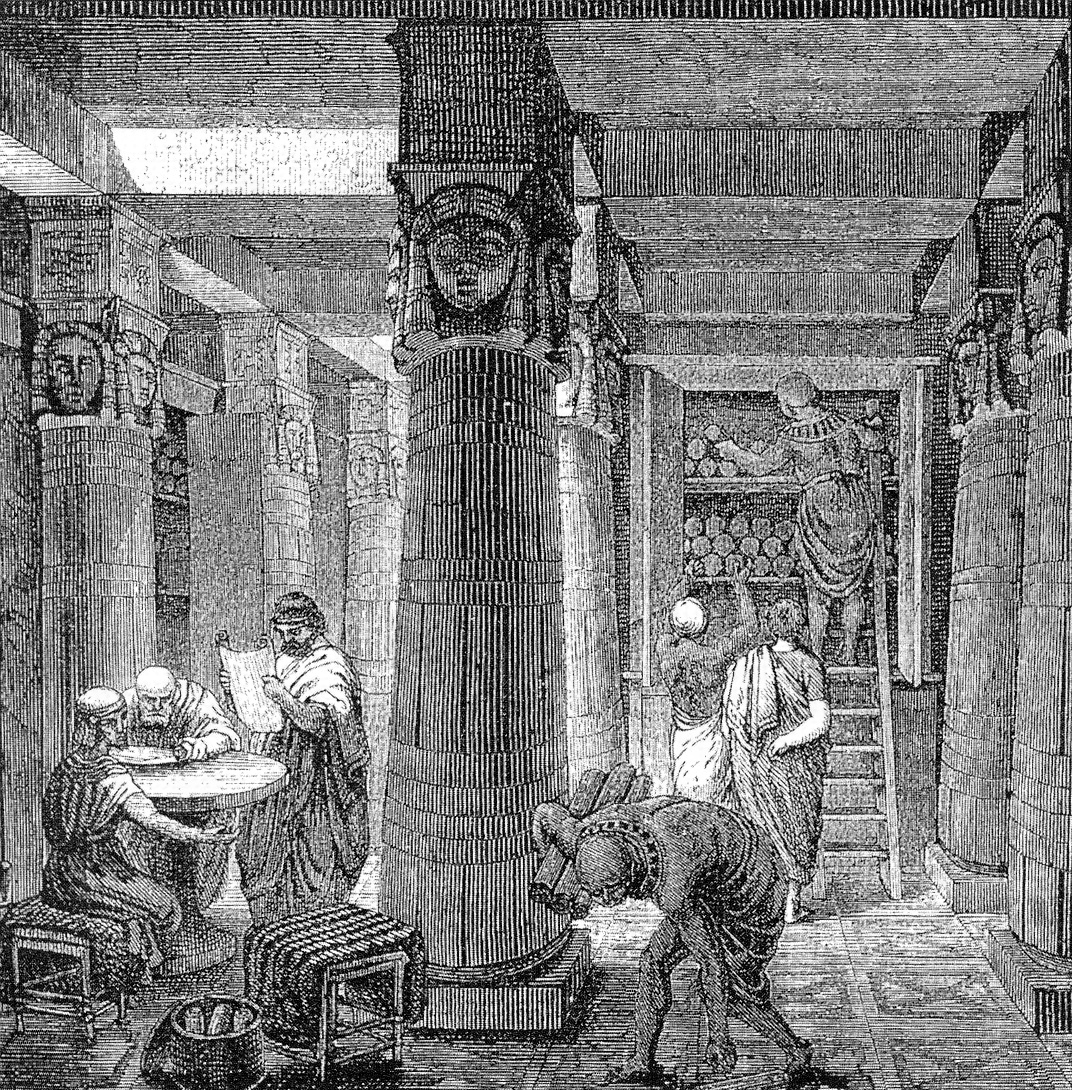
Biblioteca din Alexandria (detaliu reconstituire), focar de cultură și civilizație al antichității

| Perioada  | Invenție                                                                                    | Persoana căreia i se atribuie              | Regiunea          |
| --------- | ------------------------------------------------------------------------------------------- | ------------------------------------------ | ----------------- |
|           | începutul fabricării hârtieii                                                               |                                            | China             |
|           | ameliorarea terenurilor mlăștinoase                                                         |                                            | Grecia            |
| 405 - 367 | dezvoltarea sistemului de mașini de război                                                  | Denys I, tiranul                           | Siracuza          |
| 400       | începutul lingvisticii                                                                      | Pānini                                     | India             |
| 400       | catapulta ca armă de război                                                                 |                                            | China Grecia      |
| 400       | fotbalul, arbaleta, turnarea fontei                                                         |                                            | China             |
| 387       | Academia din Atena                                                                          | Platon                                     | Grecia            |
| 350       | mori de apă                                                                                 |                                            | India             |
| 346 - 328 | - arsenalul portului Pireu - tratat de proporții ale templelor - tratat de tehnică militară | Philon din Atena                           | Grecia            |
| 340       | perfecționare mașini de război                                                              | Polyidos                                   | Macedonia         |
| 336 - 330 | campania lui Alexandru cel Mare                                                             | ajutat de inginerii săi, Diades și Charias | Macedonia         |
| 335       | Lyceum-ul din Atena                                                                         | Aristotel                                  | Grecia            |
| 312       | apeductul din Appia, primul apeduct roman                                                   |                                            | Imperiul Roman    |
| 305       | înființare Biblioteca din Alexandria                                                        | Ptolemeu I al Egiptului                    | Egiptul elenistic |

### Secolul al III-lea î.Hr.

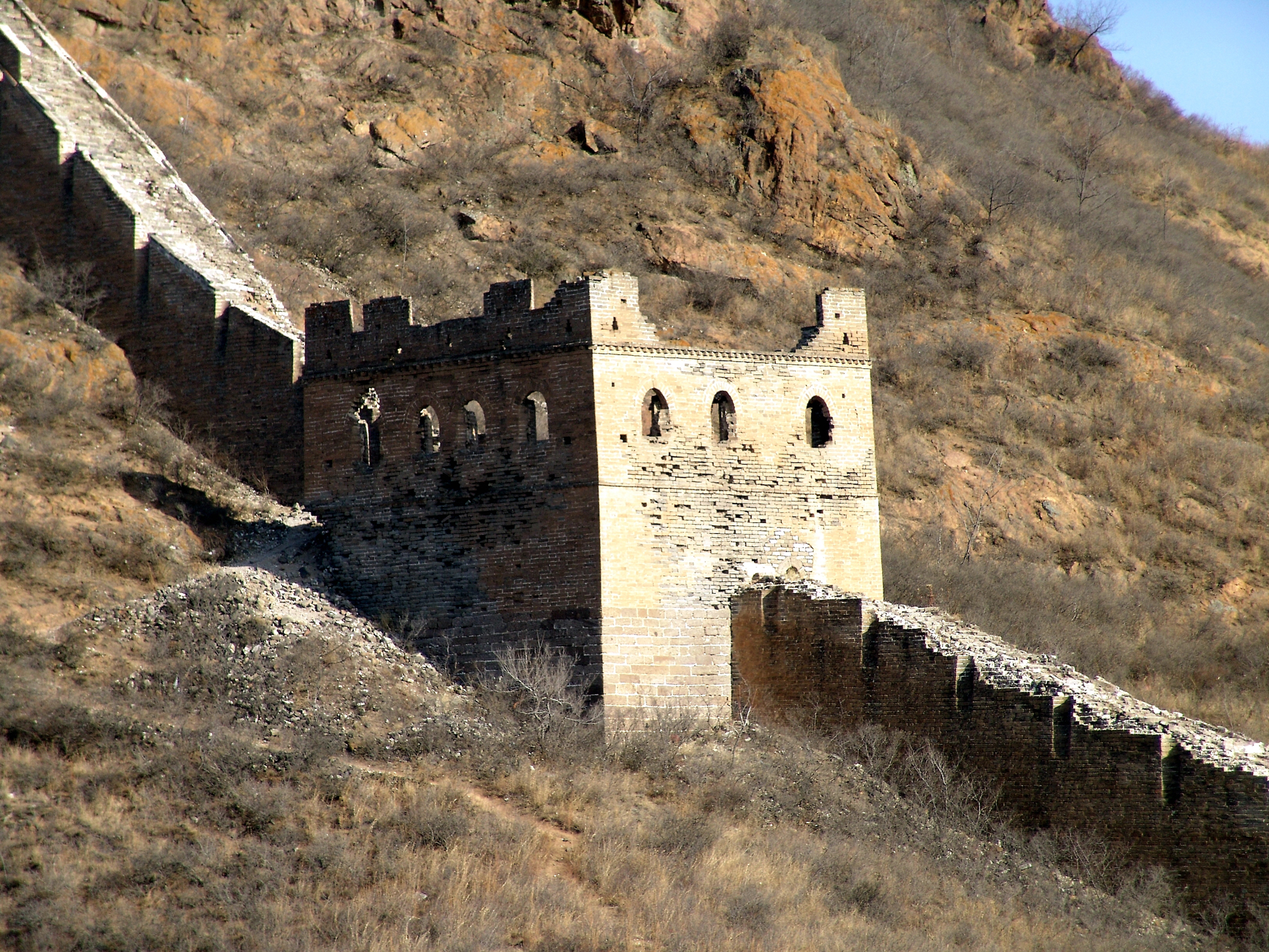
Marele Zid Chinezesc, una dintre cele mai îndrăznețe și impunătoare construcții realizate vreodată de om, aflată acum sub Patrimoniul Mondial UNESCO

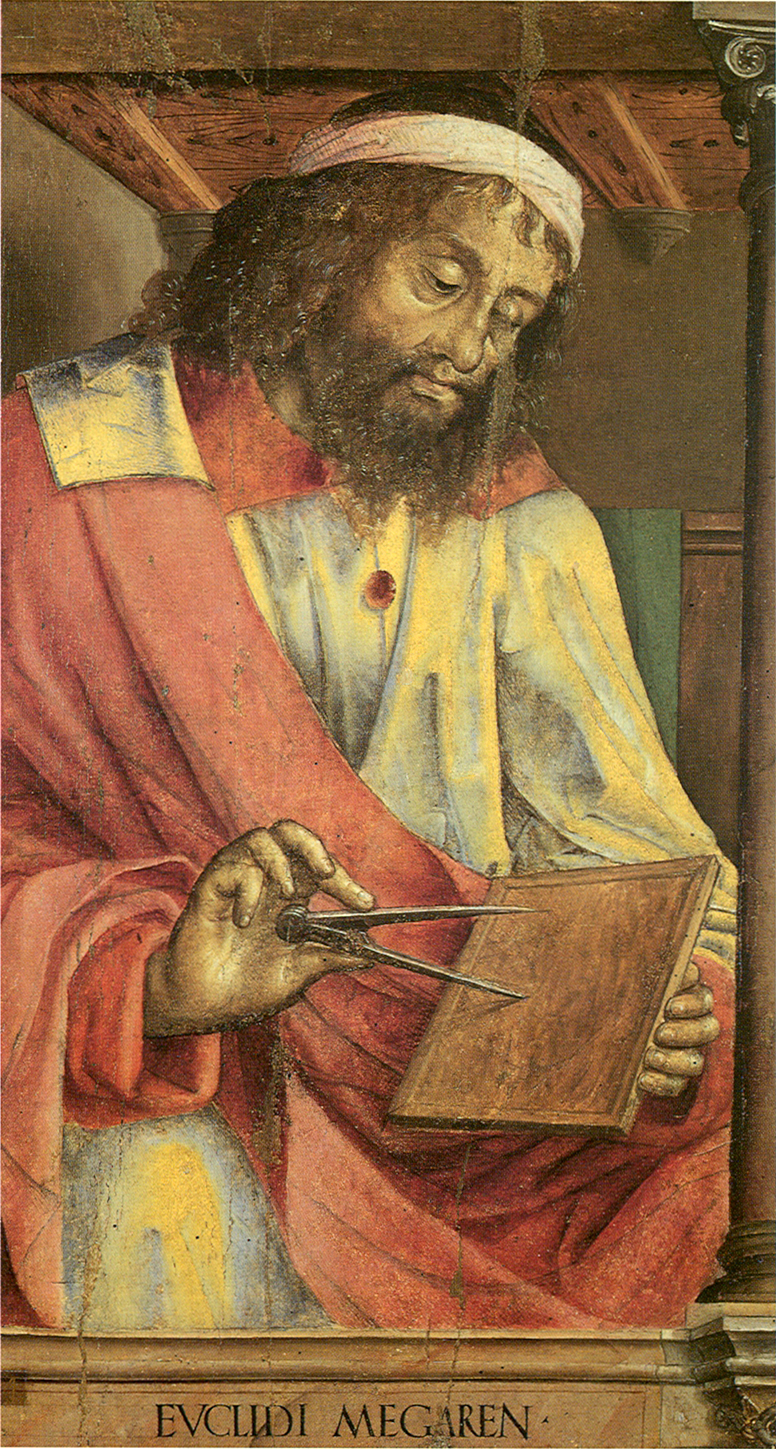
Euclid, unul din marii savanți ai Alexandriei

| Perioada  | Invenție                                                                                  | Persoana căreia i se atribuie                                          | Regiunea  |
| --------- | ----------------------------------------------------------------------------------------- | ---------------------------------------------------------------------- | --------- |
|           | - brocartul de mătase - descoperirea și fabricarea hârtiei                                |                                                                        | China     |
| 300       | Tratat de agricultură                                                                     | Magon                                                                  | Cartagina |
| 300       | harnașamentul                                                                             |                                                                        | Asia      |
| 300       | roțile cu bandaj de oțel                                                                  |                                                                        | India     |
| 300       | busola, catalog de stele                                                                  | Gan De și Shi Shen                                                     | China     |
| 300       | enciclopedie                                                                              | Speusippus                                                             | Grecia    |
| 300       | filetul (elicea)                                                                          | Archytas                                                               | Grecia    |
| 300       | cerneala                                                                                  |                                                                        | India     |
| 300 - 283 | al doilea eșec în încercarea de a străpunge istmul Corintului                             |                                                                        | Grecia    |
| 300 - 275 | prima generație de savanți ai Alexandriei                                                 | medicul Herophilos, fizicianul Straton din Lampsaca, Euclid            | Egipt     |
| 300 - 100 | furnalul, obținerea fontei                                                                |                                                                        | China     |
| 290       | începerea construcției templului din Edfu                                                 |                                                                        | Egipt     |
| 287 - 212 | studii asupra pârghiilor, hidrostaticii, mașinilor de război                              | Arhimede                                                               | Grecia    |
| 285       | pod suspendat                                                                             |                                                                        | China     |
| 283 - 280 | Farul din Alexandria                                                                      | Sostrate din Cnidos                                                    | Grecia    |
| 270 - 250 | orga hidraulică, pompa aspiro-respingătoare, mașini de război, clepsidra                  | Ctesibios din Alexandria                                               | Egipt     |
| 260 - 220 | a doua generație de savanți ai Alexandriei                                                | Aristarh și Conon din Samos, geograful Eratostene, medicul Erasistrate | Egipt     |
| 250       | pârghia                                                                                   |                                                                        | Grecia    |
| 250 - 220 | dispozitive mecanice ingenioase: mașini automate, pneumatice, clepsidre, mașini de război | Philon din Bizanț                                                      | Grecia    |
| 250 - 220 | angrenajul cu roți dințate                                                                |                                                                        | Grecia    |
| 234 - 149 | Tratat de economie rurală                                                                 | Caton cel Bătrân                                                       | Grecia    |
| 234 - 149 | Tratat de agricultură                                                                     | Sarsena (tatăl și fiul)                                                | Grecia    |
| 217       | încheierea construcției Marelui Zid chinezesc                                             |                                                                        | China     |
| 210       | utilizarea cromului                                                                       |                                                                        | China     |

### Secolul al II-lea î.Hr.

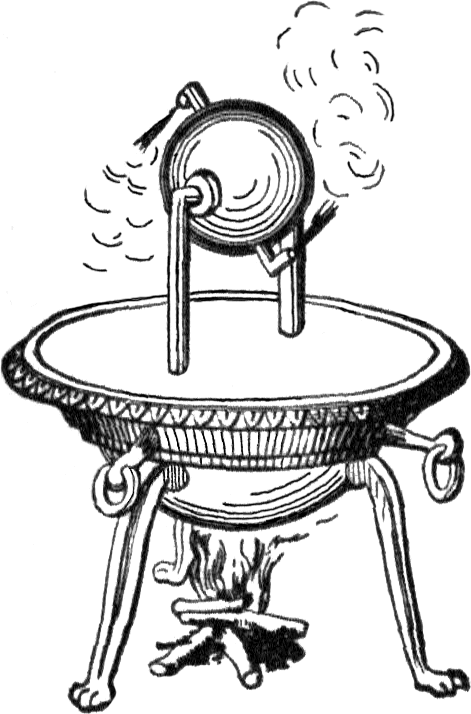
Eolipila lui Heron, una din celebrele invenții ale antichității, considerată prima turbină cu abur cu reacțiune.

| Perioada  | Invenție | Persoana căreia i se atribuie | Regiunea       |
| --------- | --- | ----------------------------- | -------------- |
|           | primele arme cu lame de oțel                                                                                                |                               |                |
| 200       | - scripetele compus - "spirala lui Arhimede"                                                                                | Arhimede                      | Grecia         |
| 200       | - diamantul - stupa si pagoda - lâna de cașmir                                                                              |                               | India          |
| 200       | potcoavele |                               | Imperiul Roman |
| 200       | ecluza |                               | China          |
| 202 - 201 | foalele pentru metalurgie                                                                                                   |                               | China          |
| 150       | În lucrarea Sintaxa mecanică sunt prezentate toate operele înaintașilor din domeniul mecanicii, mașinăriilor și automatelor | Heron din Alexandria          | Grecia         |
| 150       | ingenios mecanism de orologerie pentru calcularea pozițiilor astrelor (mecanismul din Antikythera)                          |                               | Grecia         |
| 150       | astrolabul | Hiparh                        | Grecia         |

### Secolul I î.Hr.
- utilizarea foalelor suflante la furnalele romane
- dezvoltarea sculelor și uneltelor în cadrul Imperiului Roman: apariția rindelei, fierăstrăului, pilei, foarfecii, burghiului etc.
- 116 - 27 î.Hr: Tratatul de agricultură al lui Varron[73]
- apeductul cu două sifoane din Pergam
- 100 î.Hr:
  -     - Pergam: pergamentul
    - Roma: modelarea sticlei prin suflare
    - China: roaba[74]
    - China: ciocan mecanic cu acționare hidraulică
- 80 î.Hr: Canalul lui Marius între Arles și Fos
- 52 î.Hr: astrolabul chinez
- 40 î.Hr: lagăr cu rostogolire (strămoșul rulmentului) la navele romane
- 21 î.Hr.: China: umbrela care se pliază[75]
- catapulta în Orientul Apropiat
- China: mecanism cu angrenaj care arată sudul
- mecanism diferențial în China și Grecia (zona  Antikythera)
- India: legarea cărților, vopseaua tip indigo, peria de dinți
- cultivarea iutei în Bengal
- În Italia apar diverse animale domestice: iepurele, rața domestică, se diferențiază rasele de galinacee, se raspândește procedeul incubației artificiale.
- 45 î.Hr: calendarul iulian
- 38 î.Hr.: mori de vânt lângă palatele lui Mithridate
- presa-teasc cu șurub
- 30 î.Hr:
  -     - Vitruviu: De Architectura
    - Tratatul de agricultură al lui Columella
- 20 î.Hr: Roma, tehnologia suflării sticlei

## Primul mileniu d.Hr.

### Secolul I d.Hr.

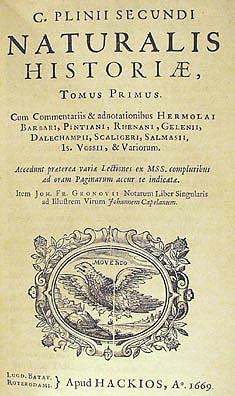
Naturalis Historia, celebra enciclopedie a antichității, scrisă de Plinius cel Bătrân, pagina-titlu a unei ediții din 1669

| Perioada       | Invenția                                                                                         | Persoana cărei i se atribuie | Regiune        |
| -------------- | ------------------------------------------------------------------------------------------------ | ---------------------------- | -------------- |
| 1 - 100 d.Hr.  | jonca chinezească; introducerea timonei                                                          |                              | China          |
| 38 d. Hr.      | foalele acționate utilizând forța apei (necesare furnalelor)                                     | Du Shi                       | China          |
| 50 d.Hr.       | plugul cu cormană                                                                                |                              | China Galia    |
| 77 d.Hr.       | Enciclopedia                                                                                     | Plinius cel Bătrân           | Imperiul Roman |
| 78 - 139 d.Hr. | - astrolab acționat prin forța apei - seismometru                                                | Zhang Heng                   | China          |
| 100 d.Hr.      | eolipila lui Heron din Alexandria, primul dispozitiv care poate fi asimilat unei turbine cu abur | Heron din Alexandria         | Grecia         |
| 100 d.Hr.      | dărăcirea bumbacului                                                                             |                              | India          |

### Secolul al II-lea
- 105: China: Cai Lun inventează hârtia[80]
- 180: Ding Huan (China) inventează:
  -     - strămoșul ventilatorului: un fel de evantai rotitor
    - un dispozitiv de vânturare a semințelor
- 200:
  -     - China, lanterna Kongming: balon cu aer cald prevăzut cu un felinar cu tub de bambus în care ardea ceară
    - potcoavele în zona Germaniei

### Secolul al III-lea
- 200 - 400: India: fântâna în trepte[81]
- 300: pasta de dinți în Egiptul roman

### Secolul al IV-lea
- 400: India: ginul extras din bumbac

### Secolul al V-lea
- Medicii romani utilizează, pentru examinare și intervenție chirurgicală, sonda, forcepsul, scalpelul, speculum, foarfeca, ace, cauterizarea[82], tratează chirurgical cataracta
- India: progrese în domeniul navigației: velatura de-a lungul direcției corăbiei (mai buna valorificare a curenților), dispozitive de determinare a latitudinii[83]
- China:
  -     - vasul comercial cu trei catarge
    - tiparul cu caractere fixe

### Secolul al VI-lea
- jocul de șah în India[84]
- 589: hârtia igienică în China (Yan Zhitui)

### Secolul al VII-lea
- 610 - 632: peria de dinți în Arabia
- 618 - 700: porțelanul în China
- 618 - 907: ventilator acționat prin forța apei în China
- 634 - 644: moară de vânt la Umar
- 673: focul grecesc (Callinic din Heliopolis)
- 673: aruncător de flăcări în Siria

### Secolul al VIII-lea
- astrolabul de bronz (Mohammed al-Fazari)[85]
- chimiștii arabi: tehnica distilării[86]
- India: tehnica inoculării (Madhav)
- Siria: fabrici de sticlă și de porțelan[87]
- 721 - 800: sticla colorată (Geber)
- 721 - 815: alchimistul arab Geber:
  -     - descoperă și dezvoltă: alambicul, tehnicile distilării, filtrării, cristalizării[88]
    - descoperă noi substanțe": acidul azotic, acidul sulfuric, acidul clorhidric, aqua regia, acidul uric[89]
    - obținerea și vopsirea perlelor artificiale, pietrelor prețioase artificiale
- 721 - 925: (Al-Razi, Al-Kindi, Geber):
  -     - parfumul de trandafiri[88]
    - instrumentar alchimic: pâlnie, ciur, filtru, baie cu nisip pentru încălzire etc.
- 725: China: mecanism de ceas cu pendul cu clichet (Yi Xing)
- 754: farmacie în Bagdad
- 758 - 764: străzi acoperite cu gudron la Bagdad[86]
- 763 - 800:
  -     - Harun al-Rashid: spital public[90]
    - Bagdad: spital psihiatric
- 794: Bagdad - fabrică de hârtie[91]
- chimiștii arabi: amalgamarea, distilarea uscată, purificarea apei[88], studiul petrolului[92]
- roata de tors în India

### Secolul al IX-lea
- Al-Horezmi: cuadrantul (cu diverse variante și îmbunatățiri)
- 800 - 857: Ziryab:
  -     - deodorantul [93]
    - salonul de înfrumusețare
    - buclarea părului
    - depilatorul chimic
- 800 - 873: frații Banū Mūsā:
  -     - robinetul, valva cu plutitor
    - dispozitive hidraulice de autoreglare
    - automatul de cântat[94]
    - felinarul cu petrol[95]
    - 800 - 1.000: Afganistan, Pakistan, Iran:
    - moara de măcinat acționata eolian[96]
    - rafinarea zahărului
- primele mari universități islamice
- Iran: ceramica faianței
- China: praful de pușcă
- Arabia: turbină hidraulică
- Bagdad: cadran solar
- Afganistan: moară de vânt cu ax vertical
- Azerbaijan: puțuri de petrol[86]
- 801 - 873: Al-Kindi: extracția etanolului
- 801 - 1.000: Al-Kindi, Al-Razi, Qusta ibn Luqa, Al-Jazzar, Al-Masihi: problema reziduurilor menajere urbane
- 810 - 887: Abbas ibn Firnas (Al-Andalus):
  -     - obținerea sticlei din silicați
    - strămoșii ochelarilor[86]
    - sticla din prelucrarea cuarțului
    - metronomul
- 813 - 833: școala medicală lui Al-Ma'mun[97]
- 827: Al-Ma'mun: mecanism ce imită cântecul păsării
- 836 - 1.000: Rhazes, Thabit ibn Qurra, Ibn Al-Jazzar: tratamentul disfuncției erectile[98]
- 852: parașuta (Abbas ibn Firnas, Al-Andalus)
- 853 - 929: tubul de observație[99] (Al-Battani)
- 859: universitate fondată de prințesa Fatima al-Fihri
- 865 - 900: kerosenul (Al-Razi, Irak)[86], lampa cu kerosen
- 865 - 925: Al-Razi:
  -     - săpunul solid[100]
    - bazele chemoterapiei[101]
    - utilizarea antisepticelor[86]

### Secolul al X-lea
- China: bancnotele, armele de foc
- Bagdad:
  -     - fabrică de mori de măcinat[102]
    - realizarea de proiecții cartografice (cu rețea de coordonate) folosind un fel de hârtie milimetrică
- Afganistan, Pakistan, Iran: moară de vânt orizontală
- medicii arabi: alcoolul sanitar[86]
- 903 - 986: Al-Sufi: astrolabul pentru calculul timpului[103]
- 904: China: săgeata de foc
- 919: China: aruncătorul de flăcări cu dublu piston
- 953: strămoșul stiloului cu rezervor (Al-Muizz Lideenillah, Egipt)[104][105]
- 960 - 1.000: apar restaurantele în lumea arabă și în China
- 994: sextantul (Abu-Mahmud al-Khujandi, Persia)
- 996: Al-Biruni: astrolabul cu mecanism ingenios
- astronomii arabi: perfecționează cuadrantul, astrolabul, cadranul solar (vertical și polar)
- cafeaua (Khalid, Etiopia)
- chimiștii arabi: săpunul pentru bărbierit
- inginerii arabi: firul cu plumb, nivela, triangulația, mori de măcinat cu mecanism
- Imperiul Arab: iluminatul stradal, șerbetul, băuturile răcoritoare, siropul[106]
- Iran: pod cu ecluză pentru moară de apă, dig pentru devierea apei
- Al-Andalus: amenajări pentru colectarea deșeurilor menajere
- Imperiul Arab: bibliotecă publică
- China: petarde

## Mileniul al II-lea

### Secolul al XI-lea
- pendulul (Ibn Yunus, Egipt)
- injecția cu seringă (Ammar ibn Ali al-Mawsili, Irak)[86]
- 1.000 - 1.009: astrolabul monumental al lui Ibn Yunus[107]
- 1.000 - 1.020: astrolabul heliocentric al lui Al-Sijzi
- 1.000 - 1.037: (Avicenna, Persia):
  -     - termometrul
    - distilarea fracționată, cu extragerea aromelor; aplicații în aromaterapie[108]
- 1.000 - 1.048:
  -     - astrolabul utilizat la realizarea de proiecții cartografice ortografice (Al-Biruni, Persia)
- Al-Zahrawi (Al-Andalus)[109]:
  -     - proceduri medico-chirurgicale: ligatura chirurgicală, anestezia orală, anestezie prin inhalații, extracție de cataractă[86]
    - consumabile: bandajul adeziv, catgut
    - instrumente chirurgicale: chiuretă, scalpel, retractor, spatulă etc.
    - îmbrăcămintea din bumbac[110]
- Al-Biruni, Persia:
  -     - astronomie: astrolabul ortografic, planisfera, hartă a stelelor, mecanism pentru calcularea pozițiilor aștrilor
    - instrumente de laborator: eprubeta, picnometrul, vasul conic de măsurat
- Alhazen:
  -     - oglinda parabolică, oglinda convexă, oglinda concavă, oglinda sferică
    - camera obscură
- oglinda din sticlă transparentă (Al-Andalus)[86]

### Secolul al XII-lea
- China: abacul
- 1100 - 1150: torquetum (Geber)

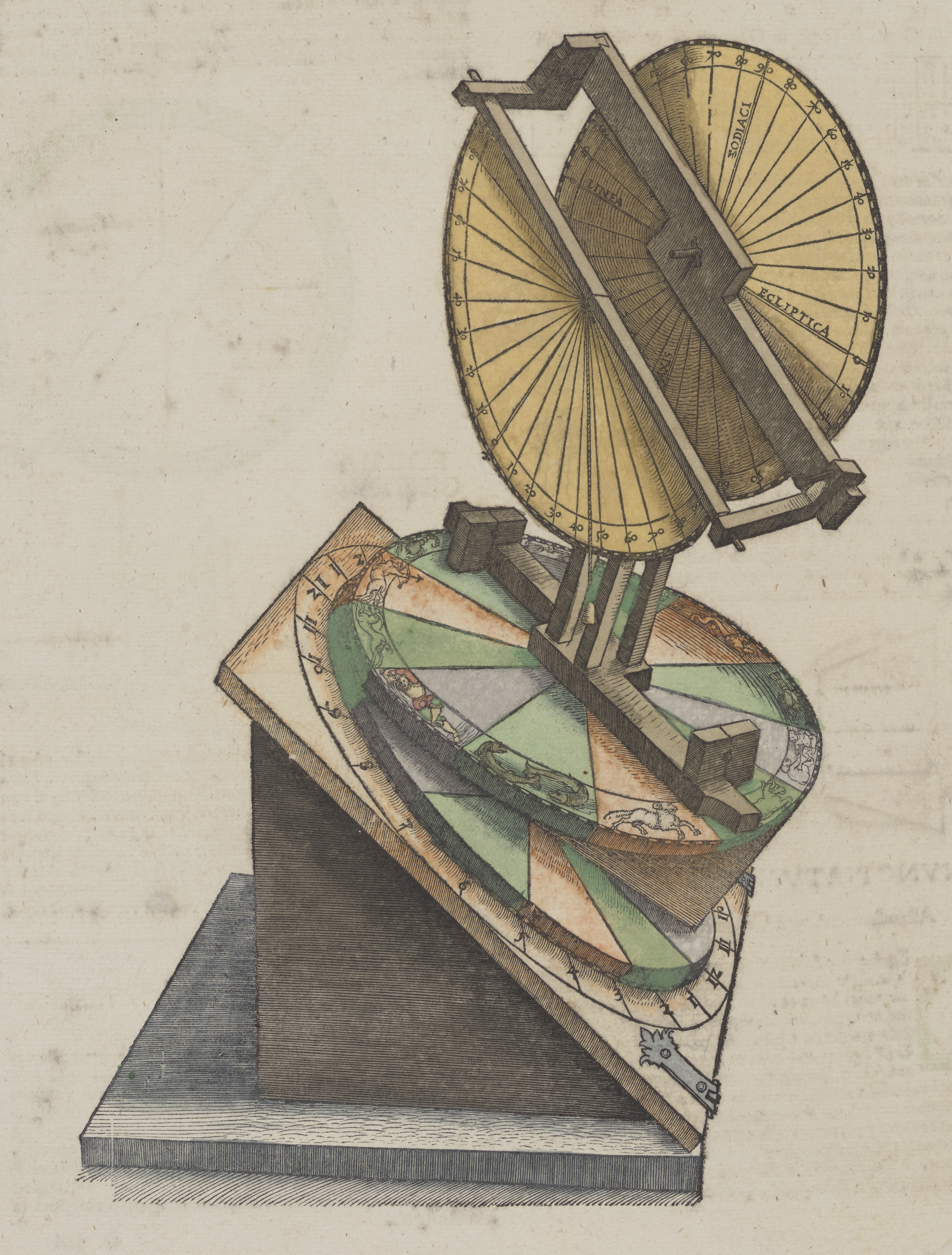
Torquetum, instrument pentru măsurat și transformat coordonatele astronomice.

- 1100 - 1161: traheotomie (Avenzoar, Al-Andalus)
- 1121: Al-Khazini, Persia:
  - balanța romană
  - balanța hidrostatică
- 1126: Li Gang, China:
  - săgeata de foc
  - racheta
- 1128: tunul în China
- 1135 - 1200: astrolabul liniar (Nasir al-Din Tusi, Persia)
- 1150: studiul mișcării perpetue (Bhaskara, India)
- 1150: creșterea porumbeilor voiajori (Irak, Siria)
- 1154: orologiu cu sunet (Al-Kaysarani, Siria)
- 1187: balista cu contragreutate (Mardi bin Ali al-Tarsusi)
- 1190: busolă marinărească în Italia
- Egipt: cvadrantul, strămoșul ventilatorului
- Al-Andalus: moară de apă, forjă acționată hidraulic
- Siria: încălzire centrală prin țevi sub podea
- China: artificii, ochelari de soare
- Turcia: mașina de război

### Secolul al XIII-lea
- Europa: oglinda de sticlă[17]

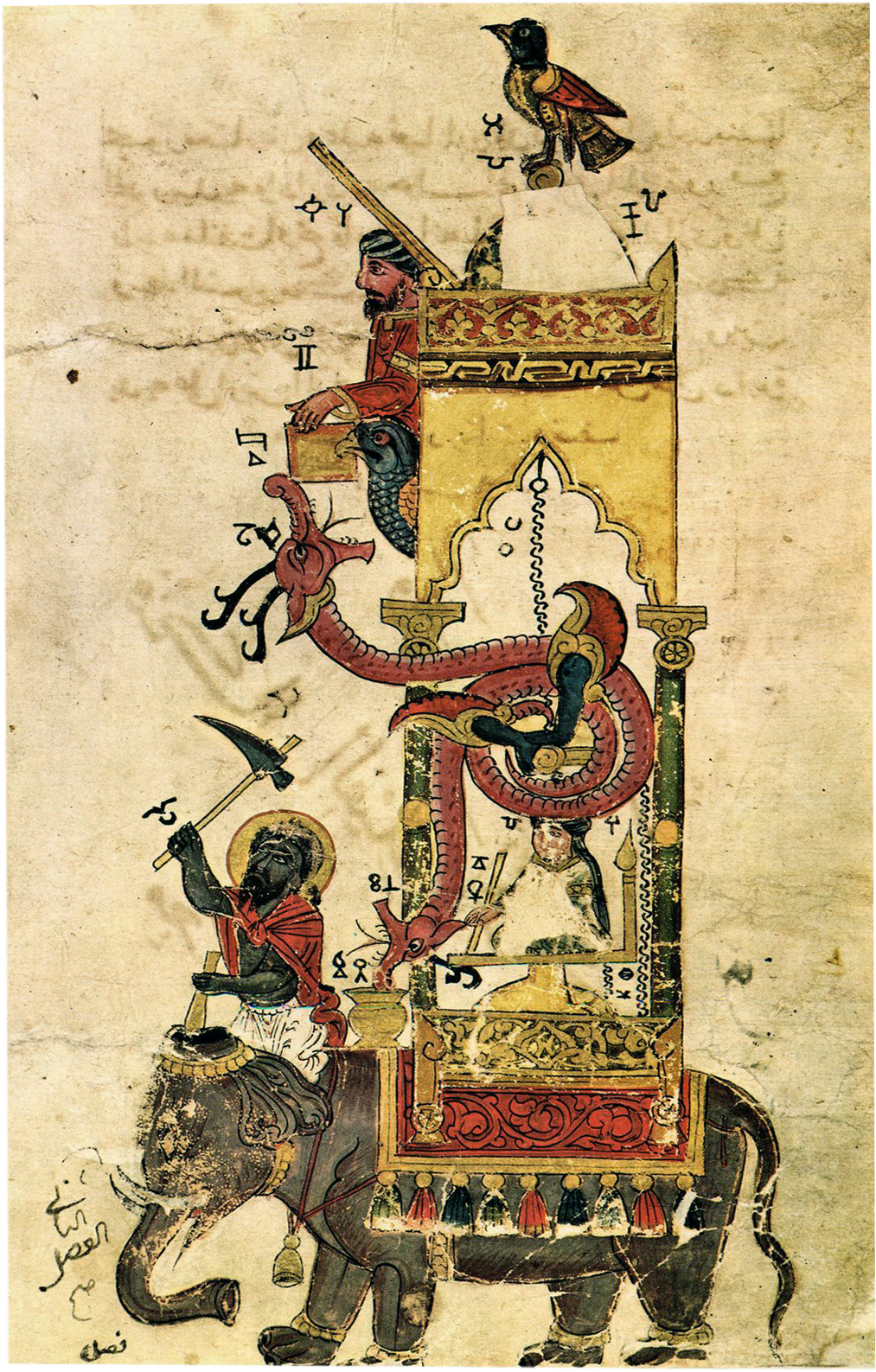
"Ceasul-elefant" al inventatorului islamic Al-Jazari, un dispozitiv ingenios alimentat cu apă

- Al-Jazari (Irak): lacătul cu cifru
- 1206: Al-Jazari:[111]
  - "ceasul-elefant" acționat cu ajutorul apei
  - dispozitiv de spălat pe mâini
  - introducerea axului cu came
  - strămoșul robotului humanoid
  - sistem de alimentare cu apă
  - ceasul cu indicator orar
- 1232: lansator de rachete în China
- 1235: astrolab cu mecanism cu calendar
- 1259: Al-Tusi:
  - institut de cercetare
  - observator astronomic

- 1260: Egipt

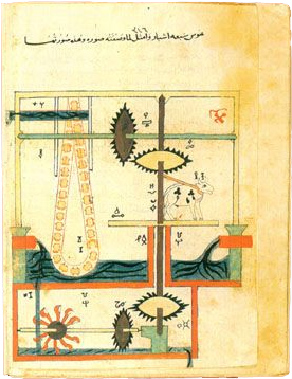
Pompă cu lanț acționată de forța apei, invenție atribuită lui Al-Jazari

  - praful de pușcă, tunul, arma de foc
  - haine ignifuge[112]
- 1270: Hassan al-Rammah (Siria): obținerea salpetrului
- 1271 - 1273: Alaaddin și Ismail (Orientul Mijlociu): arma de război balistică
- 1274: Abu Yaqub Yusuf: tunul de asediu[89]
- 1275: Hassan al-Rammah (Siria): torpila
- 1277: Lou Qianxia (China): mina militară
- 1297 - 1298: Whang Zhen (China): tiparul cu caractere mobile din lemn
- Al-Andalus: caravela
- Arabia: pompă elicoidală acționată cu arbore cotit[113]
- China: hârtie abrazivă
- China: racheta cu combustibil solid
- Germania: butoniera[17]

### Secolul al XIV-lea
| Perioada    | Invenția                                                                                                   | Persoana căreia i se atribuie | Țara/regiunea     |
| ----------- | --- | ----------------------------- | ----------------- |
| 1304 - 1375 | ceasul cu astrolab, busola cu cadran                                                                       | Ibn al-Shatir                 | Arabia            |
| 1350        | podul din frânghii                                                                                         |                               | Peru              |
| 1355        | bombarda, arma cu fitil, racheta de lansare, racheta în trepte, minele navale, ghiuleaua armele cu trăgaci | Jiao Yu și Liu Ji             | China             |
| 1371        | ceasul solar cu axă polară                                                                                 | Ibn al-Shatir                 | Arabia            |
|             | muscheta                                                                                                   |                               | China             |
|             | astrolabul sferic                                                                                          |                               | Orientul Mijlociu |

### Secolul al XV-lea

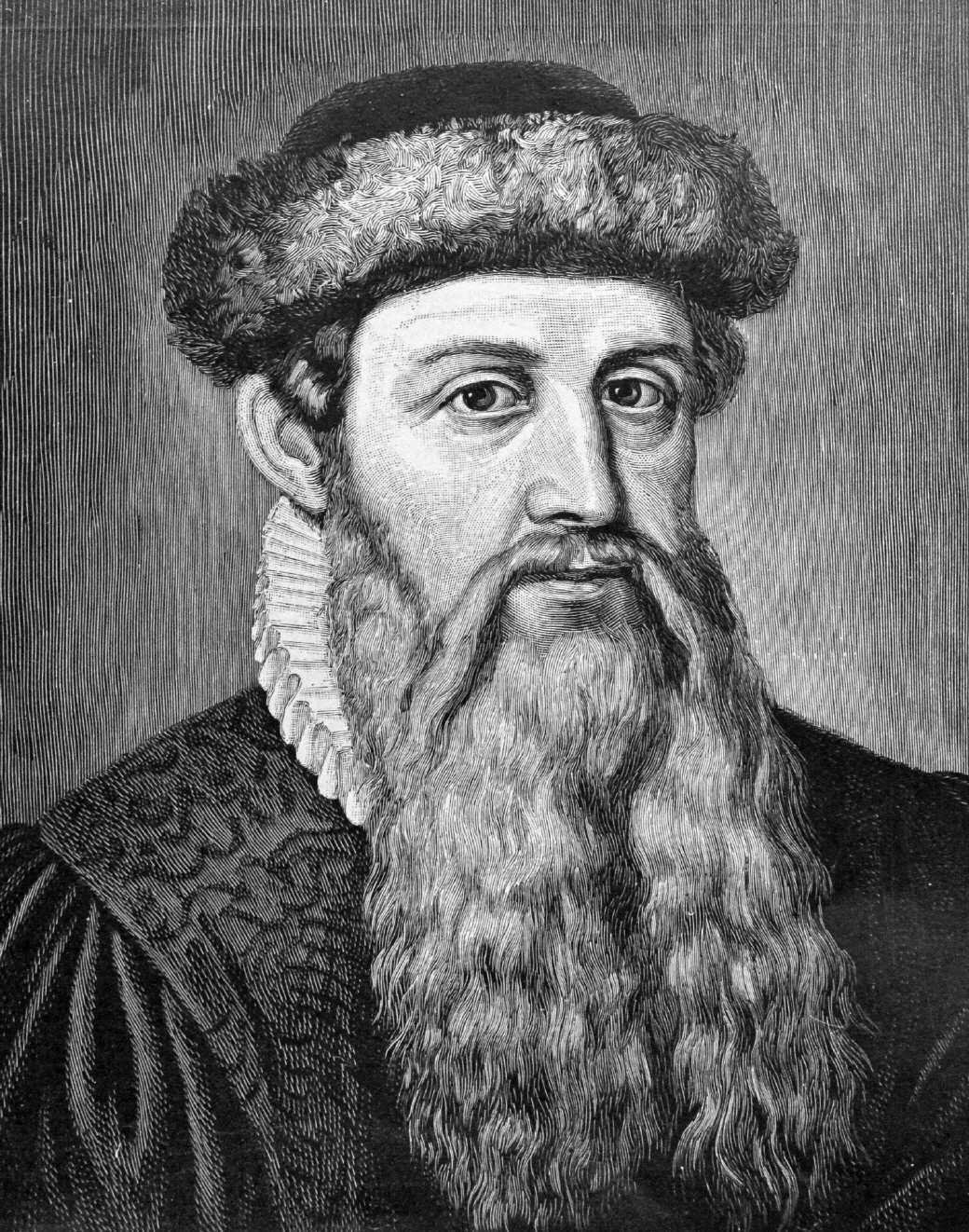
Johann Gutenberg, inventatorul tiparului, deschizător de drumuri în evoluția culturii universale

| Perioada    | Invenție                                    | Inventatorul                 | Țara            |
| ----------- | ------------------------------------------- | ---------------------------- | --------------- |
|             | podul cu suspensie din lanțuri              |                              | China           |
|             | archebuza, pușca                            |                              | Europa          |
| 1400 - 1429 | mecanism pentru calculat pozițiile aștrilor | Jamshīd al-Kāshī             | Arabia          |
| 1405 - 1433 | nava de război                              | Zheng He                     | China           |
| 1441        | pluviometrul                                | Jang Yeong-sil               | China           |
| 1450        | tiparul cu caractere mobile                 | Johannes Gutenberg           | Germania        |
| 1451        | lentila concavă pentru ochelari             | Nicolaus Cusanus             | Germania        |
| 1453        | tunul de mare calibru                       |                              | Imperiul Otoman |
| 1490 - 1492 | globul pământesc                            | Martin Behaim                | Germania        |
| 1498        | peria de dinți                              | perioada împăratului Hongzhi | China           |

### Secolul al XVI-lea

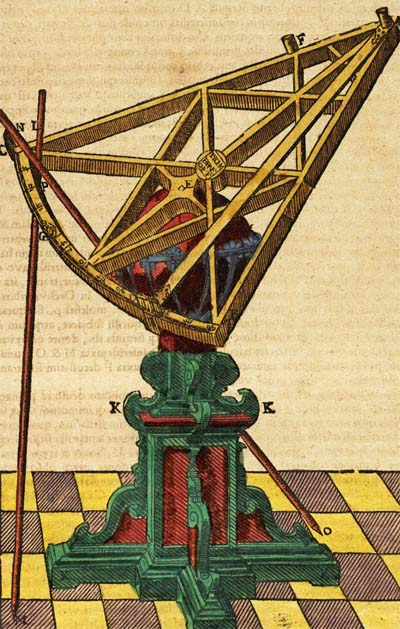
Sextantul inventat de Taqi al-Din

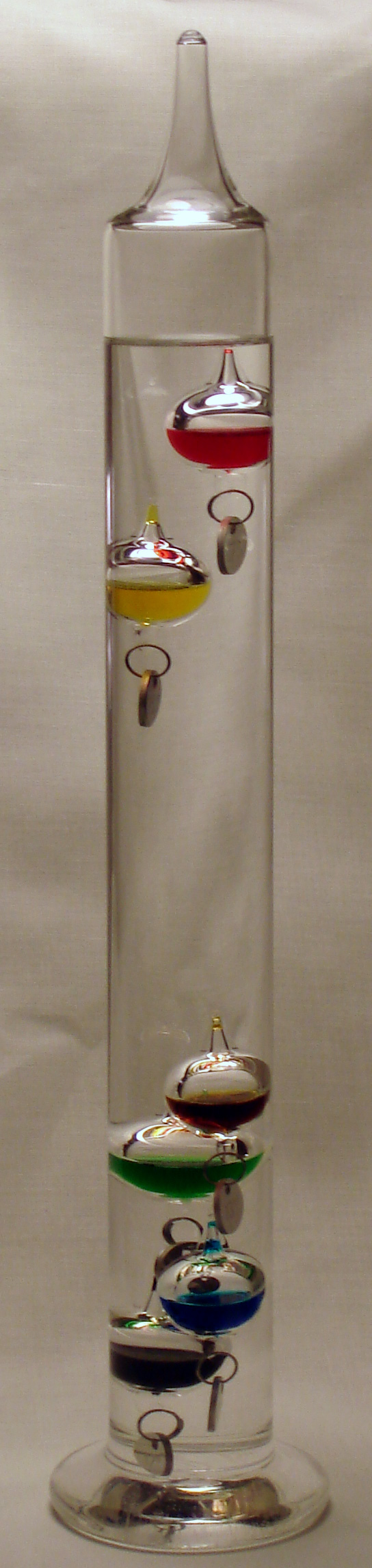
Termometruul lui Galilei, bazat pe variația cu temperatura a densității lichidelor

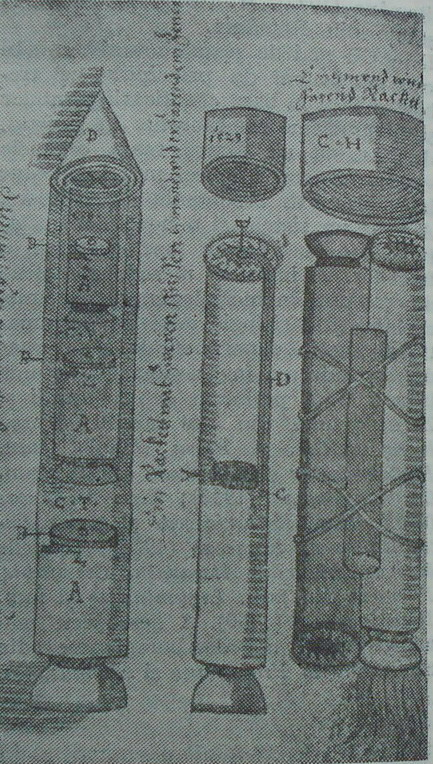
Racheta lui Conrad Haas, Sibiu-România, fost Imperiul Austriac

| Perioada    | Invenția                                             | Autorul                    | Țara (regiunea) |
| ----------- | ---------------------------------------------------- | -------------------------- | --------------- |
|             | muscheta                                             |                            | Europa          |
|             | - blocurile - sistematizarea urbană                  |                            | Yemen (Shibam)  |
|             | - rulmentul - foarfecele                             | Leonardo da Vinci          | Italia          |
| 1524        | ceasornicul                                          | Peter Henlein              | Germania        |
| 1540        | eterul                                               | Valerius Cordus            | Germania        |
| 1551        | - turbina cu aburi - dispozitiv de învârtit frigarea | Taqi al-Din                | Egipt           |
| 1555        | racheta cu mai multe trepte                          | Conrad Haas                | Austria România |
| 1556        | ceasul cu arc                                        | Peter Henlein Taqi al-Din  | Germania Egipt  |
| 1559        | - ceasul astronomic cu arc - pompa cu 6 cilindri     | Taqi al-Din                | Egipt           |
| 1565        | creionul                                             | Conrad Gesner              | Elveția         |
| 1570        | telescopul                                           | Leonard Digges Taqi al-Din | Anglia Egipt    |
| 1576        | cuirasatul                                           | Oda Nobunaga               | Japonia         |
| 1577 - 1580 | ceasul cu secundar                                   | Taqi al-Din                | Egipt           |
| 1579        | construcțiile cu prefabricate și modulare            | Jalaluddin Muhammad Akbar  | India           |
| 1582        | - mitraliera - tunul-mitralieră                      | Fathullah Shirazi          | India           |
| 1589        | mașina de tricotat                                   | William Lee                | Anglia          |
| 1593        | termoscopul                                          | Galileo Galilei            | Italia          |

### Secolul al XVII-lea

Dispozitivul lui Giovanni Branca, considerat prima turbină cu abur cu acțiune.
Stampă din 1629.

| Perioada    | Invenția                                                                    | Autorul                                        | Țara     |
| ----------- | --------------------------------------------------------------------------- | ---------------------------------------------- | -------- |
| 1609        | microscopul                                                                 | Hans Lippershey Hans Janssen Zacharias Janssen | Olanda   |
| 1620        | rigla de calcul                                                             | William Oughtred                               | Anglia   |
| 1623        | mașina de calcul                                                            | Wilhelm Schickard                              | Germania |
| 1630 - 1632 | aripile artificiale                                                         | Hezarfen Ahmet Celebi                          | Turcia   |
| 1631        | șublerul                                                                    | Pierre Vernier                                 | Franța   |
| 1633        | - om proiectat cu racheta - parașuta - praf de pușcă pentru lansare rachetă | Lagari Hasan Çelebi                            | Turcia   |
| 1642        | mașina de adunat                                                            | Blaise Pascal                                  | Franța   |
| 1643        | barometrul                                                                  | Evangelista Torricelli                         | Italia   |
| 1645        | pompa cu vid                                                                | Otto von Guericke                              | Germania |
| 1657        | ceasul cu pendul                                                            | Christiaan Huygens                             | Olanda   |
| 1672        | vehiculul cu aburi                                                          | Ferdinand Verbiest                             | Flandra  |
| 1679        | oala sub presiune                                                           | Denis Papin                                    | Franța   |
| 1690        | roata "Polhelm"                                                             | Christopher Polhelm                            | Suedia   |
| 1692        | turbină acționată de abur                                                   | Giovanni Branca                                | Italia   |
| 1698        | motorul cu aburi                                                            | Thomas Savery                                  |          |
| 1700        | pianul                                                                      | Bartolomeo Cristofori                          | Italia   |

### Secolul al XVIII-lea

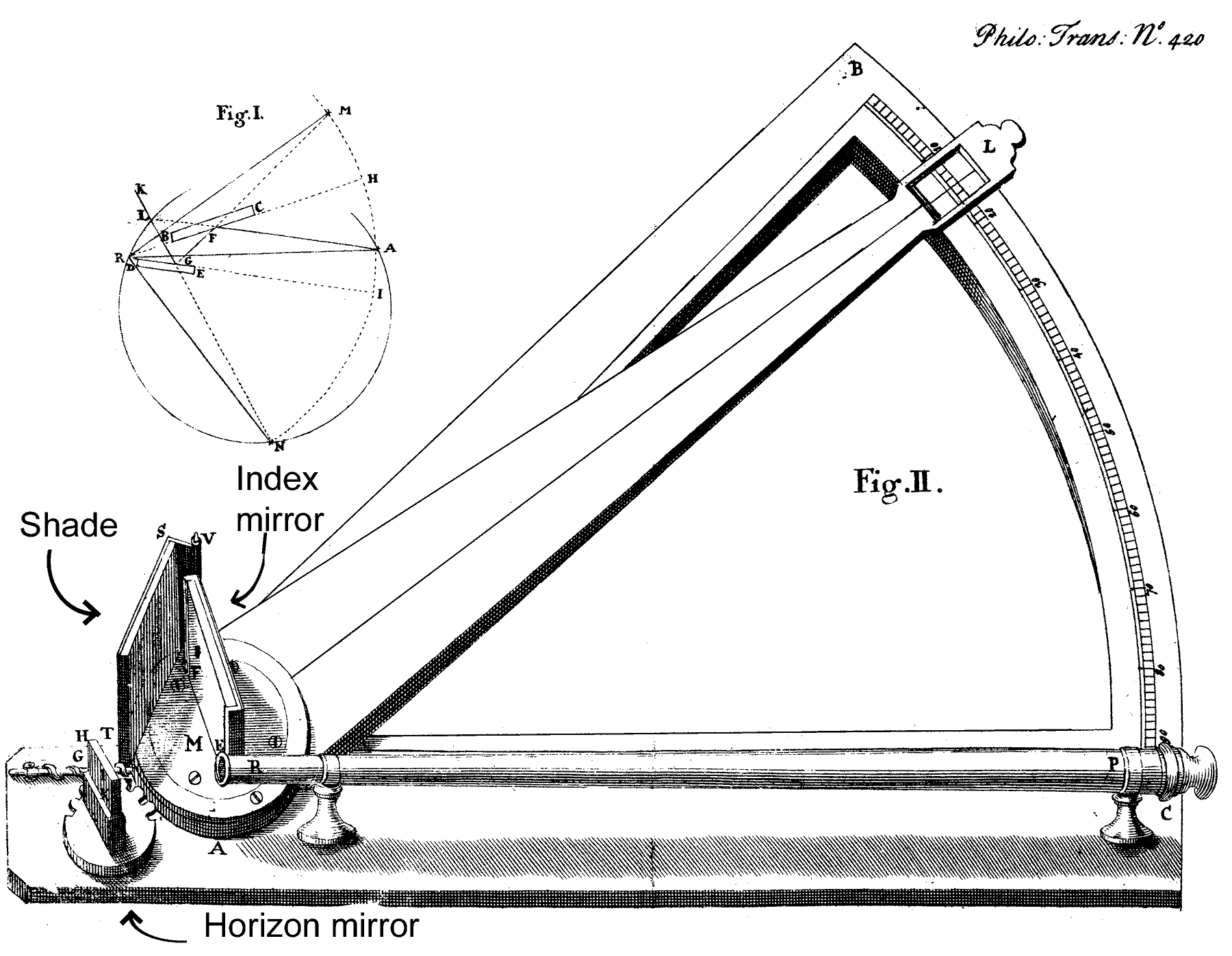
Schița octantului lui Hadley

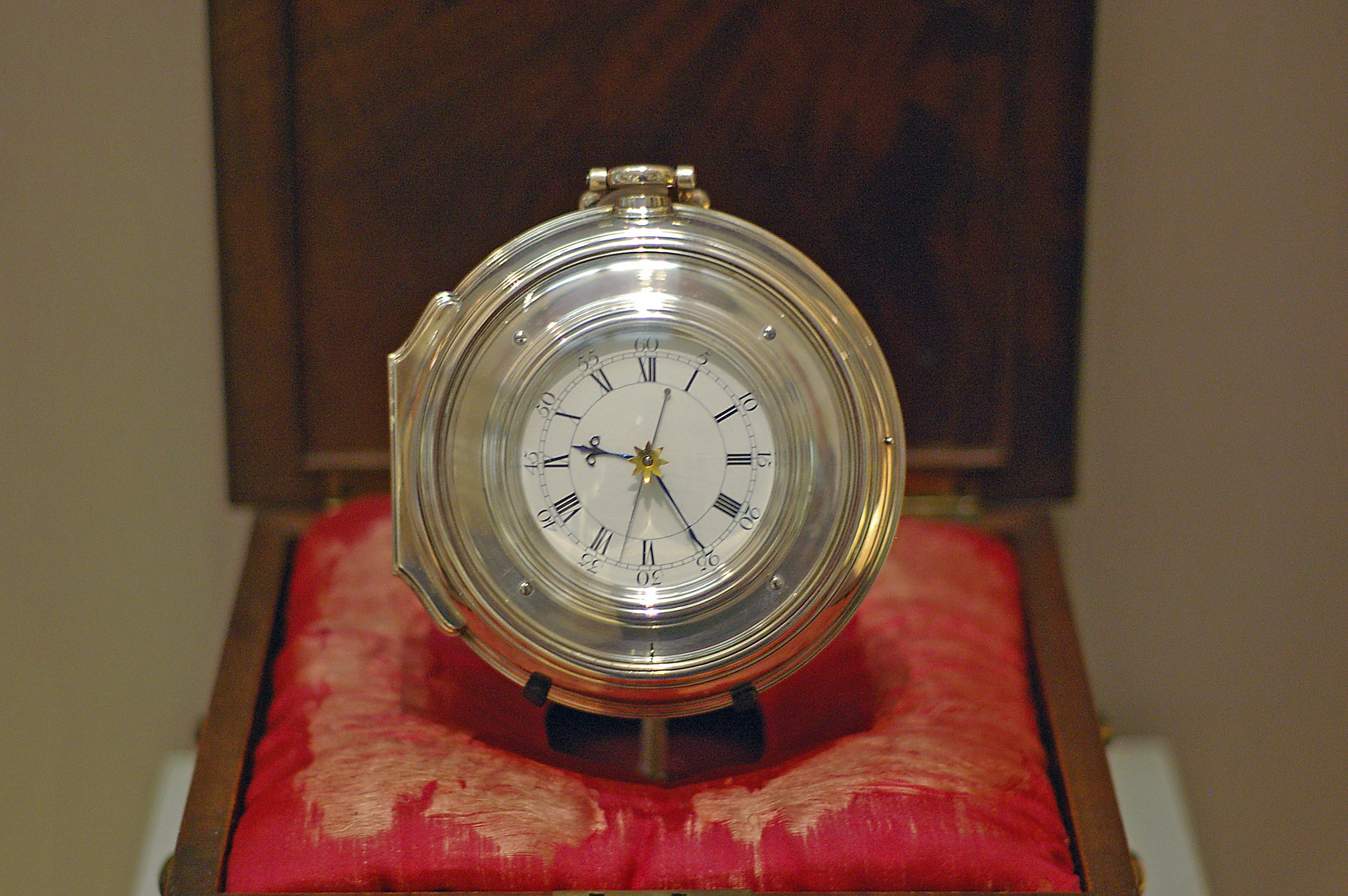
Cronometrul inventat de Harrison, utilizat în navigația maritimă

Una din primele mașini de tors, expusă la un muzeu din Wuppertal

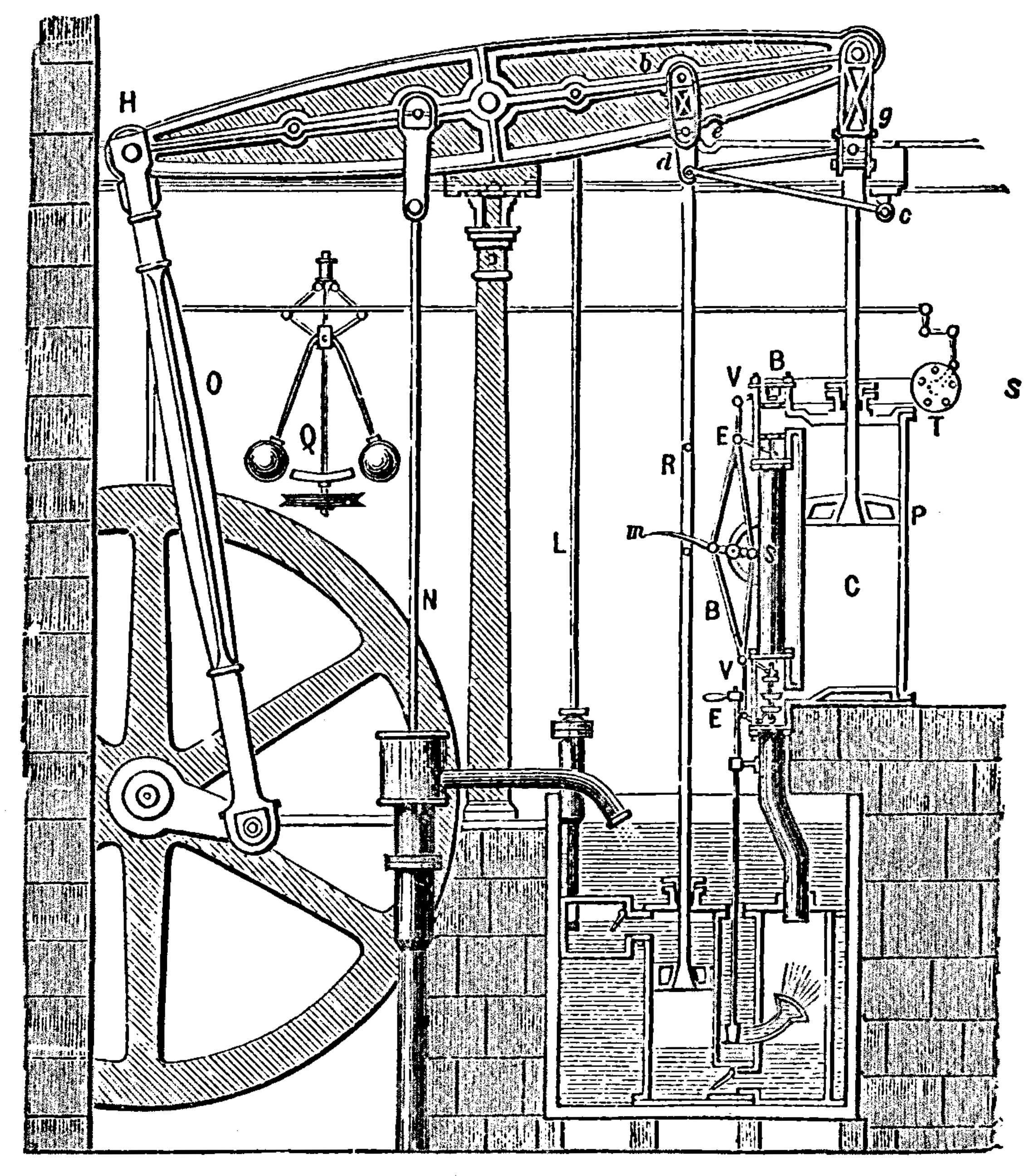
Mașina cu aburi proiectată de Boulton & Watt; desen din 1784

| Perioada | Invenția                             | Autor                          | Țara     |
| -------- | ------------------------------------ | ------------------------------ | -------- |
| 1701     | Mașina de însămânțat                 | Jethro Tull                    | Anglia   |
| 1709     | topirea fierului utilizând cocsul    | Abraham Darby                  | Anglia   |
| 1711     | diapazonul                           | John Shore                     | Anglia   |
| 1714     | termometrul cu mercur                | Daniel Gabriel Fahrenheit      | Germania |
| 1731     | octantul                             | John Hadley Thomas Godfrey     | Anglia   |
| 1733     | suveica                              | John Kay                       | Anglia   |
| 1737     | cronometrul marin                    | John Harrison                  | Anglia   |
| 1742     | soba lui Franklin                    | Benjamin Franklin              | SUA      |
| 1750     | barca cu fundul plat                 | Jacob Yoder                    | SUA      |
| 1752     | paratrăznetul                        | Benjamin Franklin              | SUA      |
| 1759     | șamponul                             | Sake Dean Mahomet              | India    |
| 1764     | roata de tors                        | James Hargreaves Thomas Highs  | Anglia   |
| 1767     | apa carbogazoasă                     | Joseph Priestley               | Anglia   |
| 1769     | războiul de țesut acționat hidraulic | Richard Arkwright Thomas Highs | Anglia   |
| 1769     | vehiculul cu aburi                   | Nicolas-Joseph Cugnot          | Franța   |
| 1775     | submarinul                           | Davin Bushnell                 | SUA      |
| 1776     | vaporul cu aburi                     | Claude de Jouffroy             | Franța   |
| 1776     | motorul cu aburi                     | James Watt                     | Scoția   |
| 1777     | mașina de dărăcit                    | Oliver Evans                   | SUA      |
| 1777     | fierăstrăul circular                 | Samuel Miller                  | Anglia   |
| 1779     | mașina de filat                      | Samuel Crompton                | Anglia   |
| 1780     | racheta de artilerie                 | Hyder Ali Tipu Sultan          | India    |
| 1783     | balonul cu aer cald                  | Frații Montgolfier             | Franța   |
| 1784     | lentila bifocală                     | Benjamin Franklin              | SUA      |
| 1784     | lampa cu petrol                      | Aimé Argand                    | Franța   |
| 1784     | șrapnelul                            | Henry Shrapnel                 | Anglia   |
| 1785     | războiul de țesut mecanizat          | Edmund Cartwright              | Anglia   |
| 1785     | moara de făină automatizată          | Oliver Evans                   | SUA      |
| 1786     | batoza de treierat                   | Andrew Meikle                  | Anglia   |
| 1791     | dinții artificiali                   | Nicholas Dubois De Chemant     | Franța   |
| 1797     | strungul                             | Henry Maudslay                 | Anglia   |
| 1798     | vaccinarea                           | Edward Jenner                  | Anglia   |
| 1798     | litografia                           | Alois Senefelder               | Austria  |

### Secolul al XIX-lea

#### Anii 1800

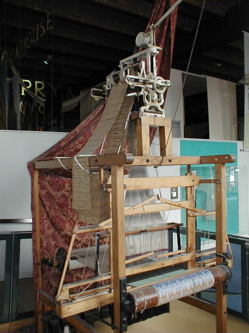
Războiul de țesut programabil, inventat de Jacquard

Schița locomotivei inventate de Trevithick

| Anul | Invenția                                  | Autor                   | Țara   |
| ---- | ----------------------------------------- | ----------------------- | ------ |
| 1801 | războiul de țesut programabil, cu cartelă | Joseph Marie Jacquard   | Franța |
| 1802 | vaporul cu aburi și elice Phoenix         | John Stevens            | SUA    |
| 1802 | soba cu gaz                               | Zachäus Andreas Winzler |        |
| 1804 | locomotiva cu aburi industrială           | Richard Trevithick      | Anglia |
| 1805 | submarinul Nautilus                       | Robert Fulton           | SUA    |
| 1807 | vaporul cu aburi Clermont                 | Robert Fulton           | SUA    |
| 1808 | fierăstrăul cu panglică                   | Wiliam Newberry         |        |
| 1809 | lampa cu arc electric                     | Humphry Davy            | Anglia |

#### Anii 1810

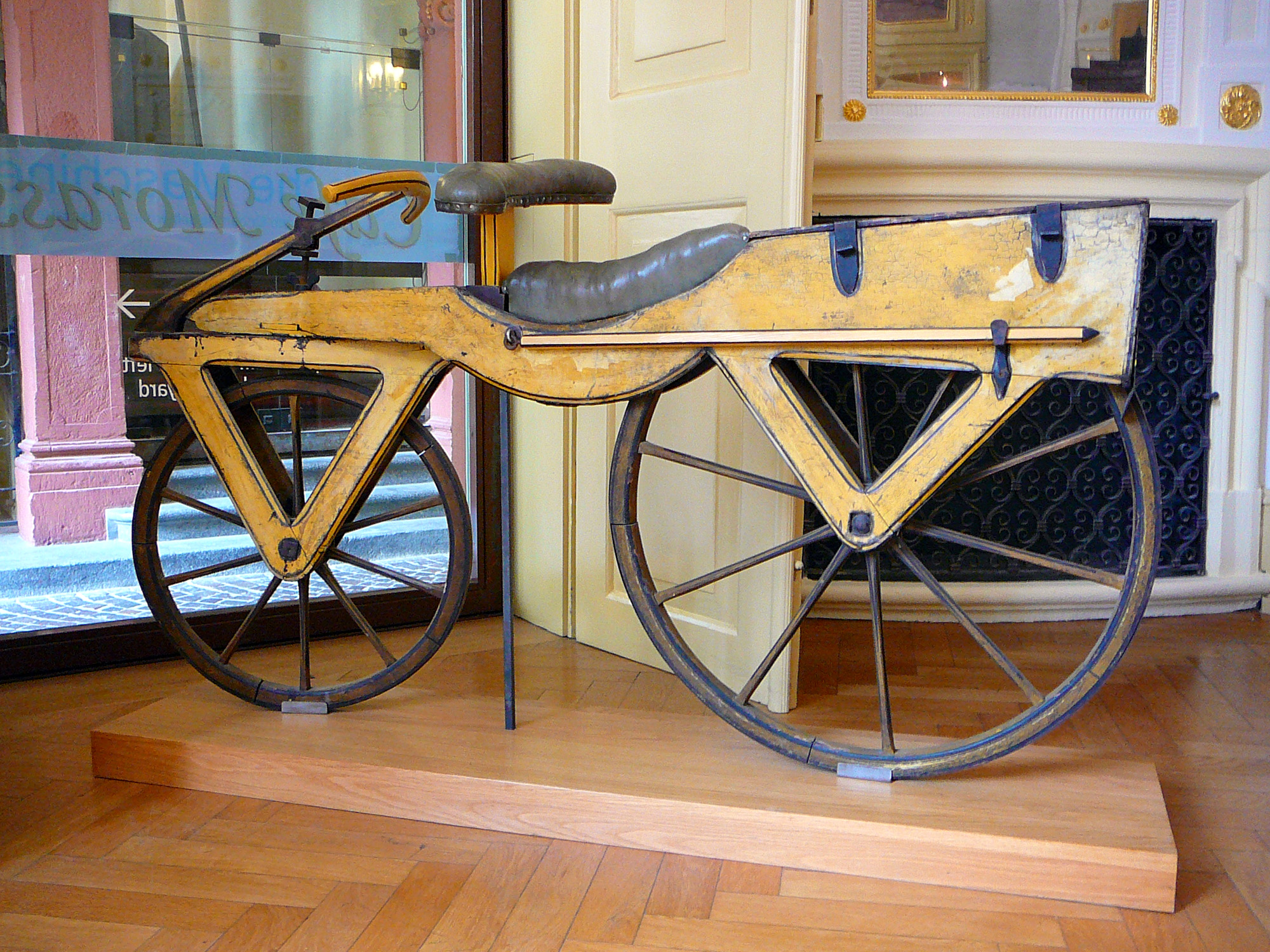
Drezina, strămoșul bicicletei

| Anul | Invenția                             | Autor             | Țara     |
| ---- | ------------------------------------ | ----------------- | -------- |
| 1814 | locomotiva cu abur (pentru călători) | George Stephenson | Anglia   |
| 1816 | lampa anti-explozie (pentru minerit) | Humphry Davy      | Anglia   |
| 1816 | motorul Stirling                     | Robert Stirling   | Scoția   |
| 1816 | stetoscopul                          | René Laënnec      | Franța   |
| 1817 | velocipedul (drezina)                | Karl Drais        | Germania |
| 1817 | caleidoscopul                        | David Brewster    | Scoția   |
| 1818 | bicicleta                            | Karl Drais        | Germania |

#### Anii 1820

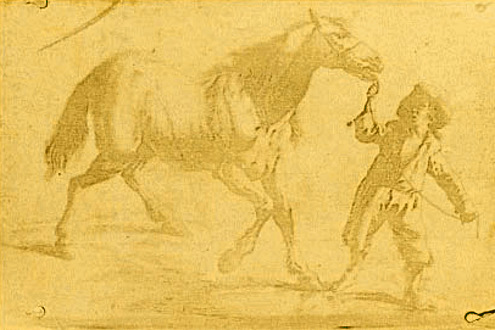
Prima fotografie cunoscută, realizată în 1825 de Joseph Nicéphore Niépce

| Anul | Invenție                  | Autor                   | Țara    |
| ---- | ------------------------- | ----------------------- | ------- |
| 1821 | motorul electric          | Michael Faraday         | Anglia  |
| 1823 | electromagnetul           | William Sturgeon        | Anglia  |
| 1824 | cimentul Portland         | William Aspdin          | Anglia  |
| 1826 | fotografia                | Joseph Nicéphore Niépce | Franța  |
| 1827 | motorul cu ardere internă | Samuel Morey            | SUA     |
| 1827 | stiloul                   | Petrache Poenaru        | România |
| 1829 | locomotiva cu aburi       | George Stephenson       | Anglia  |

#### Anii 1830

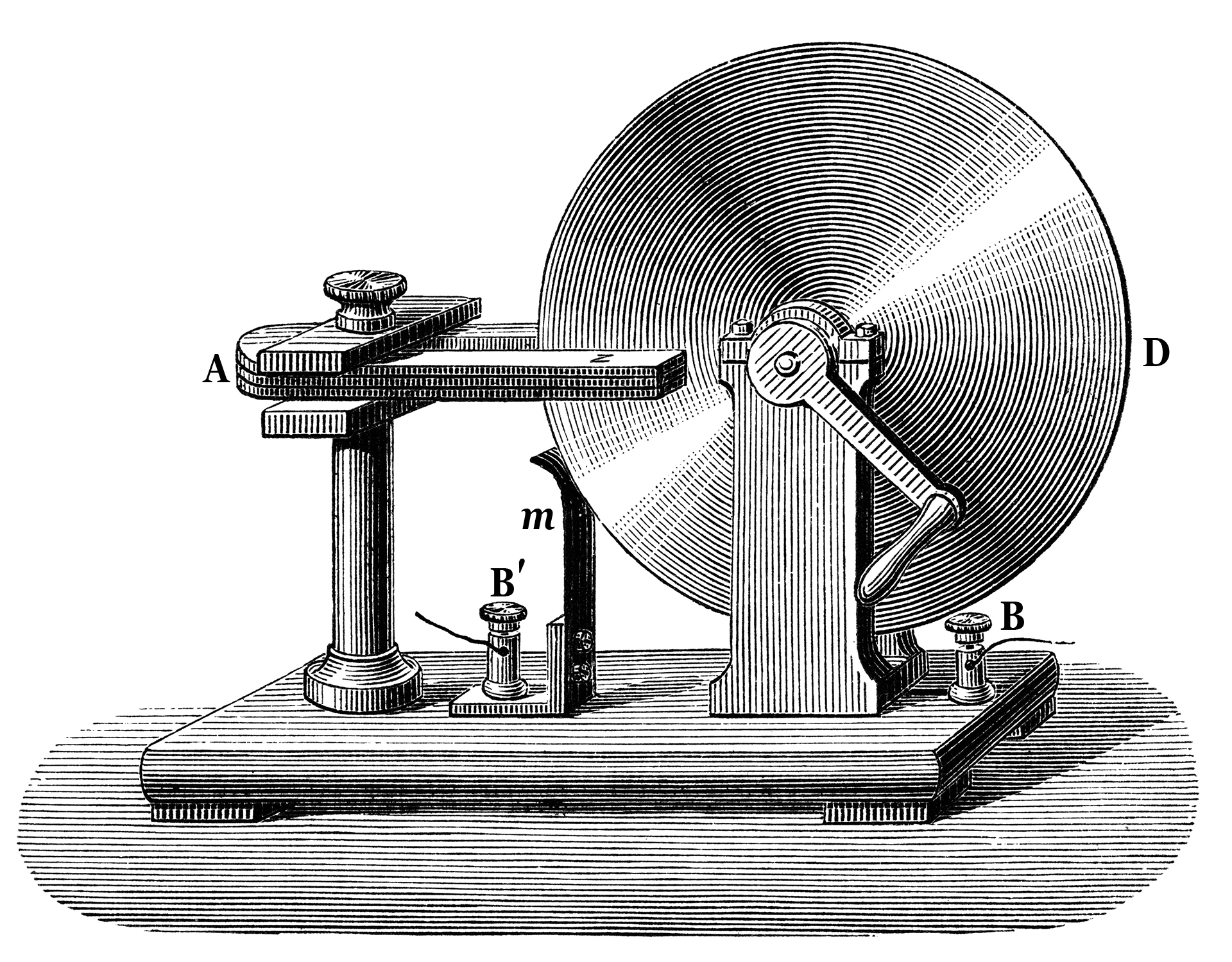
Discul lui Faraday, unul din primele generatoare electrice

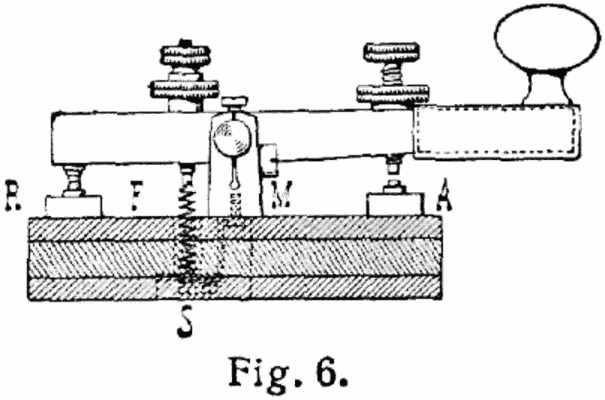
Schema manipulatorului Morse

| Anul | Invenția                        | Autor                           | Țara           |
| ---- | ------------------------------- | ------------------------------- | -------------- |
| 1830 | mașina de tuns iarba            | Edwin Beard Budding             | Anglia         |
| 1830 | termostatul                     | Andrew Ure                      | Scoția         |
| 1830 | stenotipul                      | Karl Drais                      | Germania       |
| 1831 | electromagnetul multiplu        | Joseph Henry                    | SUA            |
| 1831 | telegraful magneto-acustic      | Joseph Henry                    | SUA            |
| 1831 | mașina de secerat               | Cyrus McCormick                 | SUA            |
| 1831 | generatorul electric            | Michael Faraday Ányos Jedlik    | Anglia Ungaria |
| 1834 | taxiul cu cai                   | Joseph Hansom                   | Anglia         |
| 1834 | alfabetul Braille               | Louis Braille                   | Franța         |
| 1834 | frigiderul                      | Jacob Perkins                   | SUA            |
| 1834 | combina de treierat             | Hiram Moore                     | SUA            |
| 1835 | revolverul                      | Samuel Colt                     | SUA            |
| 1835 | releul electromecanic           | Joseph Henry                    | SUA            |
| 1835 | becul electric cu incandescență | James Bowman Lindsay            | Scoția         |
| 1836 | mașina de cusut                 | Josef Madersberger              |                |
| 1837 | tiparul electric                | Thomas Davenport                | SUA            |
| 1837 | plugul de oțel                  | John Deere                      | SUA            |
| 1837 | costumul (modern) de scafandru  | Augustus Siebe                  | Anglia         |
| 1837 | camera foto cu zoom             | Jozef Maximilián Petzval        | Ungaria        |
| 1837 | telegrafia magnetică            | Samuel Morse                    | SUA            |
| 1838 | telegrafia electrică            | Charles Wheatstone Samuel Morse | Anglia SUA     |
| 1838 | casca de scafandru              | Augustus Siebe                  | Anglia         |
| 1839 | vulcanizarea cauciucului        | Charles Goodyear                | SUA            |

#### Anii 1840

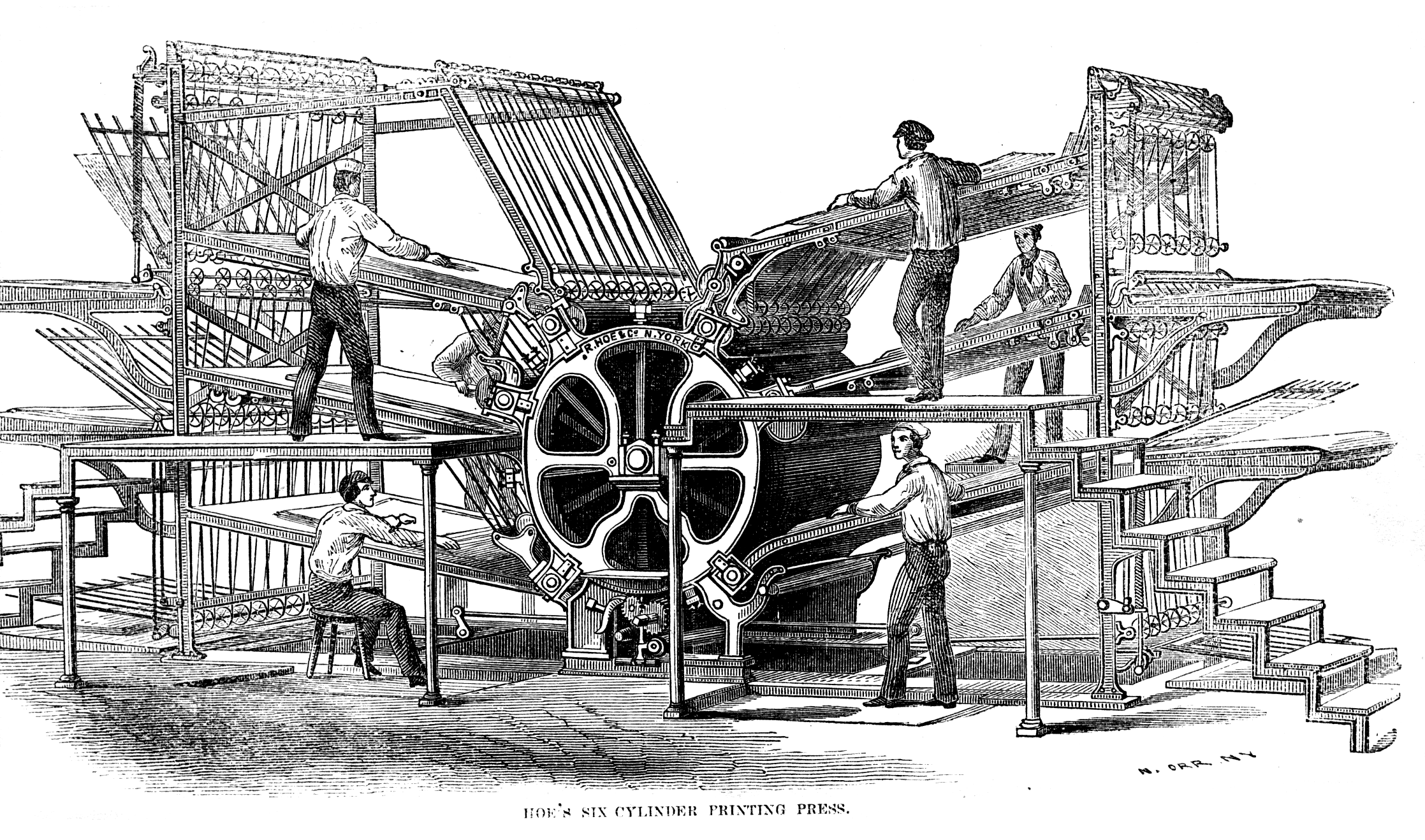
Tiparul rotativ

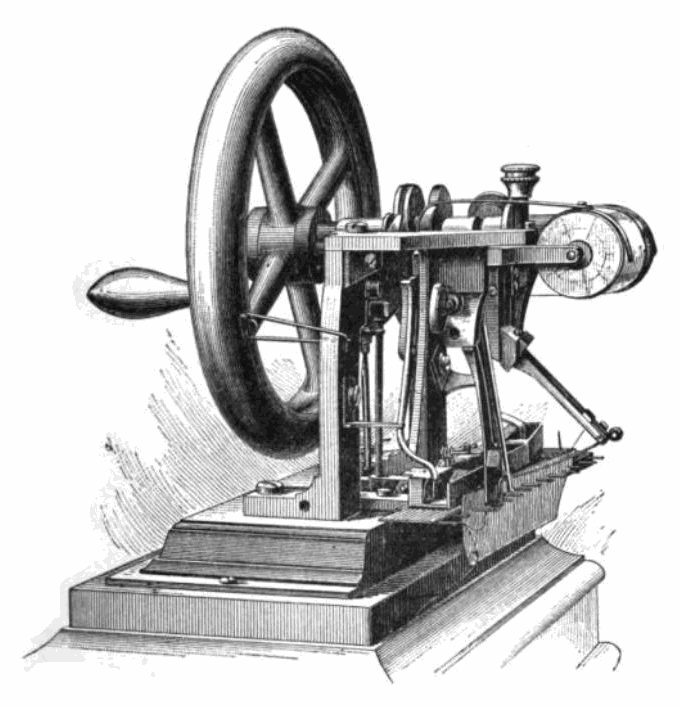
Unu strămoș al mașinii de cusut

| Anul | Invenție                      | Autor              | Țara     |
| ---- | ----------------------------- | ------------------ | -------- |
| 1840 | îngrășământul chimic          | Justus von Liebig  | Germania |
| 1842 | fertilizatorul cu superfosfat | John Bennett Lawes | Anglia   |
| 1842 | anestezia                     | Crawford Long      | SUA      |
| 1843 | mașina de scris               | Charles Thurber    |          |
| 1843 | înghețata                     | Nancy Johnson      | SUA      |
| 1843 | fax-ul                        | Alexander Brain    | Scoția   |
| 1844 | chibritul                     | Gustaf Erik Pasch  | Suedia   |
| 1845 | pneul                         | Robert Thomson     | Scoția   |
| 1846 | mașina de cusut               | Elias Howe         | SUA      |
| 1846 | tiparul rotativ               | Richard M. Hoe     | SUA      |
| 1849 | acul de siguranță             | Walter Hunt        | SUA      |
| 1849 | turbina Francis               | James B. Francis   | SUA      |
| 1849 | telefonul                     | Antonio Meucci     | SUA      |

#### Anii 1850

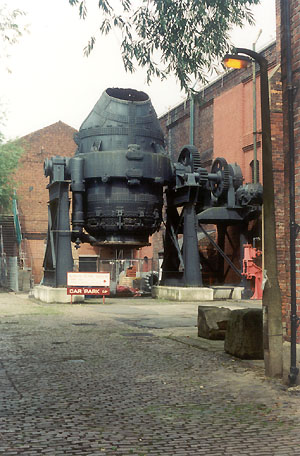
Convertorul Bessemer, o inovație crucială în domeniul metalurgiei

| Anul | Invenția                   | Autorul                   | Țara     |
| ---- | -------------------------- | ------------------------- | -------- |
| 1852 | dirijabilul                | Henri Giffard             | Franța   |
| 1852 | ascensorul                 | Elisha Otis               | SUA      |
| 1852 | giroscopul                 | Léon Foucault             | Franța   |
| 1855 | lampa Bunsen               | Peter Desaga              | Germania |
| 1855 | procedeul Bessemer         | Henry Bessemer            | Anglia   |
| 1856 | celuloid                   | Alexander Parkes          | Anglia   |
| 1858 | cablul telegrafic submarin | Frederick Newton Gisborne |          |
| 1858 | borcanul Mason             | John L. Mason             | SUA      |
| 1859 | extracția petrolului       | Edwin L. Drake            | SUA      |
| 1859 | acumulatorul acid          | Gaston Planté             | Franța   |

#### Anii 1860

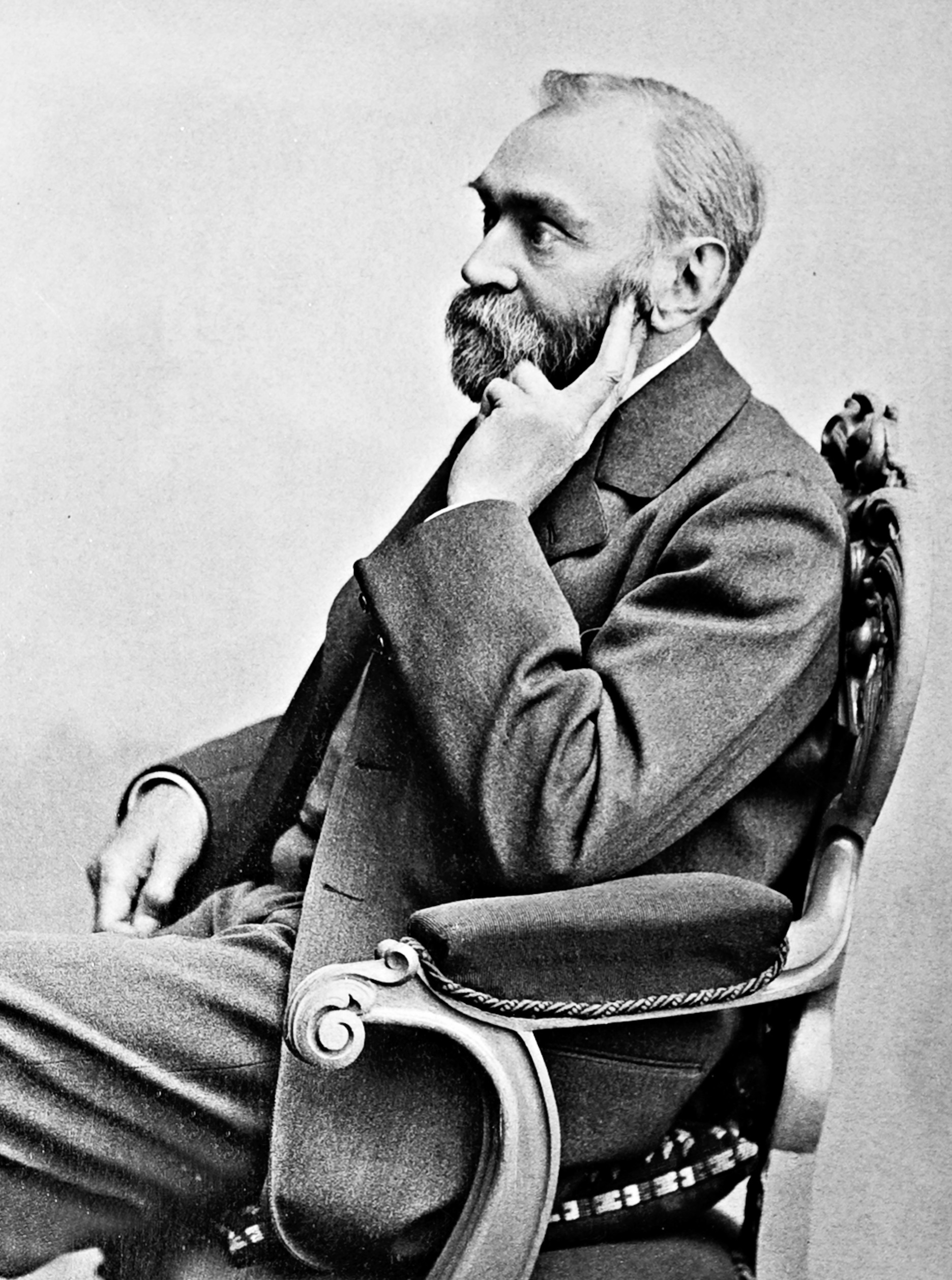
Alfred Nobel, unul din marii inovatori ai secolului al XIX-lea

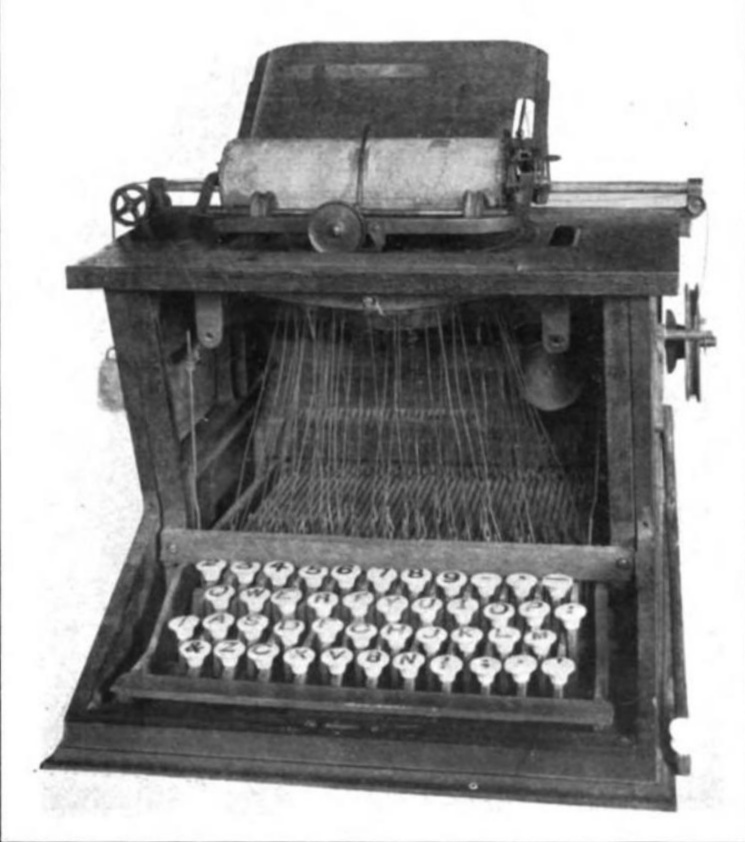
Mașina de scris, așa cum arăta prin 1873

| Anul | Invenția                                    | Autor                                                               | Țara     |
| ---- | ------------------------------------------- | ------------------------------------------------------------------- | -------- |
| 1860 | becul electric                              | Sir Joseph Swan                                                     | Anglia   |
| 1860 | linoleum                                    | Fredrick Walton                                                     |          |
| 1860 | arma cu repetiție                           | Oliver F. Winchester Christopher Spencer                            | SUA      |
| 1860 | torpila autopropulsoare                     | Giovanni Luppis                                                     | Austria  |
| 1861 | cuirasatul USS Monitor                      | John Ericsson                                                       | SUA      |
| 1861 | furnalul regenerativ Siemens                | Carl Wilhelm Siemens                                                | Germania |
| 1862 | mitraliera Gatling                          | Richard J. Gatling                                                  | SUA      |
| 1862 | submarinul mecanic                          | Narcís Monturiol i Estarriol                                        | Spania   |
| 1862 | pasteurizarea                               | Louis Pasteur Claude Bernard                                        | Franța   |
| 1863 | pianina automată                            | Henri Fourneaux                                                     |          |
| 1865 | montagne russe                              | LaMarcus Adna Thompson                                              | SUA      |
| 1866 | dinamita                                    | Alfred Nobel                                                        | Suedia   |
| 1868 | mașina de scris modernă                     | Christopher Sholes, Carlos Glidden, Samuel W. Soule, James Densmore | SUA      |
| 1868 | frâna cu aer comprimat (pentru uz feroviar) | George Westinghouse                                                 | SUA      |
| 1868 | margarina                                   | Mege Mouries                                                        | Franța   |
| 1868 | aspiratorul                                 | Ives W. McGaffney                                                   | SUA      |
| 1869 | celuloidul                                  | John Wesley Hyatt                                                   | SUA      |

#### Anii 1870

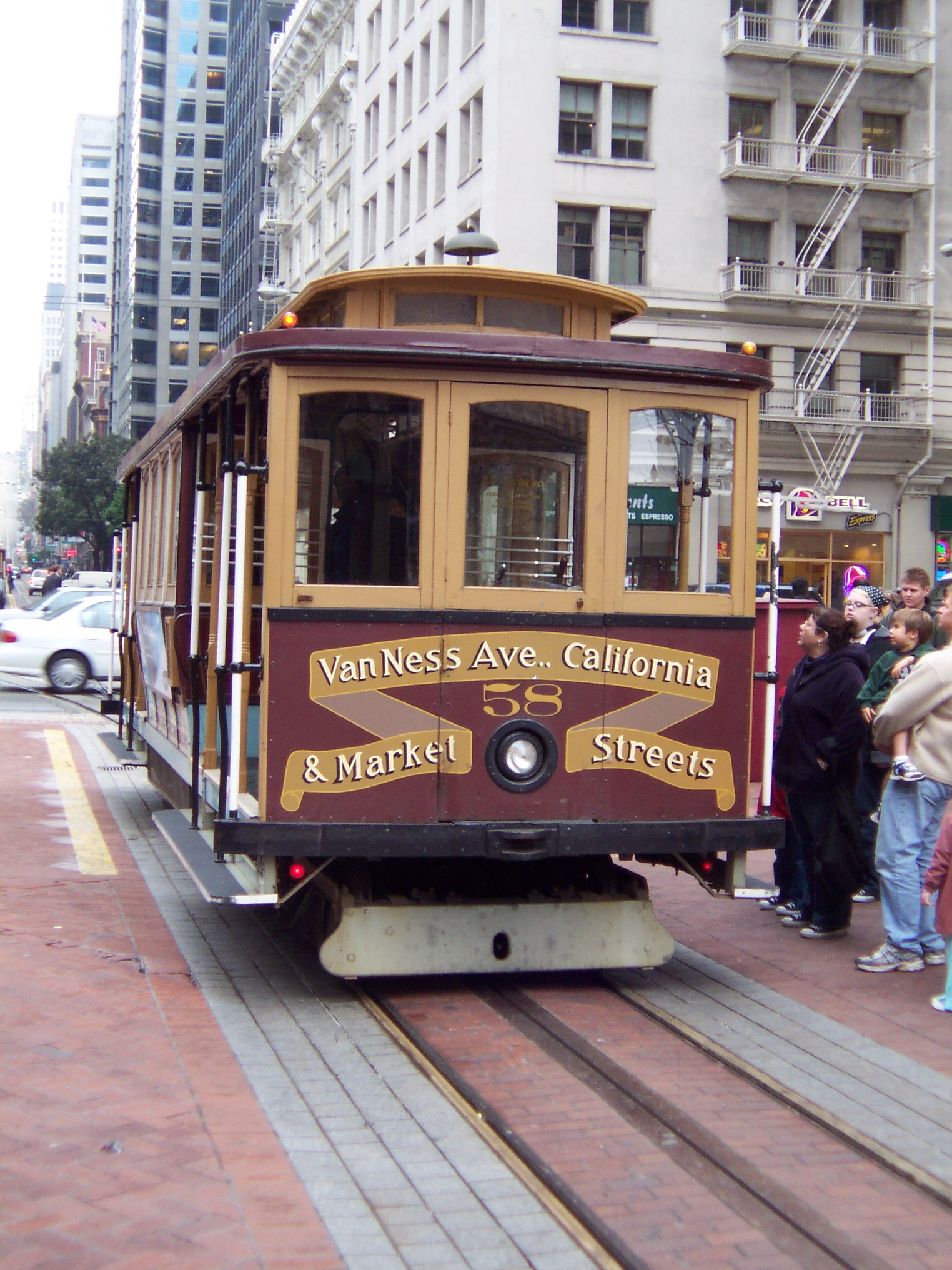
Tramvai cu cablu în San Francisco

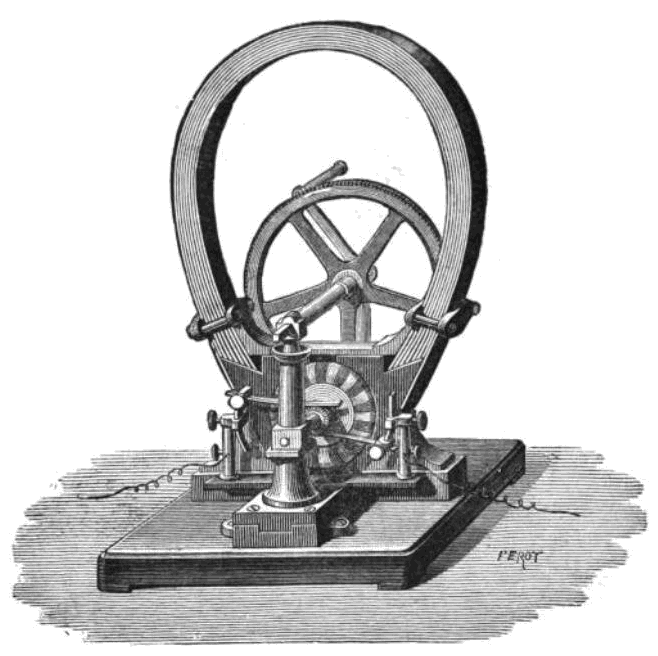
Dinamul electric, perfecționat de Zénobe Gramme

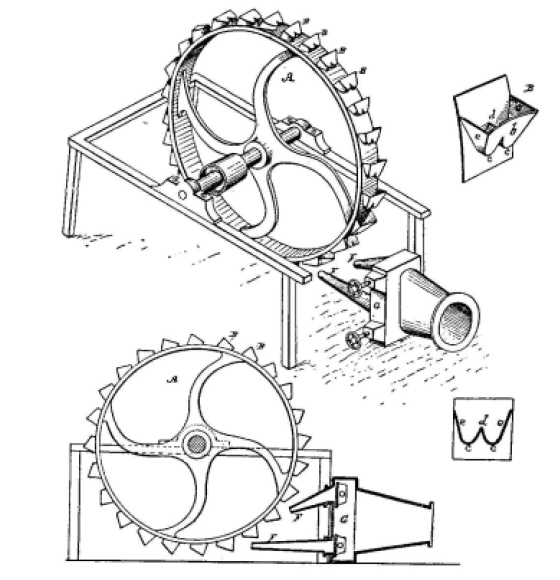
Schița turbinei Pelton.

| Anul | Invenția                          | Autor                 | Țara     |
| ---- | --------------------------------- | --------------------- | -------- |
| 1870 | guma de mestecat                  | Thomas Adams          |          |
| 1870 | proiectorul video                 | Henry R. Heyl         |          |
| 1871 | tramvaiul cu cablu                | Andrew S. Hallidie    | SUA      |
| 1873 | pantalonii blue-jeans             | Levi Strauss          | SUA      |
| 1873 | electromotorul de curent continuu | Zénobe Gramme         | Belgia   |
| 1874 | sârma ghimpată                    | Joseph Glidden        | SUA      |
| 1874 | tramvaiul electric                | Stephen Dudle Field   |          |
| 1874 | DDT                               | Othmar Zeidler        | Austria  |
| 1875 | dinamul                           | William A. Anthony    |          |
| 1875 | încărcătorul de armă              | Benjamin B. Hotchkiss | SUA      |
| 1876 | carburatorul                      | Gottlieb Daimler      | Germania |
| 1876 | telefonul                         | Alexander Graham Bell | SUA      |
| 1877 | capsatorul de birou               | Henry R. Heyl         |          |
| 1877 | electromotorul asincron trifazat  | Nikola Tesla          | SUA      |
| 1877 | fonograful                        | Thomas Alva Edison    | SUA      |
| 1877 | microfonul                        | Emile Berliner        | SUA      |
| 1878 | radiația catodică                 | William Crookes       | Anglia   |
| 1878 | tubul de oxigen                   | Henry Fleuss          | Germania |
| 1879 | turbina Pelton                    | Lester Pelton         |          |
| 1879 | casa electronică                  | James Ritty           | SUA      |

#### Anii 1880

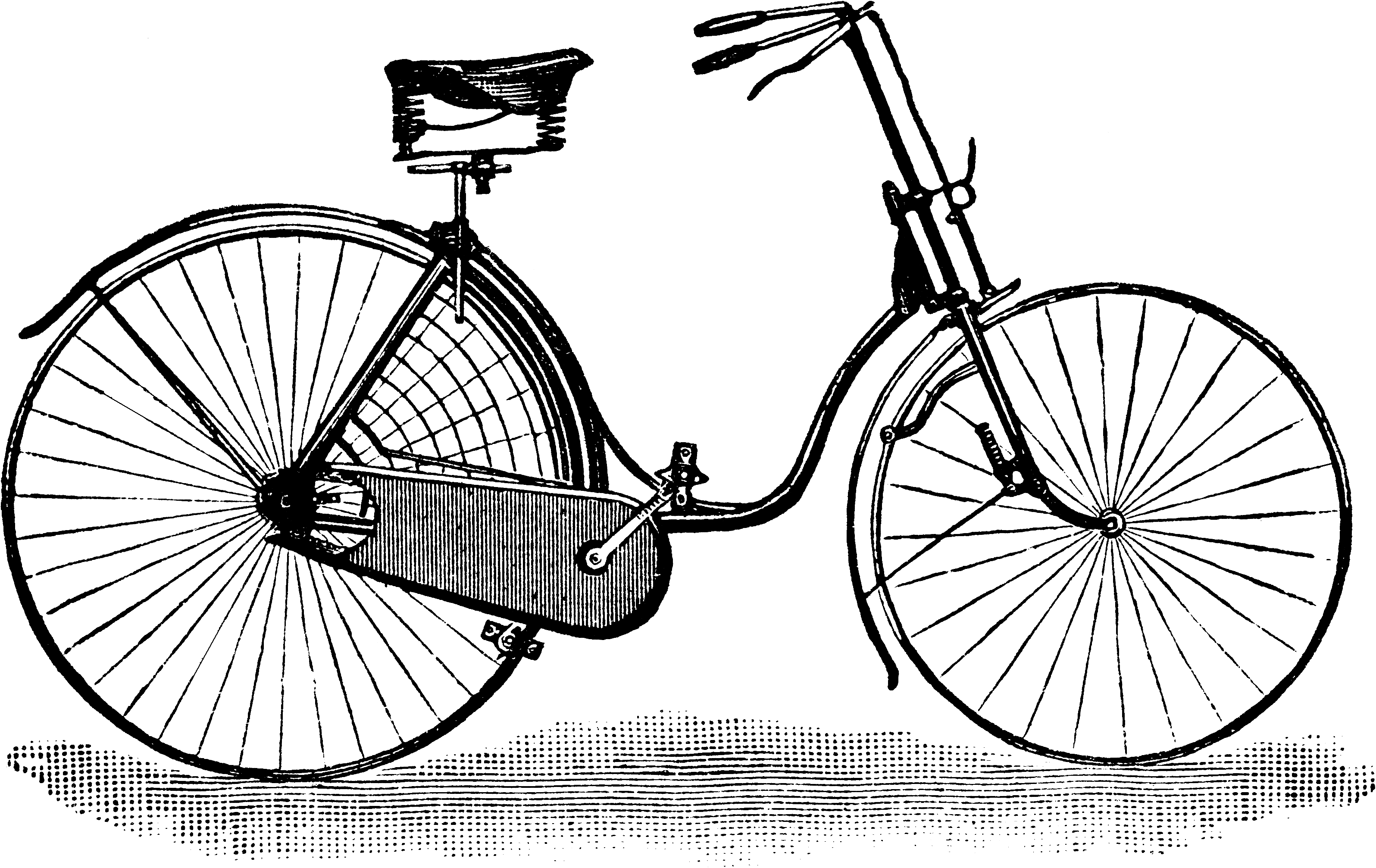
Bicicleta, așa cum arăta prin 1889

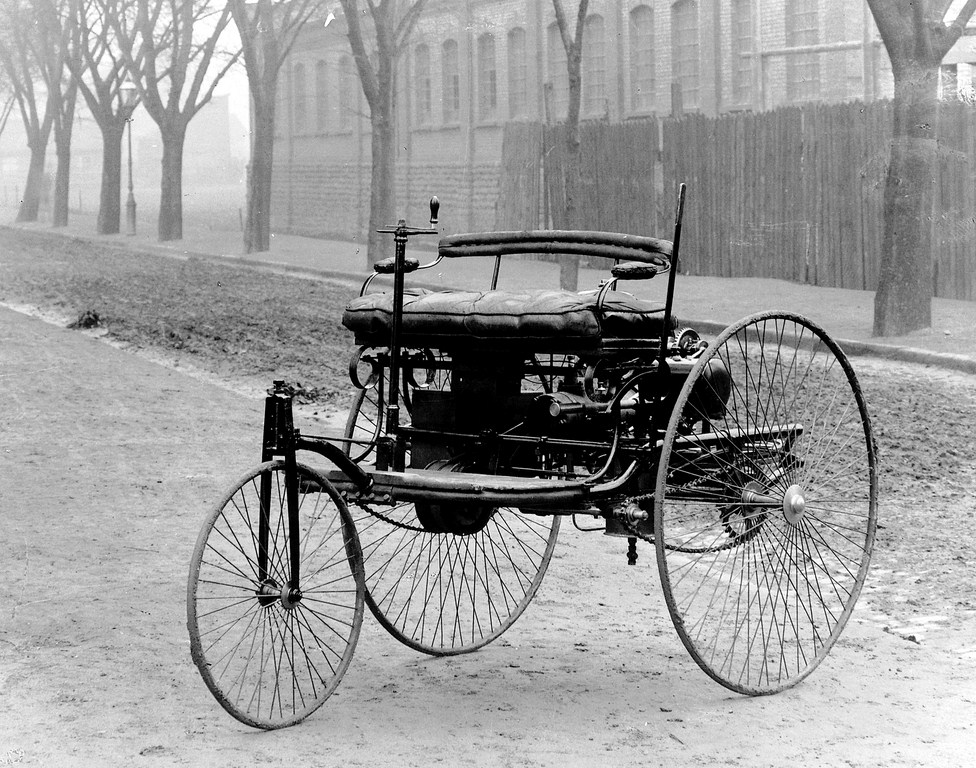
Automobilul lui Carl Benz

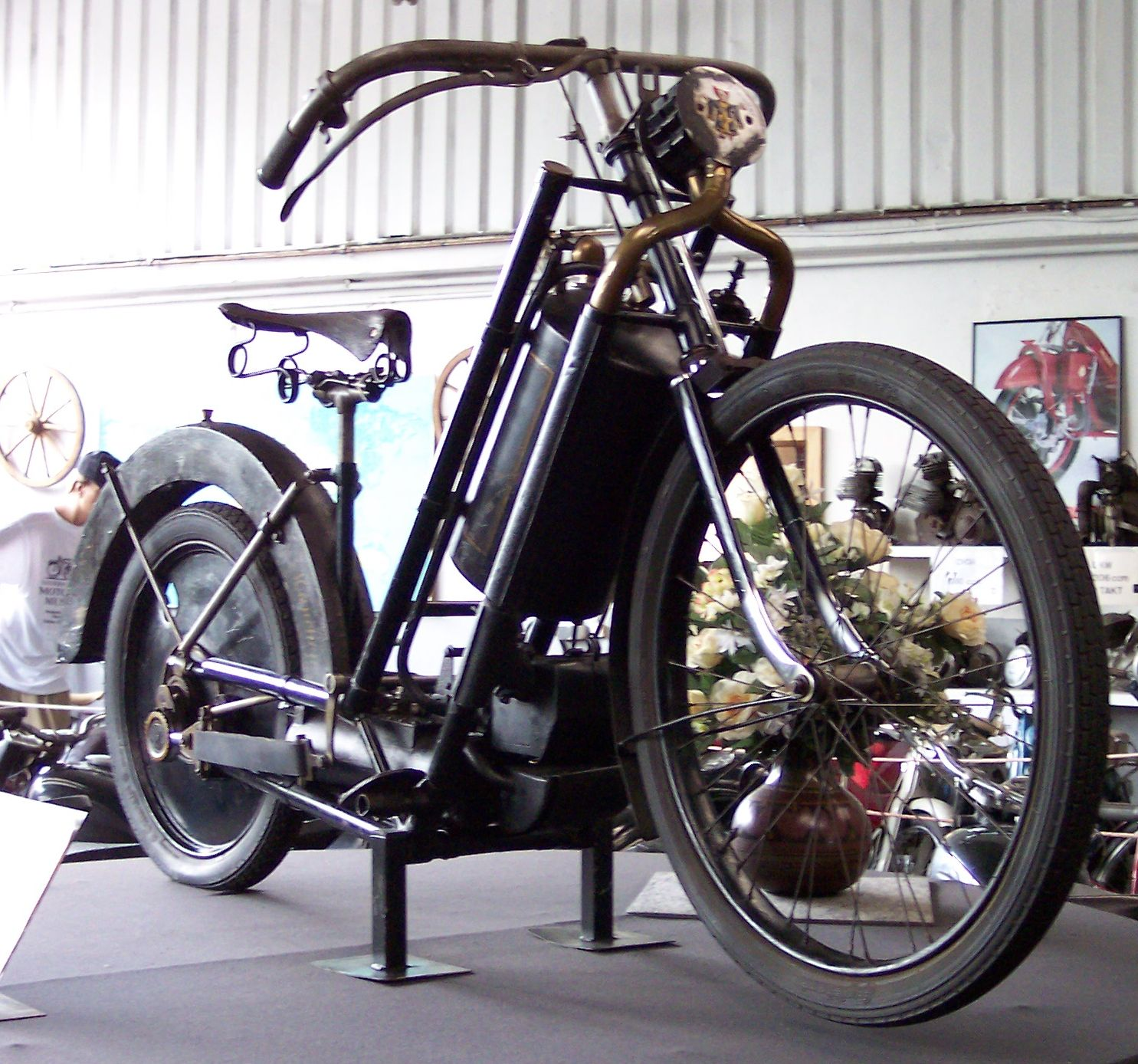
Motocicleta Hildebrand & Wolfmüller (1894)

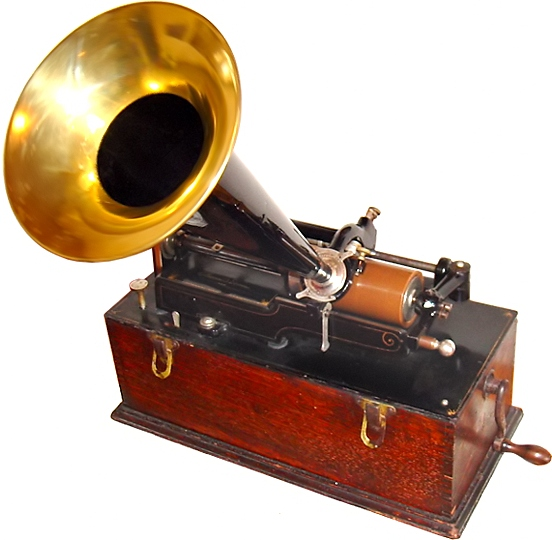
Fonograful lui Edison (1899)

| Anul | Invenția                                 | Autor                                   | Țara                     |
| ---- | ---------------------------------------- | --------------------------------------- | ------------------------ |
| 1880 | fotofonul                                | Alexander Graham Bell                   | SUA                      |
| 1880 | pelicula (banda) de film                 | George Eastman                          | SUA                      |
| 1880 | dispozitivul de bărbierit (cu protecție) | Kampfe Brothers                         | SUA                      |
| 1880 | seismograful                             | John Milne                              | Anglia                   |
| 1880 | automobilul cu abur                      | Dumitru Văsescu                         | România                  |
| 1881 | detectorul de metale                     | Alexander Graham Bell                   | SUA                      |
| 1882 | ventilatorul electric                    | Schuyler Skaats Wheeler                 | SUA                      |
| 1882 | arzătorul cu benzină                     | Carl Rickard Nyberg                     | Suedia                   |
| 1883 | electromotorul bifazat                   | Nikola Tesla                            | SUA                      |
| 1883 | ajutajul Laval                           | Gustaf de Laval                         | Suedia                   |
| 1884 | linotipul                                | Ottmar Mergenthaler                     |                          |
| 1884 | turbina cu reacțiune multietajată        | Charles Parsons                         | Anglia                   |
| 1884 | contabilitatea cu cartele perforate      | Herman Hollerith                        | SUA                      |
| 1884 | troleibuzul                              | Frank Sprague, Charles Van Depoele      | SUA                      |
| 1885 | automobilul (cu motor cu ardere internă) | Carl Benz                               | Germania                 |
| 1885 | tunul automat                            | Hiram Stevens Maxim                     | SUA                      |
| 1885 | motocicleta                              | Gottlieb Daimler Wilhelm Maybach        | Germania                 |
| 1885 | transformatorul electric                 | William Stanley                         | SUA                      |
| 1885 | mixerul electric                         | Rufus W. Eastman                        | SUA                      |
| 1885 | bicicleta                                | John Kemp Starley                       | Anglia                   |
| 1886 | mașina de spălat vesela                  | Josephine Cochrane                      | SUA                      |
| 1886 | motorul cu benzină                       | Gottlieb Daimler                        | Germania                 |
| 1886 | barca cu motor cu reacție                | Just Buisson Alexandru Ciurcu           | Franța România           |
| 1887 | mașina monotip                           | Tolbert Lanston                         | SUA                      |
| 1887 | lentilele de contact                     | Adolf E. Fick Eugène Kalt August Muller | Germania Franța Germania |
| 1887 | înregistrarea cu gramofonul              | Emile Berliner                          | SUA                      |
| 1887 | ventilatorul de plafon                   | Philip Diehl                            | SUA                      |
| 1888 | sistemul electric polifazat              | Nikola Tesla                            | SUA                      |
| 1888 | videocamera de mână                      | George Eastman                          | SUA                      |
| 1888 | pixul                                    | John Loud                               |                          |
| 1888 | cinematografia                           | Augustin Le Prince                      | Franța                   |
|      |                                          |                                         |                          |

#### Anii 1890

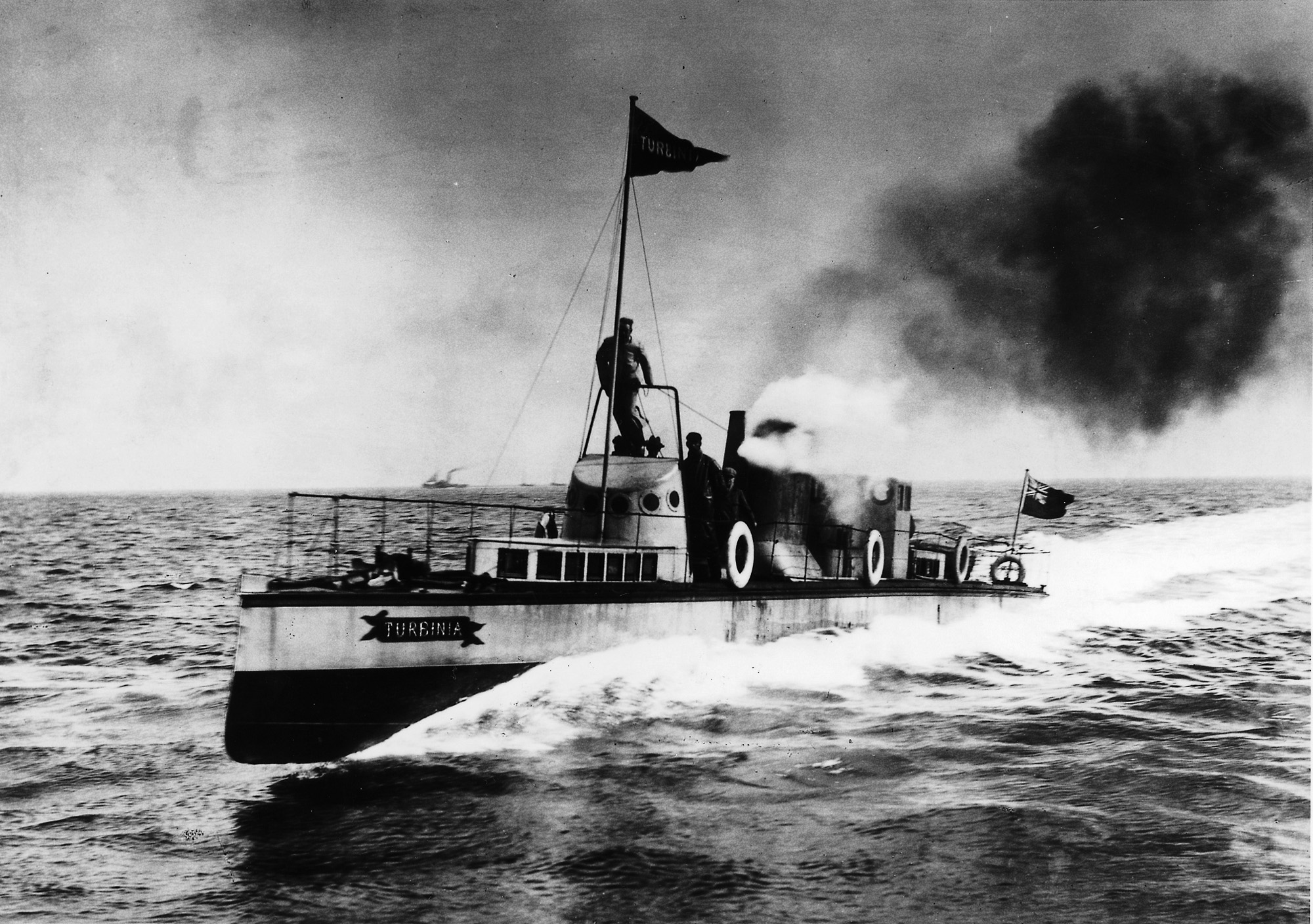
Turbinia - prima navă propulsată de o turbină cu abur.

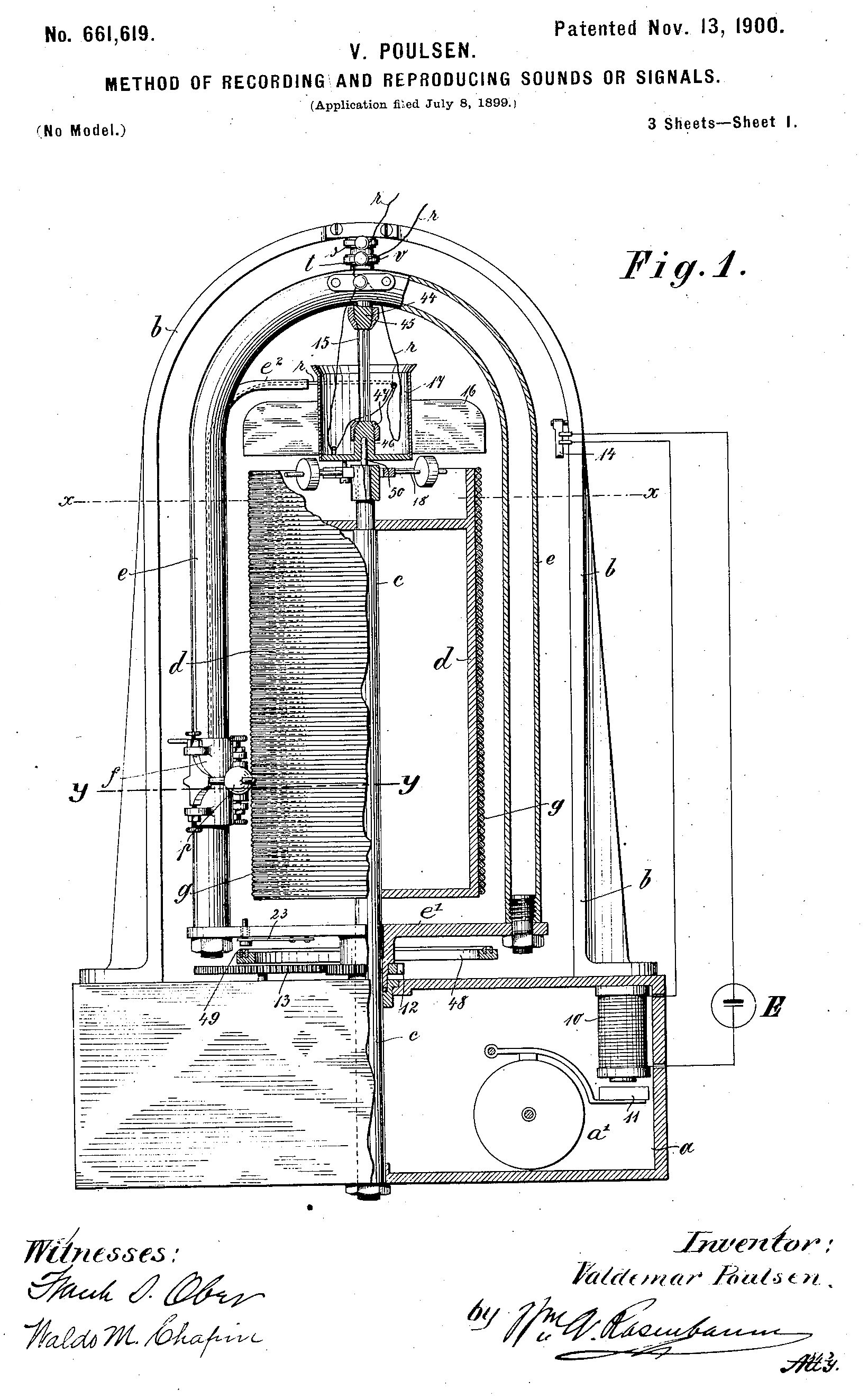
Schema dispozitivului de înregistrare magnetică, imaginat de Poulsen

| Anul | Invenția                                       | Autor                    | Țara      |
| ---- | ---------------------------------------------- | ------------------------ | --------- |
| 1891 | scara rulantă                                  | Jesse W. Reno            | SUA       |
| 1891 | cracarea termică                               | Vladimir Shukhov         | Rusia     |
| 1891 | fermoarul                                      | Whitcomb L. Judson       | SUA       |
| 1891 | carbura de siliciu                             | Edward G. Acheson        | SUA       |
| 1891 | cheia (de șuruburi) reglabilă                  | Johan Petter Johansson   | Suedia    |
| 1892 | fotografia color                               | Frederic E. Ives         | SUA       |
| 1892 | comutatorul telefonic automat (electromecanic) | Almon Strowger           | SUA       |
| 1893 | carburatorul                                   | Donát Bánki János Csonka | Ungaria   |
| 1893 | Comunicațiile fără fir                         | Nikola Tesla             | SUA       |
| 1894 | transmisia radio                               | Jagdish Chandra Bose     | India     |
| 1894 | mașina de muls                                 | Gustaf de Laval          | Suedia    |
| 1895 | motorul Diesel                                 | Rudolf Diesel            | Germania  |
| 1895 | radiotelegraful                                | Guglielmo Marconi        | Italia    |
| 1896 | vitascopul                                     | Thomas Armat             | SUA       |
| 1896 | turbina multietajată, cu trepte de viteză      | Charles Curtis           | SUA       |
| 1896 | turbina cu trepte de presiune                  | Auguste Rateau           | Franța    |
| 1897 | scara rulantă modernă                          | Jesse W. Reno            | SUA       |
| 1898 | telecomanda                                    | Nikola Tesla             | SUA       |
| 1899 | coherorul                                      | Jagdish Chandra Bose     | India     |
| 1899 | auto-demarorul                                 | Clyde J. Coleman         | SUA       |
| 1899 | înregistrarea cu bandă magnetică               | Valdemar Poulsen         | Danemarca |
| 1899 | turbina cu gaze                                | Charles Curtis           | SUA       |

### Secolul al XX-lea

#### Anii 1900

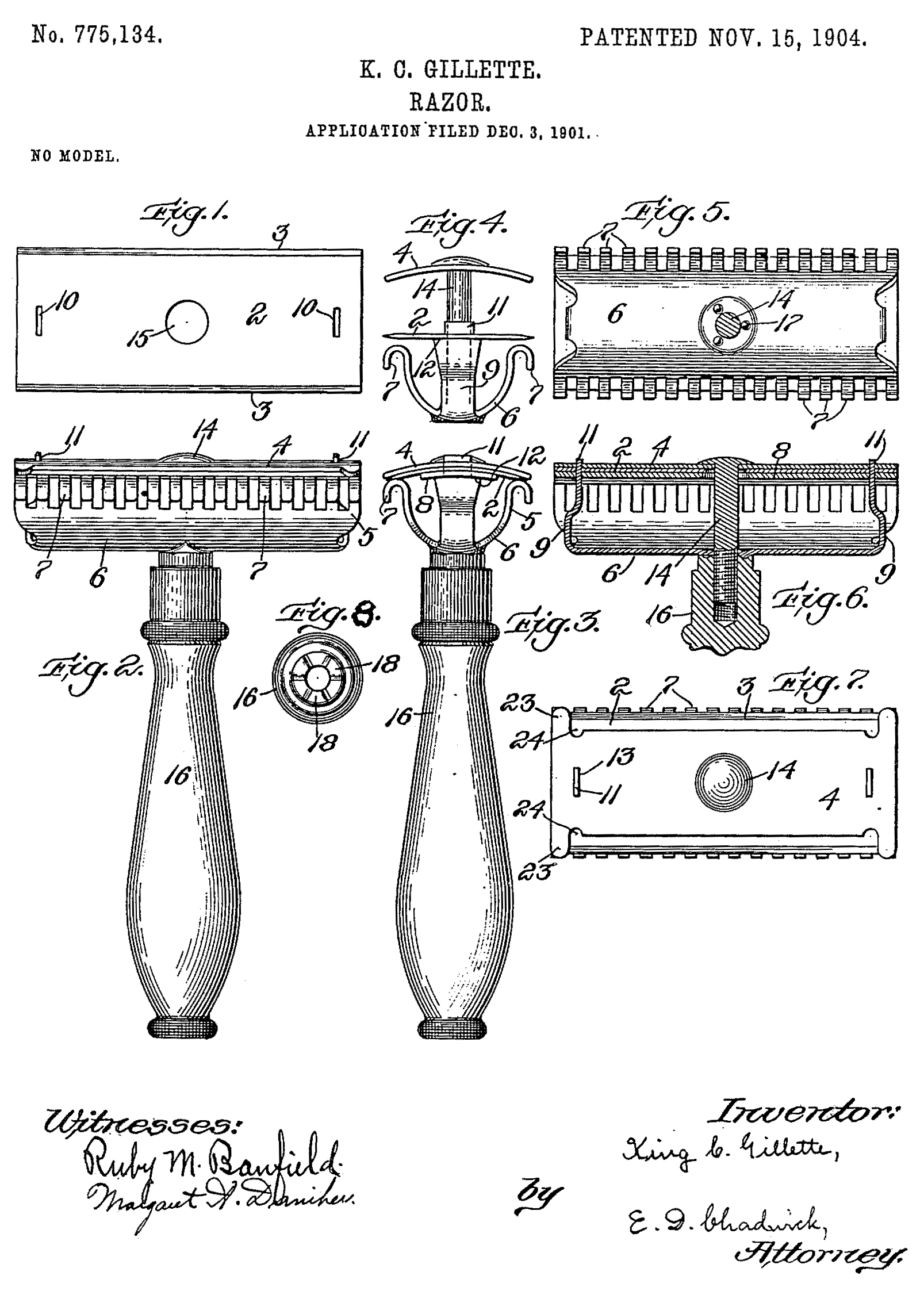
Aparatul de ras al lui Gillette

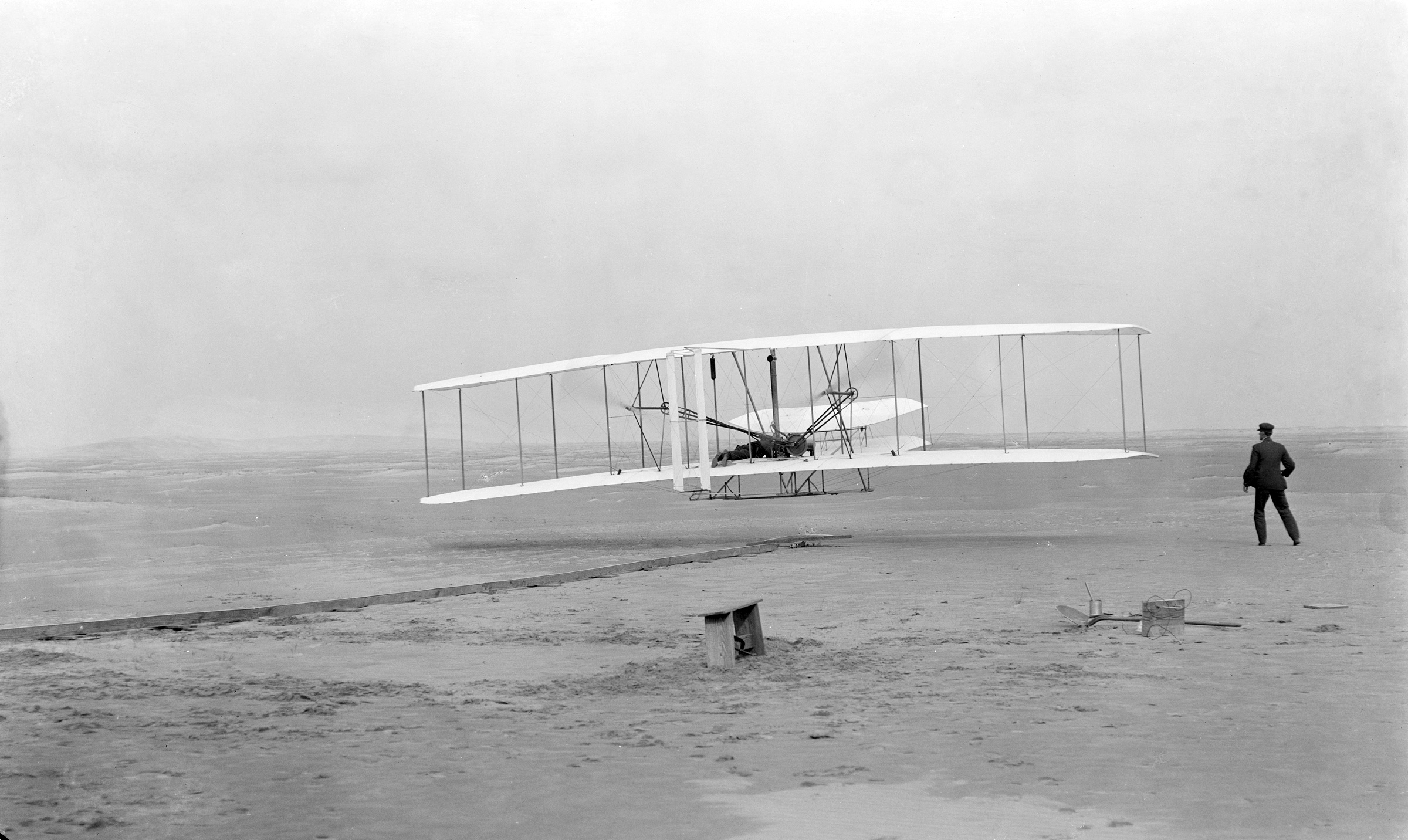
Avionul fraților Wright

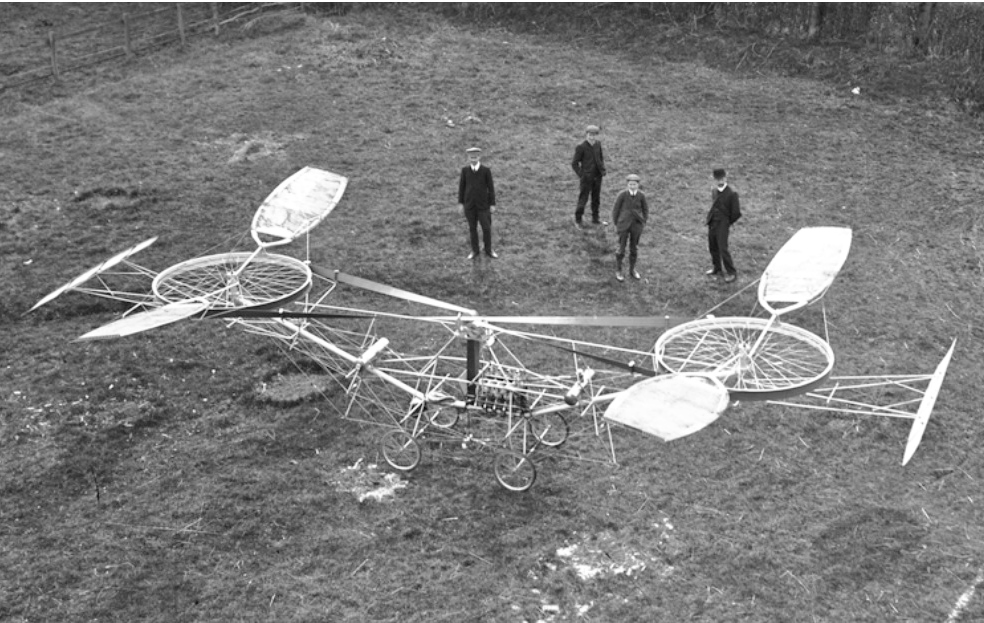
Elicopterul lui Paul Cornu, 1907

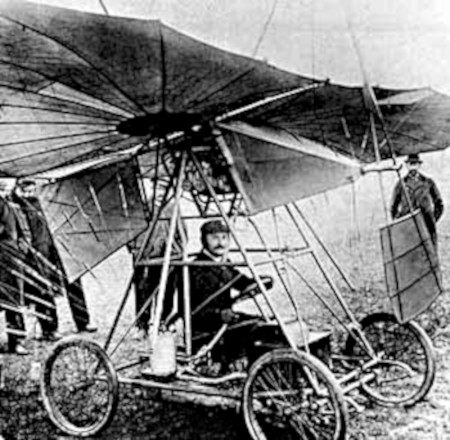
Avionul „Vuia I”,18 martie 1906

| Anul | Invenția                                          | Autor                               | Țara             |
| ---- | ------------------------------------------------- | ----------------------------------- | ---------------- |
| 1900 | dirijabilul rigid                                 | Ferdinand von Zeppelin              | Germania         |
| 1900 | recipientul cu auto-încălzire                     | Hiram Bingham                       | SUA              |
| 1900 | optica microundelor                               | Jagdish Chandra Bose                | India            |
| 1900 | crescograful                                      | Jagdish Chandra Bose                | India            |
| 1901 | lampa cu vapori de mercur                         | Peter C. Hewitt                     |                  |
| 1901 | aspiratorul                                       | Hubert Booth                        | Marea Britanie   |
| 1901 | aparatul de ras                                   | King Camp Gillette                  | SUA              |
| 1901 | blocurile de calibrare                            | Carl Edvard Johansson               | Suedia           |
| 1902 | procedeul Ostwald (de obținere a acidului azotic) | Wilhelm Ostwald                     | Germania         |
| 1902 | instalația de aer condiționat                     | Willis Carrier                      | SUA              |
| 1902 | lampa cu neon                                     | Georges Claude                      | Franța           |
| 1902 | radiotelefonul                                    | Valdemar Poulsen Reginald Fessenden | Danemarca Canada |
| 1902 | relonul                                           | Arthur D. Little                    | SUA              |
| 1903 | electrocardiograful                               | Willem Einthoven                    | Olanda           |
| 1903 | avionul                                           | Frații Wright                       | SUA              |
| 1903 | decolarea                                         | Traian Vuia                         | România          |
| 1904 | tubul electronic termoionic                       | John Ambrose Fleming                | Marea Britanie   |
| 1904 | tractorul                                         | Benjamin Holt                       | SUA              |
| 1905 | tubul (lampa) electronică                         | John Ambrose Fleming                | Marea Britanie   |
| 1906 | sonarul                                           | Lewis Nixon                         | SUA              |
| 1906 | trioda                                            | Lee De Forest                       | SUA              |
| 1907 | elicopterul                                       | Paul Cornu                          | Franța           |
| 1907 | trioda radio                                      | Lee De Forest                       | SUA              |
| 1907 | mașina de spălat (electrică)                      | Alva Fisher (Hurley Corporation)    | SUA              |
| 1908 | celofanul                                         | Jacques E. Brandenberger            | Elveția          |
| 1908 | contorul Geiger                                   | Hans Geiger Ernest Rutherford       | Marea Britanie   |
| 1908 | girocompasul                                      | Hermann Anschütz-Kaempfe            | Germania         |
| 1908 | procedeul Haber                                   | Fritz Haber                         | Germania         |
| 1909 | bachelita                                         | Leo Baekeland                       | Belgia           |
| 1909 | amortizorul pentru arme                           | Hiram Percy Maxim                   | SUA              |

#### Anii 1910

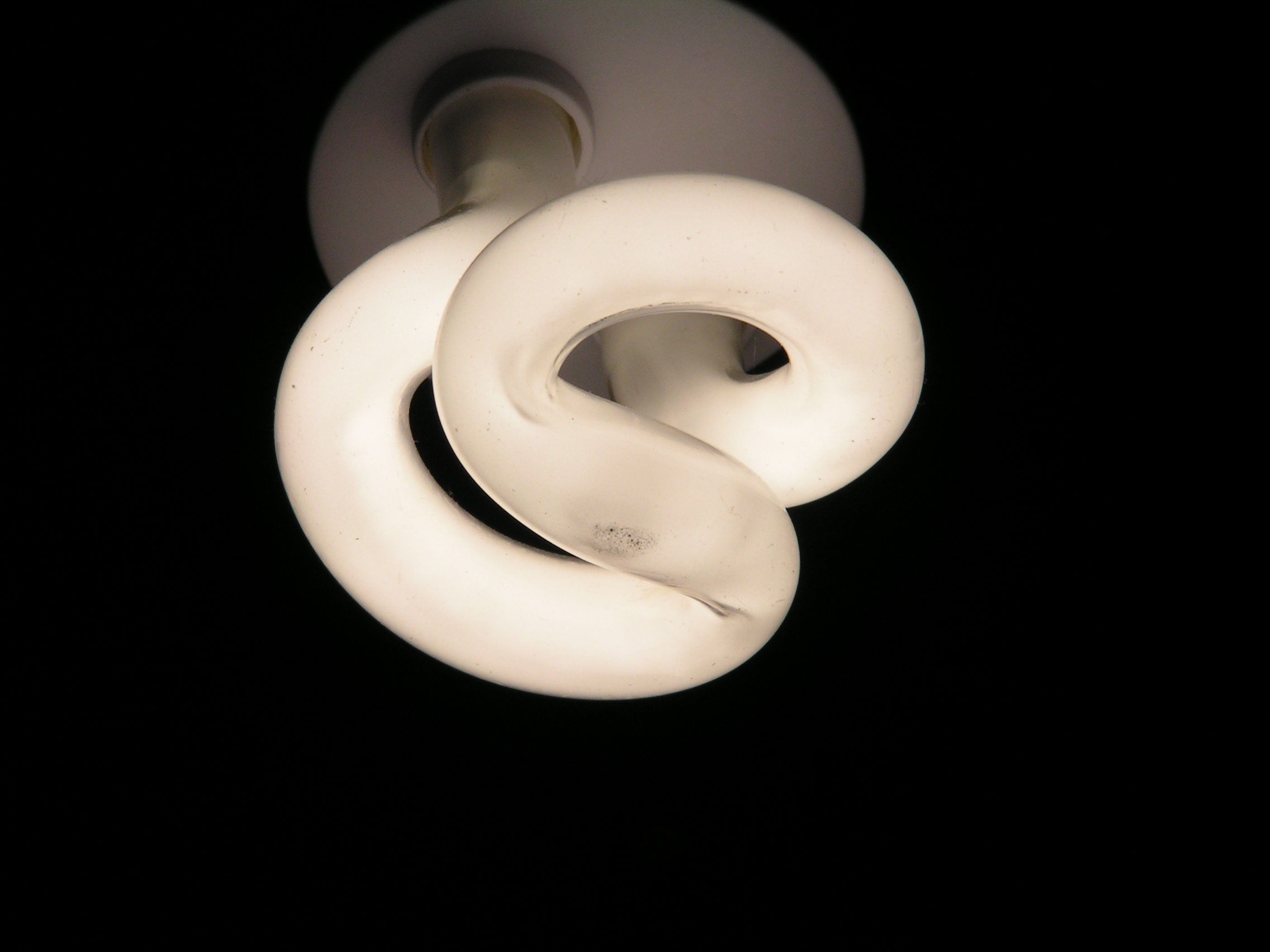
Lampă fluorescentă cu neon, formă spiralată

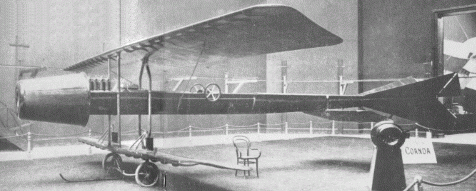
Avionul lui Henri Coandă, 1910

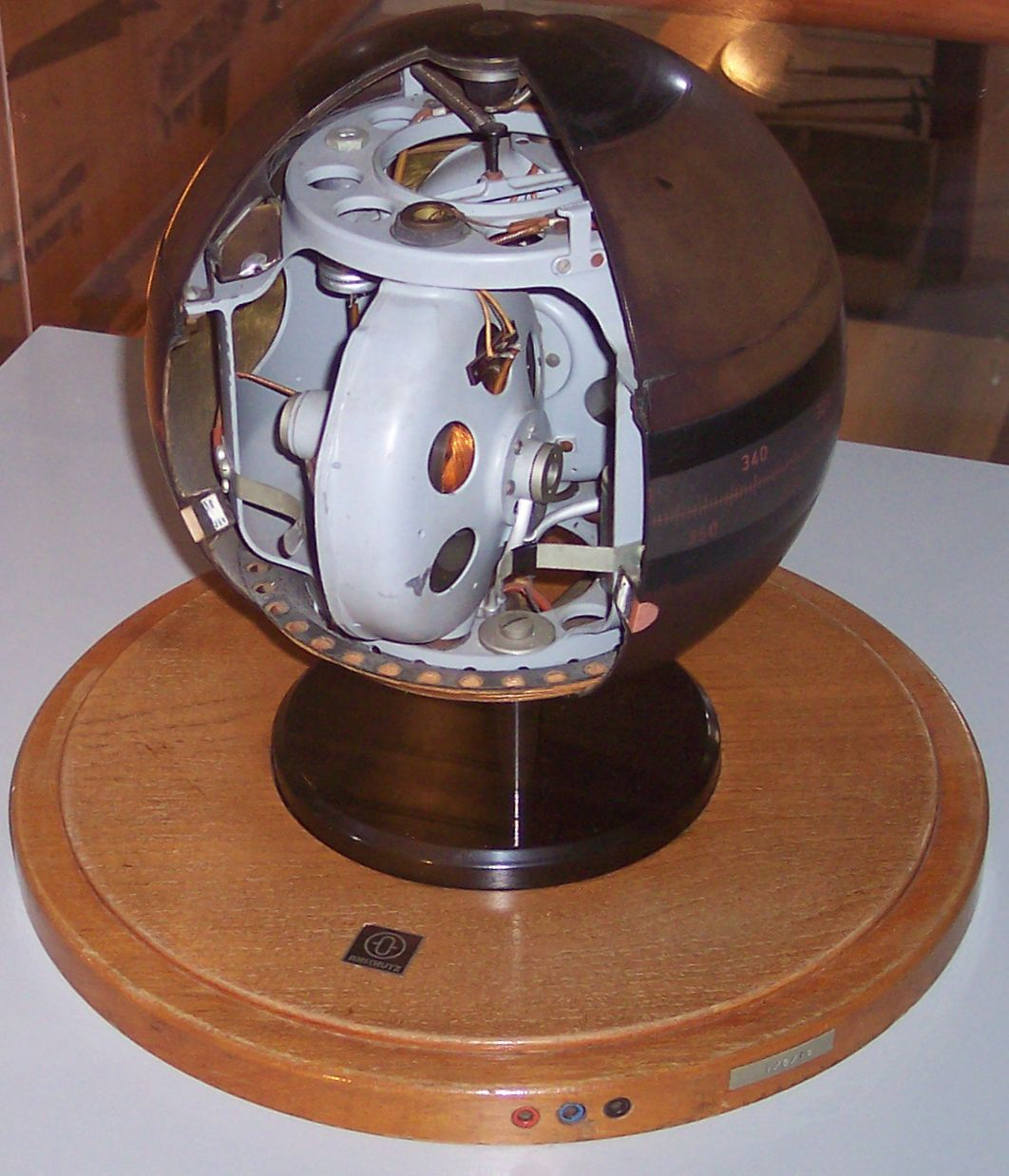
girocompasul produs de firma Anschütz (secțiune)

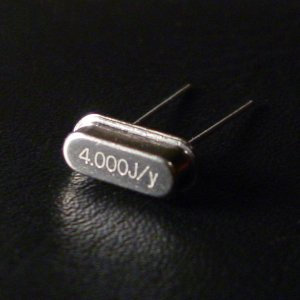
Oscilator piezoelectric

| Anul | Invenția                                         | Autor                                          | Țara           |
| ---- | ------------------------------------------------ | ---------------------------------------------- | -------------- |
| 1910 | fluorescența neonului                            | Georges Claude                                 | Franța         |
| 1910 | motorul cu reacție                               | Henri Coandă                                   | România        |
| 1910 | girocompasul                                     | Elmer A. Sperry                                | SUA            |
| 1911 | demarorul auto (perfecționare)                   | Charles F. Kettering                           | SUA            |
| 1911 | hidroavionul                                     | Glenn Curtiss                                  | SUA            |
| 1912 | turbina cu reacțiune totală                      | Fredrik și Birger Ljungström                   | Suedia         |
| 1912 | magnetonul                                       | Ștefan Procopiu                                | România        |
| 1913 | cuvintele încrucișate                            | Arthur Wynne                                   | Marea Britanie |
| 1913 | parașuta                                         | Štefan Banič                                   | SUA            |
| 1913 | receptorul radio                                 | Ernst Alexanderson, Reginald Fessenden         | SUA            |
| 1913 | oțelul inoxidabil                                | Harry Brearley                                 | Marea Britanie |
| 1913 | tubul cu raze X                                  | William D. Coolidge                            | SUA            |
| 1914 | emițătorul radio                                 | Ernst Alexanderson                             | SUA            |
| 1914 | racheta cu combustibil lichid                    | Robert Goddard                                 | SUA            |
| 1914 | tancul                                           | William Ashbee Tritton și Walter Gordon Wilson | Marea Britanie |
| 1915 | filamentul din wolfram                           | Irving Langmuir                                | SUA            |
| 1915 | sticla Pyrex                                     | "Corning Incorporated"                         | SUA            |
| 1916 | pistolul Browning                                | John Browning                                  | SUA            |
| 1916 | mitraliera Thompson                              | John T. Thompson                               | SUA            |
| 1916 | dispozitiv de tragere sincronizată a mitralierei | Gogu Constantinescu                            | România        |
| 1917 | ecolocația cu sonar                              | Paul Langevin                                  | Franța         |
| 1917 | racheta de croazieră                             | Charles Kettering                              | SUA            |
| 1918 | arma cu tragere sincronizată                     | Anton Fokker                                   | SUA            |
| 1918 | oscilatorul piezoelectric (cu cuarț)             | A.M. Nicolson                                  |                |
| 1918 | sonicitatea                                      | Gogu Constantinescu                            | România        |
| 1919 | circuitul (electronic) basculant                 | William Eccles F. W. Jordan                    | Marea Britanie |
| 1919 | orga Theremin                                    | Léon Theremin                                  | Franța         |

#### Anii 1920

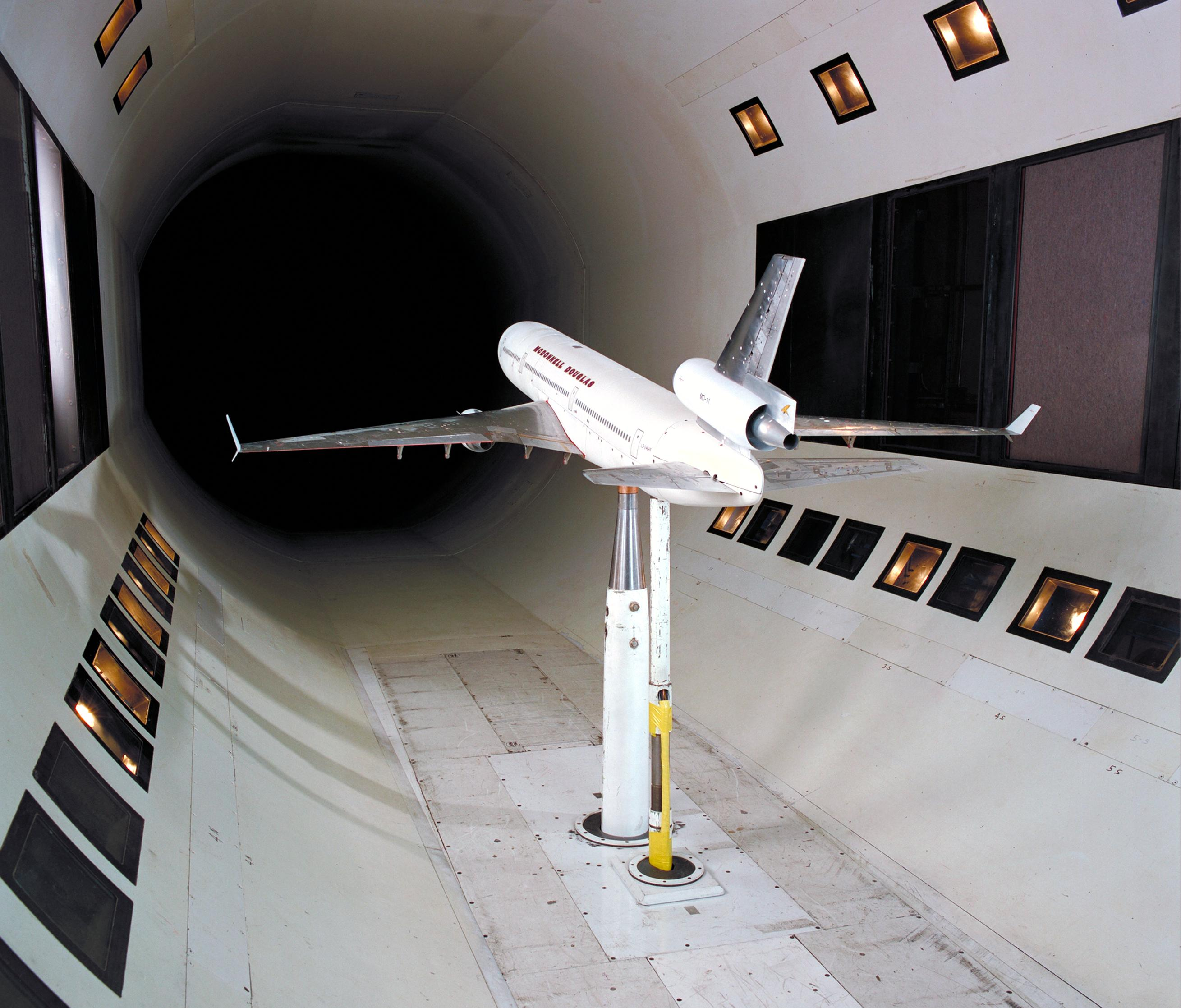
testarea de către NASA a unui avion într-un tunel aerodinamic

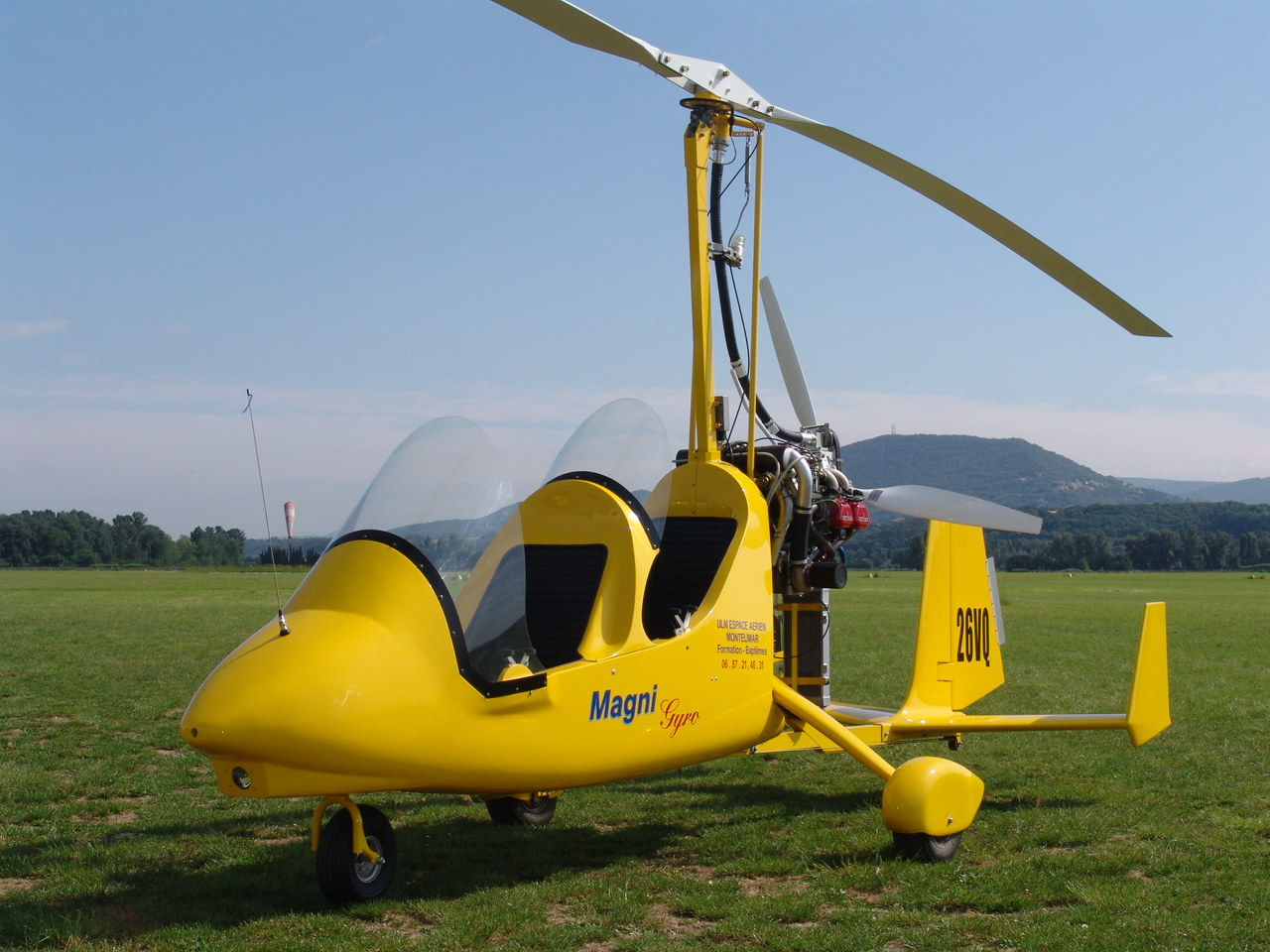
Girocopter

Bliț cu xenon

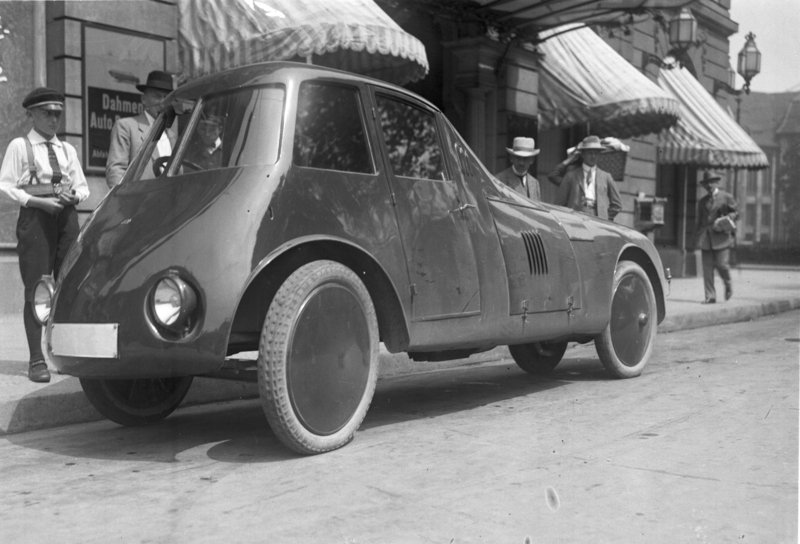
Automobilul cu formă aerodinamică Aurel Persu

| Anul | Invenție                                          | Autor                                                                       | Țara           |
| ---- | ------------------------------------------------- | --------------------------------------------------------------------------- | -------------- |
| 1920 | plasturele adeziv                                 | Earle Dickson                                                               | SUA            |
| 1920 | ecuația de ionizare Saha                          | Meghnad Saha                                                                | India          |
| 1921 | insulina sintetică                                | Nicolae Paulescu                                                            | România        |
| 1921 | poligraful                                        | John A. Larson                                                              | SUA            |
| 1922 | radarul                                           | Robert Watson-Watt A. H. Taylor L. C. Young Gregory Breit Merle Antony Tuve | Scoția SUA     |
| 1922 | frigiderul cu absorbție                           | Baltzar von Platen Carl Munters                                             | Suedia         |
| 1922 | pila termoelectrică                               | Nicolae Vasilescu-Karpen                                                    | România        |
| 1923 | filmul sonor                                      | Lee DeForest                                                                | SUA            |
| 1923 | televiziunea                                      | Philo Farnsworth                                                            | SUA            |
| 1923 | tunelul aerodinamic                               | Michael Max Munk                                                            | Germania       |
| 1923 | girocopterul                                      | Juan de la Cierva                                                           | Spania         |
| 1923 | blițul cu xenon                                   | Harold Edgerton                                                             | SUA            |
| 1923 | racheta cu combustibil lichid                     | Hermann Oberth                                                              | România        |
| 1924 | automobilul cu formă aerodinamică                 | Aurel Persu                                                                 | România        |
| 1925 | ultracentrifuga pentru măsurarea masei moleculare | Theodor Svedberg                                                            | Suedia         |
| 1925 | televiziunea (sistemul Nipkov)                    | C. Francis Jenkins                                                          | SUA            |
| 1925 | televiziunea (scanarea mecanică)                  | John Logie Baird Charles Francis Jenkins                                    | Scoția SUA     |
| 1926 | spray-ul aerosol                                  | Rotheim                                                                     |                |
| 1926 | cutia de viteze automată                          | Gogu Constantinescu                                                         | România        |
| 1927 | mașina de recoltat bumbac                         | John Rust                                                                   | SUA            |
| 1927 | puterea reactivă și puterea deformantă            | Constantin Budeanu                                                          | România        |
| 1928 | scaunul ejectabil                                 | Anastase Dragomir                                                           | România        |
| 1928 | mașina de feliat pâine                            | Otto Frederick Rohwedder                                                    | SUA            |
| 1928 | mașina de bărbierit                               | Jacob Schick                                                                | SUA            |
| 1928 | antibioticele                                     | Alexander Fleming                                                           | Scoția         |
| 1928 | cutia de viteze cu preselector                    | Walter Gordon Wilson                                                        | Marea Britanie |
| 1928 | efectul Raman                                     | Chandrasekhara Venkata Raman                                                | India          |
| 1929 | electroencefalografie                             | Hans Berger                                                                 | Germania       |
| 1929 | tubul cinescopic                                  | Vladimir Zworykin                                                           | SUA            |
|      |                                                   |                                                                             |                |

#### Anii 1930

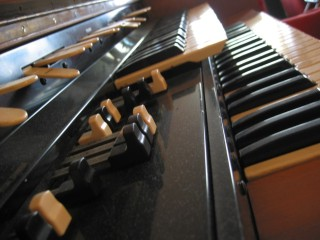
Orga Hammond L-100

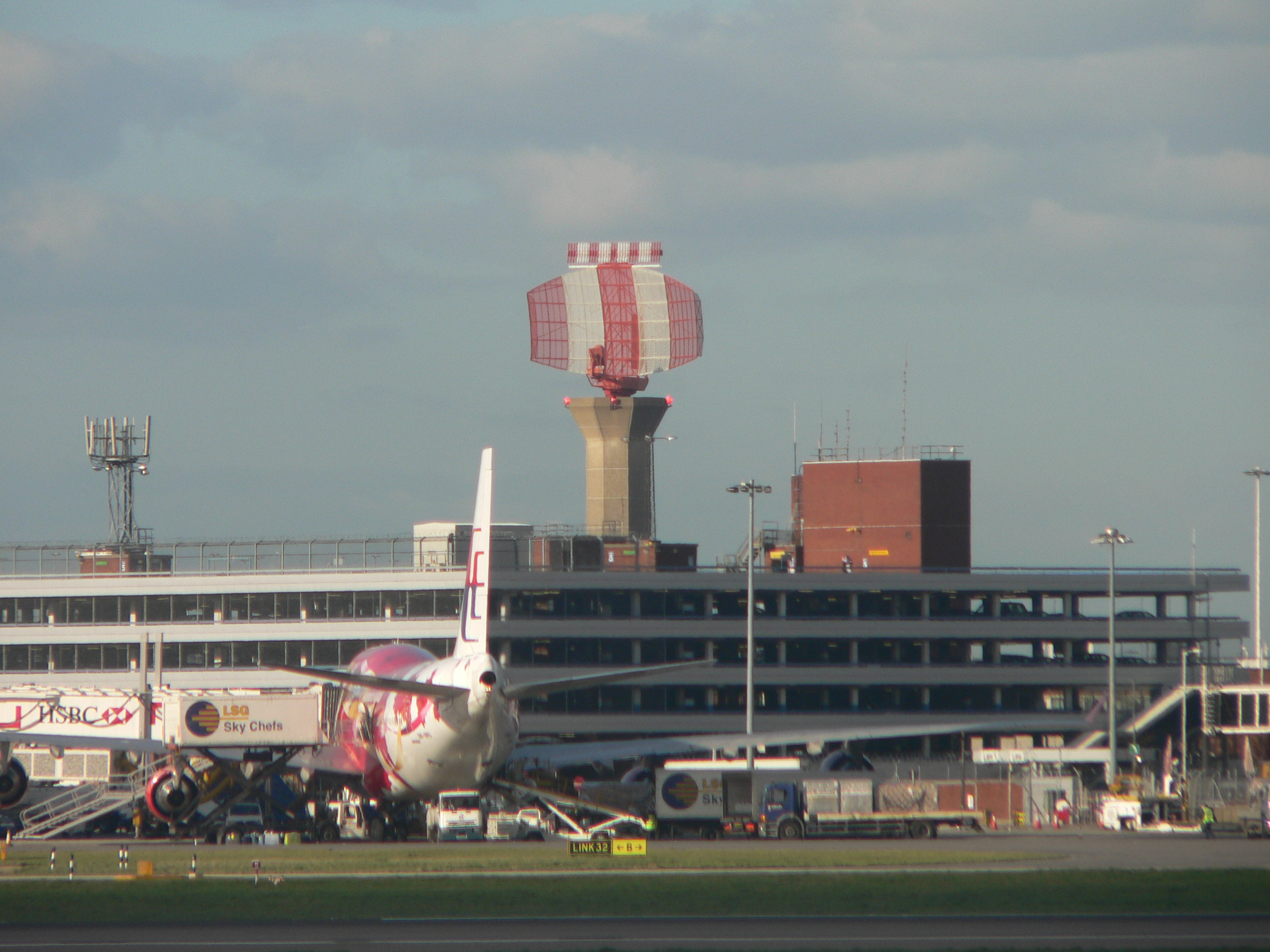
Radar pentru controlul traficului aerian la aeroportul Heathrow, Londra

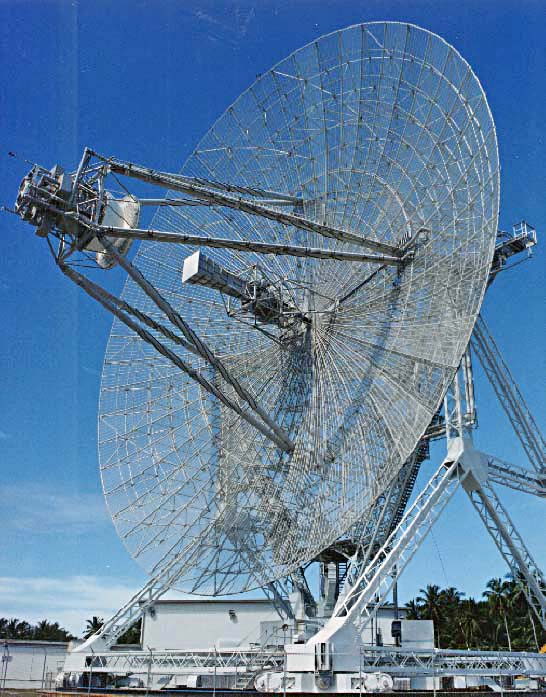
Antenă-radar, folosită în astronomie (ALTAIR)

| Invenție                          | Anul | Autor                                | Țara                    |
| --------------------------------- | ---- | ------------------------------------ | ----------------------- |
| neoprenul                         | 1930 | Wallace Carothers                    | SUA                     |
| cabina catapultată                | 1930 | Anastase Dragomir                    | România                 |
| radiotelescopul                   | 1931 | Karl Jansky Grote Reber              | SUA                     |
| iconoscopul                       | 1931 | Vladimir Zworykin                    | SUA                     |
| orga Hammond                      | 1934 | Laurens Hammond                      | SUA                     |
| instalație de foraj rotopercutant | 1934 | Ion Șt. Basgan                       | România                 |
| radarul cu microunde              | 1935 | Robert Watson-Watt                   | Scoția                  |
| nylon-ul                          | 1935 | Wallace Carothers                    | SUA                     |
| spectrofotometrul                 | 1935 | Arthur C. Hardy                      |                         |
| fibra de cazeină                  | 1935 | Earl Whittier Stephen                |                         |
| mezonii                           | 1936 | Alexandru Proca                      | România                 |
| turbina propulsoare               | 1937 | György Jendrassik                    | Ungaria                 |
| motorul cu reacție                | 1937 | Frank Whittle Hans von Ohain         | Marea Britanie Germania |
| garnitura de etanșare O-ring      | 1937 | Niels Christensen                    | Danemarca               |
| pixul                             | 1938 | László Bíró                          | Ungaria                 |
| xerografia                        | 1938 | Chester Carlson                      | SUA                     |
| fibra de sticlă                   | 1938 | Russell Games Slayter John H. Thomas | SUA                     |
| elicopterul                       | 1939 | Igor Sikorsky                        | Rusia                   |
| bancomatul                        | 1939 | Luther George Simjian                | SUA                     |

#### Anii 1940

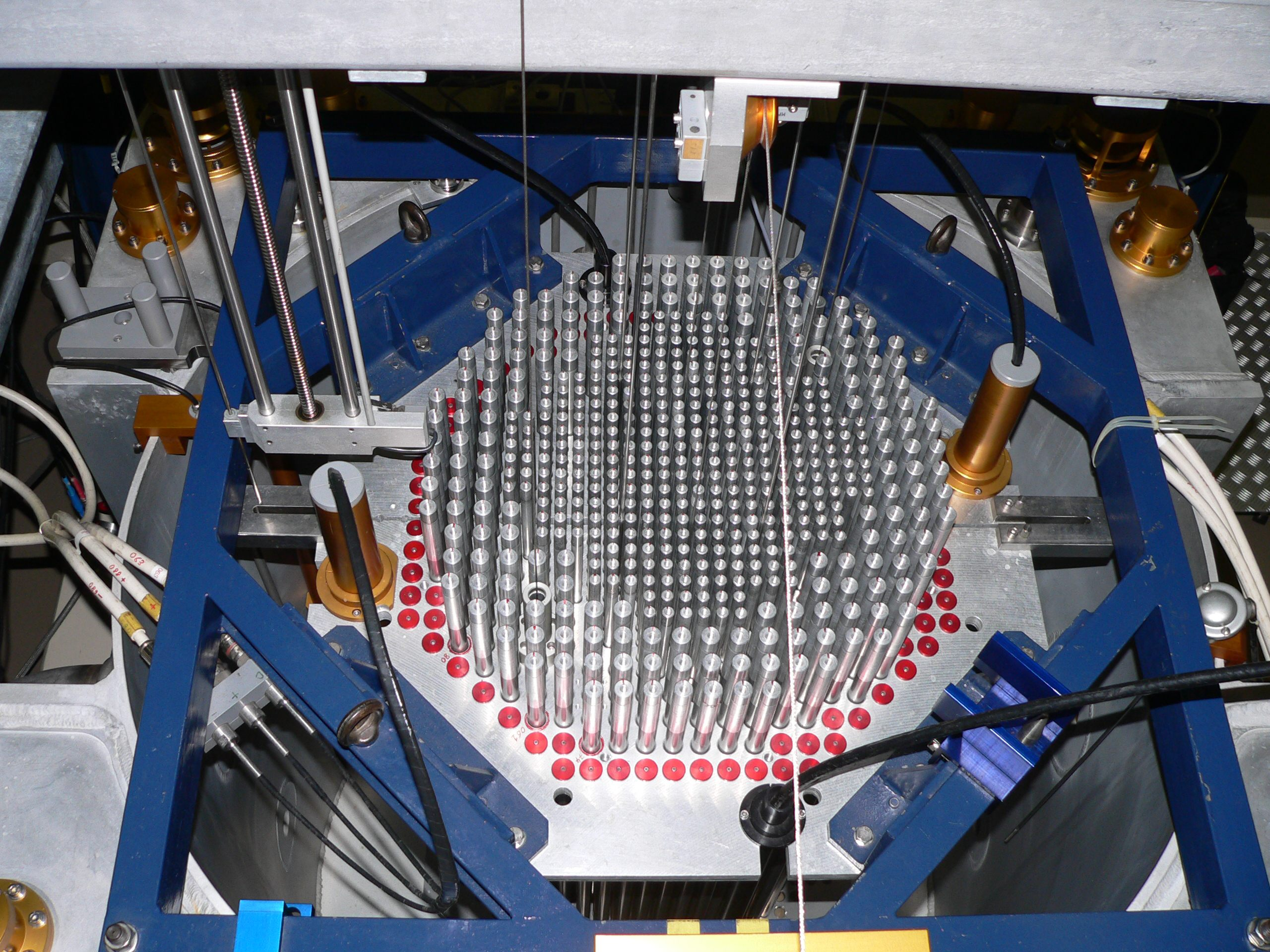
Partea centrală a unui reactor nuclear utilizat pentru cercetări

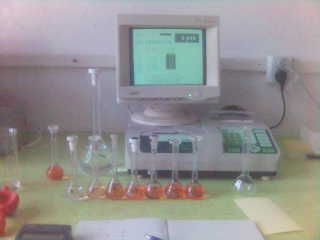
Spectroscop de laborator, utilizat pentru analiza materialelor

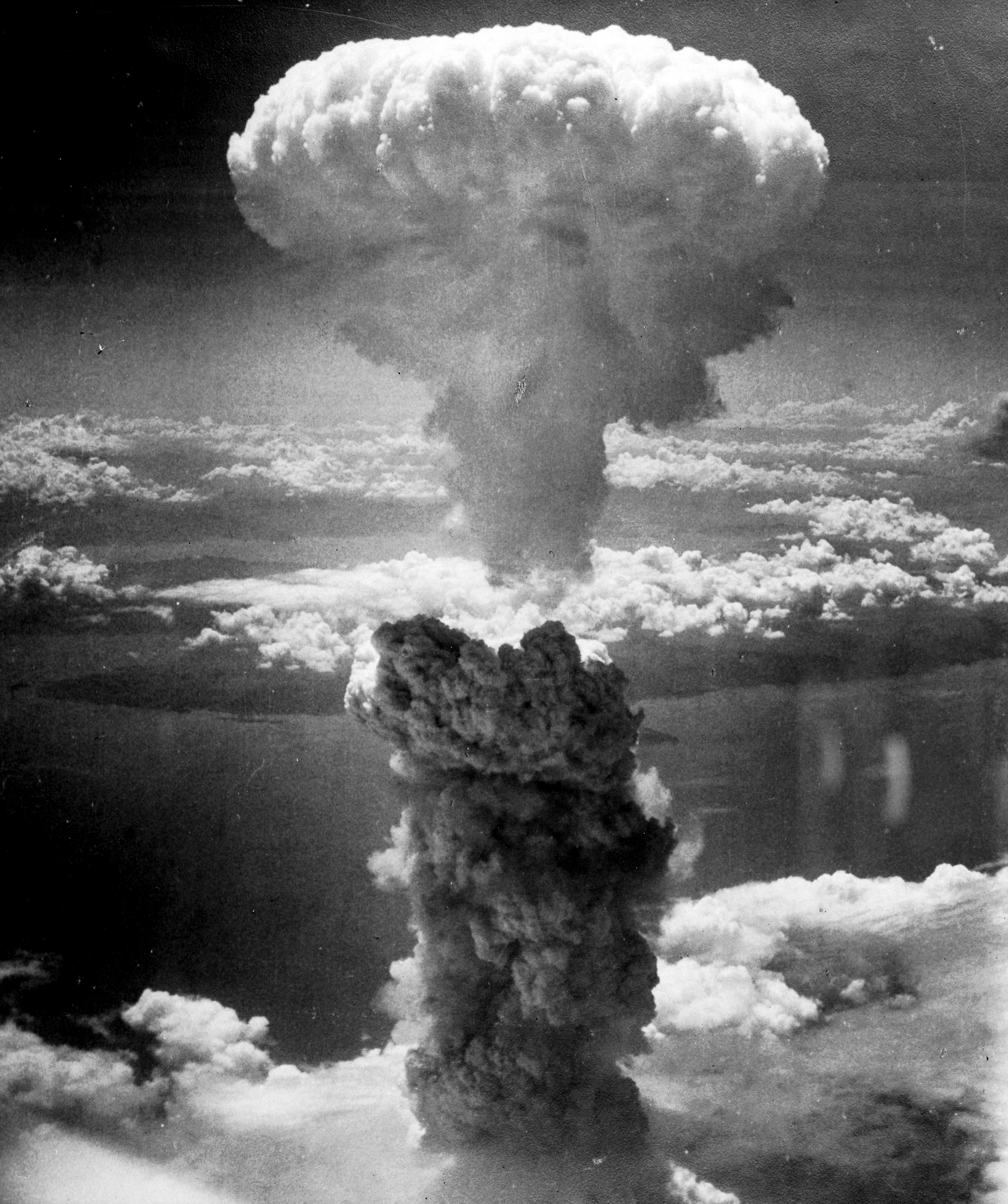
Bomba nucleară de la Nagasaki, 1945

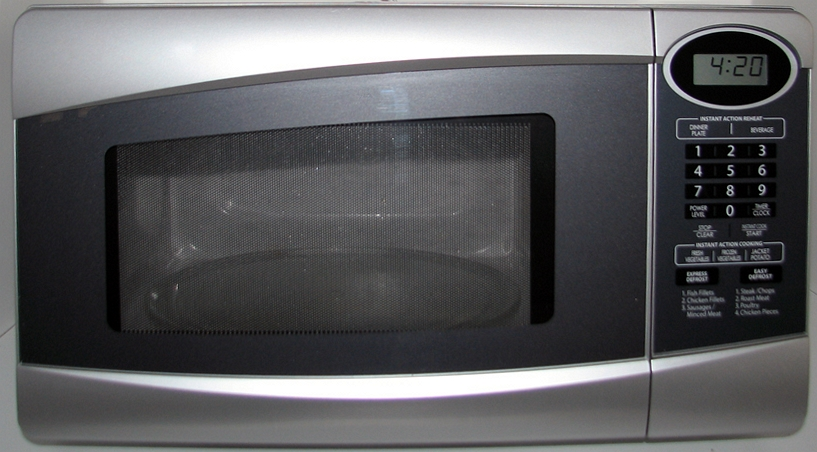
Cuptor cu microunde

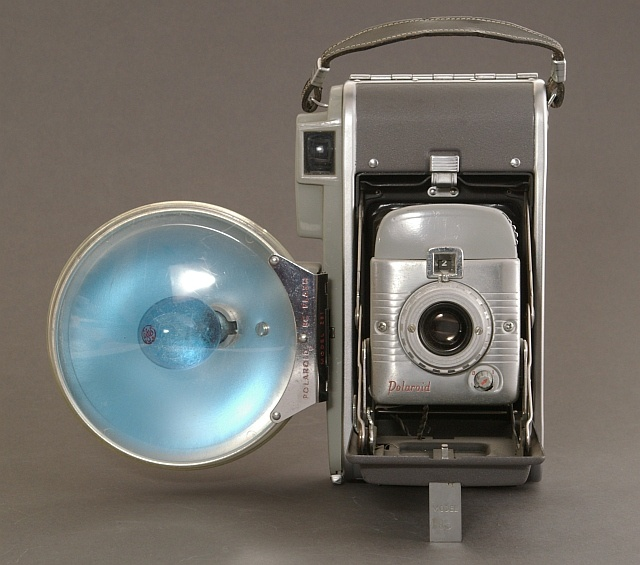
Cameră foto Polaroid cu bliț

| Anul | Invenție                                                         | Autor                                         | Țara           |
| ---- | ---------------------------------------------------------------- | --------------------------------------------- | -------------- |
| 1941 | computerul                                                       | Konrad Zuse                                   | Germania       |
| 1941 | velcro                                                           | George de Mestral                             | Elveția        |
| 1942 | bazooka                                                          | Leslie A. Skinner C. N. Hickman               | SUA            |
| 1942 | reactorul nuclear                                                | Enrico Fermi                                  | Italia         |
| 1942 | conductă submarină de transport petrol (Franța - Marea Britanie) | Arthur Hartley Louis Mountbatten              | Marea Britanie |
| 1943 | aparat autonom de respirat sub apă                               | Jacques-Yves Cousteau Emile Gagnan            | Franța         |
| 1944 | spectroscopul electronic                                         | Deutsch Elliot Evans                          |                |
| 1946 | cuptorul cu microunde                                            | Percy Spencer                                 | SUA            |
| 1945 | armele nucleare                                                  | Proiectul Manhattan                           | SUA            |
| 1946 | serviciul de telefonie mobilă                                    | AT&T și Southwestern Bell                     | SUA            |
| 1946 | costumul de baie bikini                                          | Louis Réard                                   | Franța         |
| 1947 | tranzistorul                                                     | William Shockley Walter Brattain John Bardeen | SUA            |
| 1947 | Pila Karpen                                                      | Nicolae Vasilescu-Karpen                      | România        |
| 1947 | camera foto/video Polaroid                                       | Edwin H. Land                                 | SUA            |
| 1948 | înregistrarea LP                                                 | Peter Carl Goldmark                           | SUA            |
| 1948 | holografia                                                       | Dennis Gabor                                  | Ungaria        |
| 1949 | ceasul atomic                                                    | U.S. National Bureau of Standards (NBS).      | SUA            |

#### Anii 1950

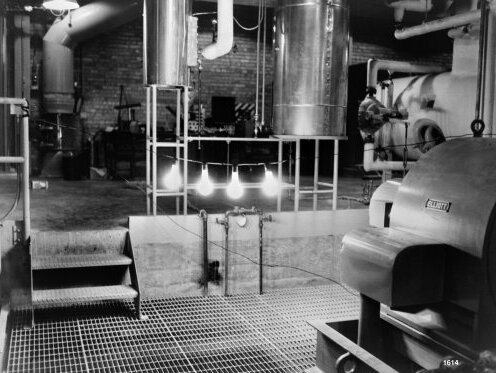
În Idaho National Laboratory s-a obținut pentru prima dată energie electrică din energie nucleară (1951)

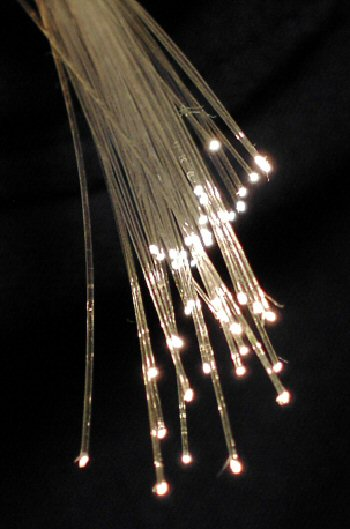
Fibră optică

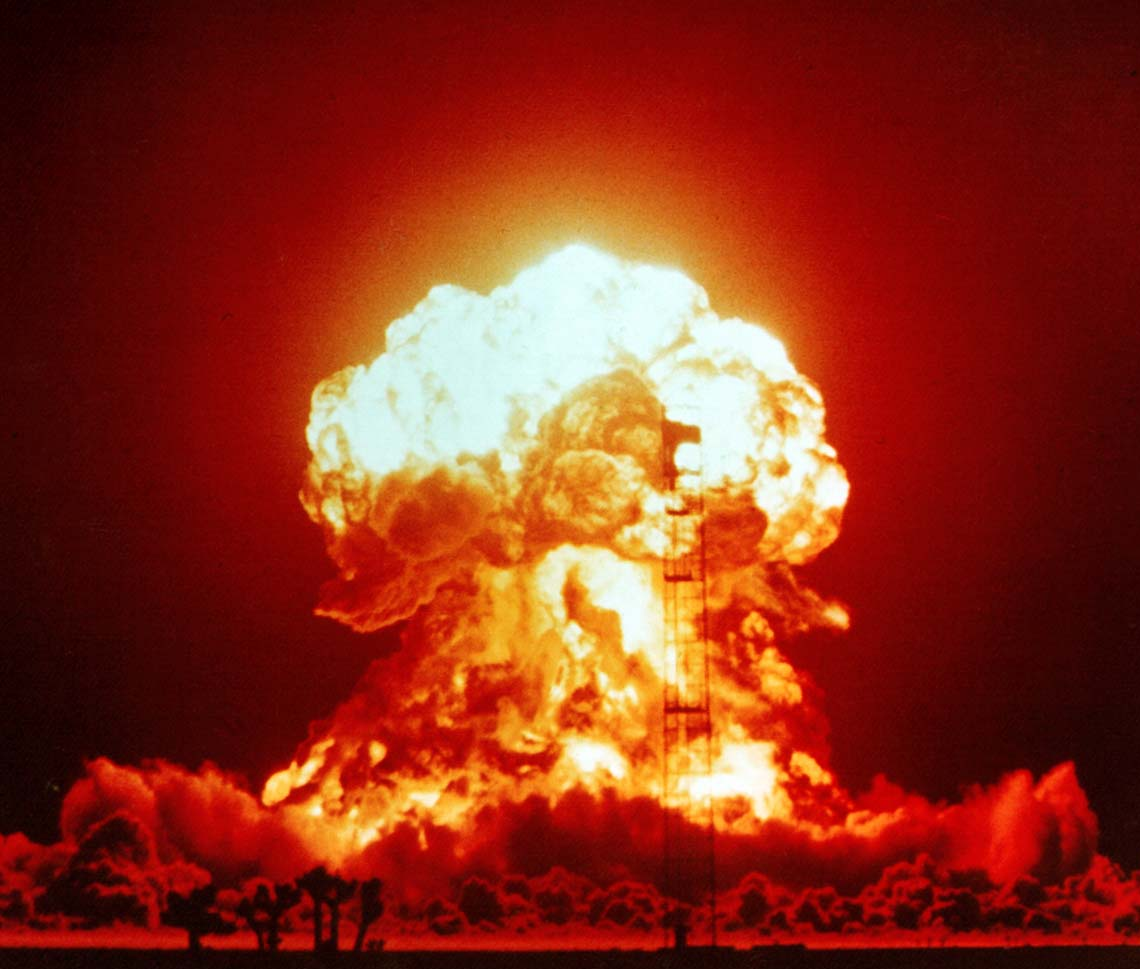
Test nuclear efectuat în SUA

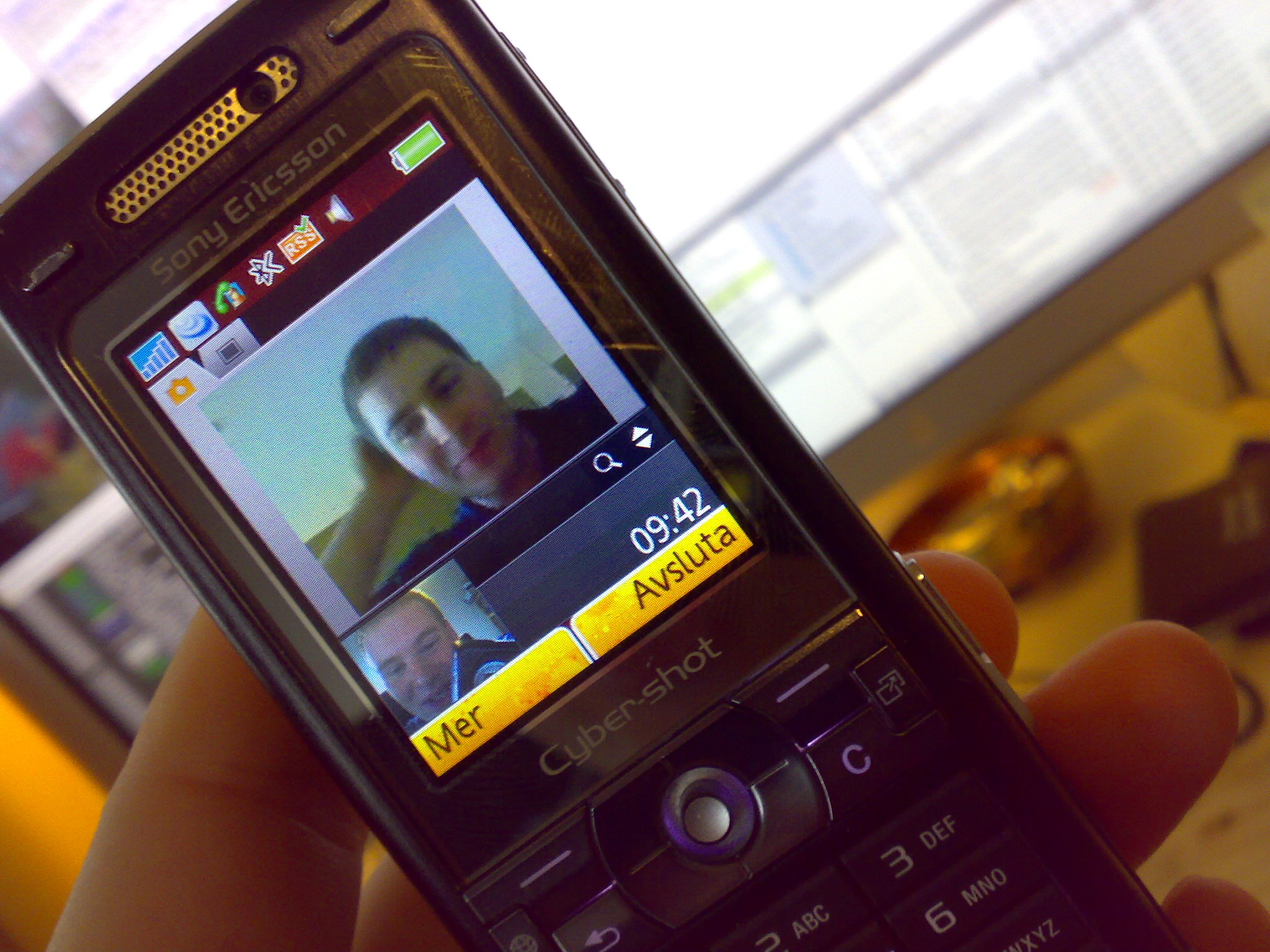
Videoapel telefonic

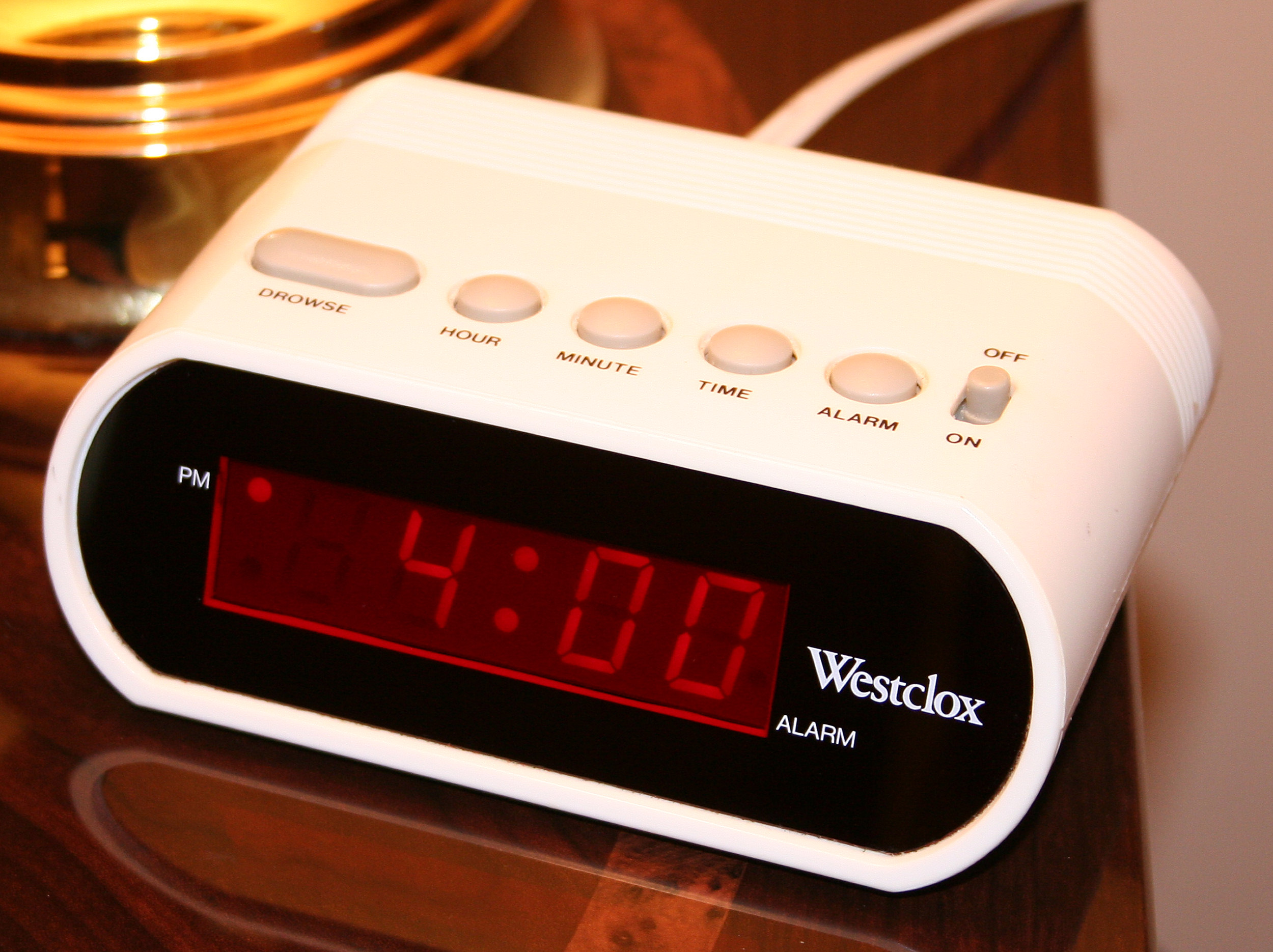
Ceas digital

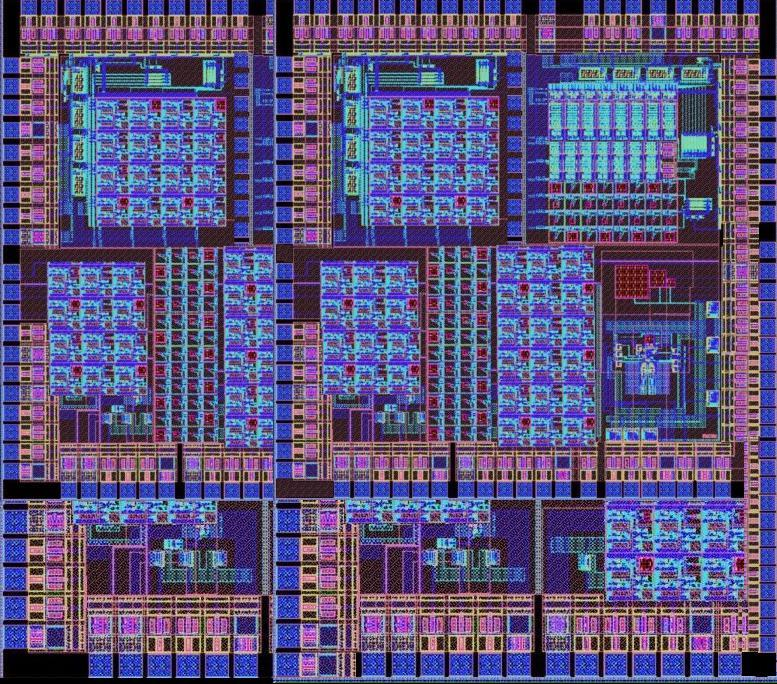
Circuite integrate

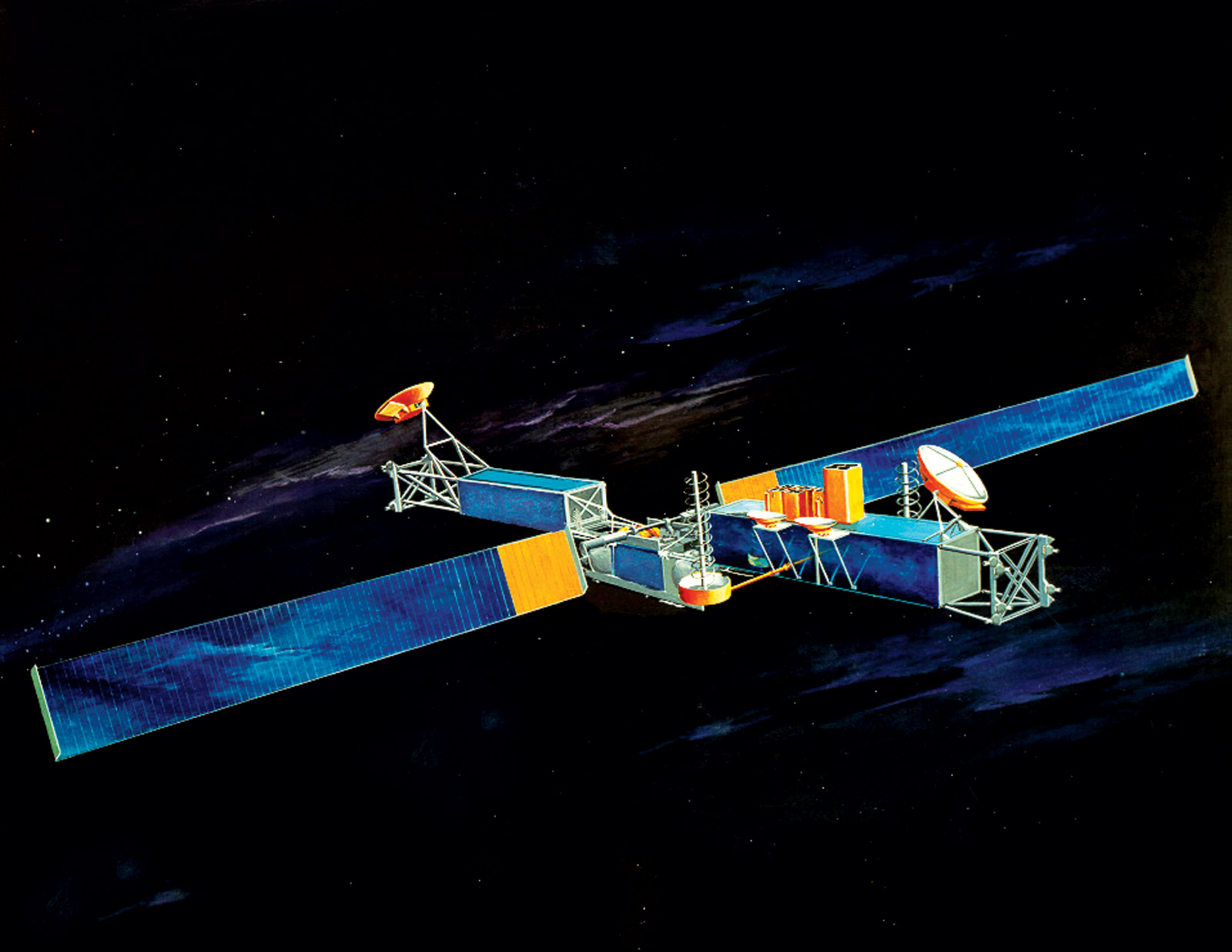
Satelitul pentru telecomunicații MILSTAR

|      |                                  |                                                                                    |                       |
| Anul | Invenție                         | Autor                                                                              | Țara                  |
| 1951 | Pilula contraceptivă             | Carl Djerassi Luis E. Miramontes George Rosenkranz                                 | Austria Mexic Ungaria |
| 1951 | cerneala de corecție             | Bette Nesmith Graham                                                               | SUA                   |
| 1952 | reactorul nuclear                | Walter Henry Zinn                                                                  | SUA                   |
| 1952 | floppy disk                      | Yoshiro Nakamatsu                                                                  | Japonia               |
| 1952 | fibra optică                     | Narinder Singh Kapany                                                              | India                 |
| 1952 | bomba nucleară                   | Edward Teller Stanislaw Ulam                                                       | SUA                   |
| 1952 | hovercraft (nava aeroglisoare)   | Christopher Cockerell                                                              | Marea Britanie        |
| 1952 | vitamina H3-produs geriatric     | Ana Aslan                                                                          | România               |
| 1953 | MASER                            | Charles Hard Townes                                                                | SUA                   |
| 1953 | ultrasonografia medicală         | Inge Edler Carl Hellmuth Hertz                                                     | Suedia                |
| 1954 | radarul de măsurat viteza        | Bryce K. Brown                                                                     | SUA                   |
| 1954 | diamantul sintetic               | Tracy Hall                                                                         | SUA                   |
| 1954 | domul geodezic                   | Richard Buckminster Fuller                                                         | SUA                   |
| 1955 | hard disc drive (HDD)            | Reynold B. Johnson (IBM)                                                           | SUA                   |
| 1955 | videofonul                       | Gregorio Y. Zara                                                                   | Filipine              |
| 1956 | ceasul digital                   |                                                                                    |                       |
| 1956 | videorecorder-ul                 | firma Ampex                                                                        | SUA                   |
| 1956 | aparatul individual de zbor      | Justin Capră                                                                       | România               |
| 1957 | hidro-scuterul                   | William Hamilton                                                                   | Noua Zeelandă         |
| 1958 | circuitele integrate             | Jack Kilby (firma Texas Instruments) Robert Noyce (firma Fairchild Semiconductor ) | SUA                   |
| 1958 | telecomunicații prin satelit     | Project SCORE                                                                      | SUA                   |
| 1958 | stimulatorul cardiac (pacemaker) | Rune Elmqvist                                                                      | Suedia                |

#### Anii 1960

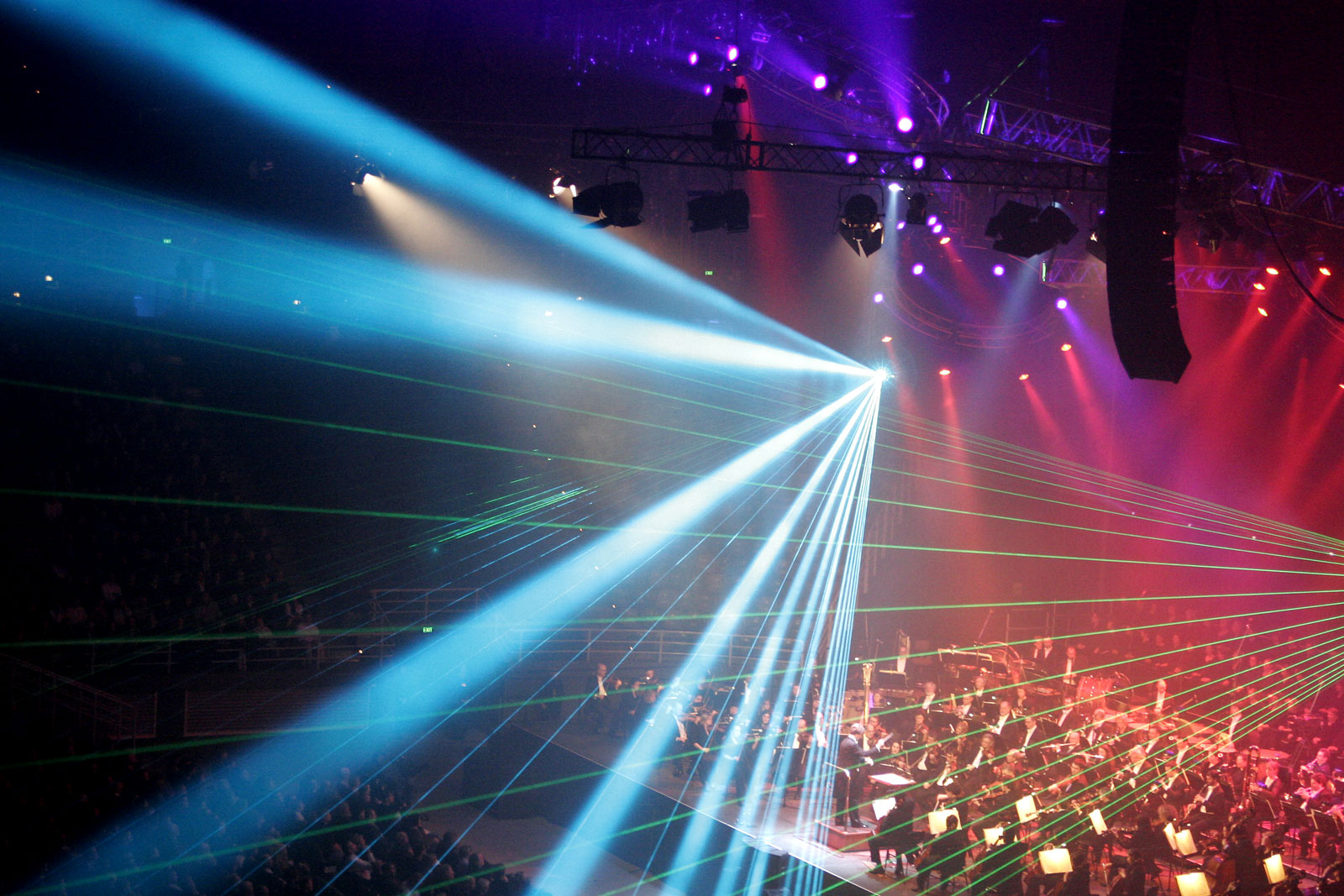
Efecte laser folosite la spectacole

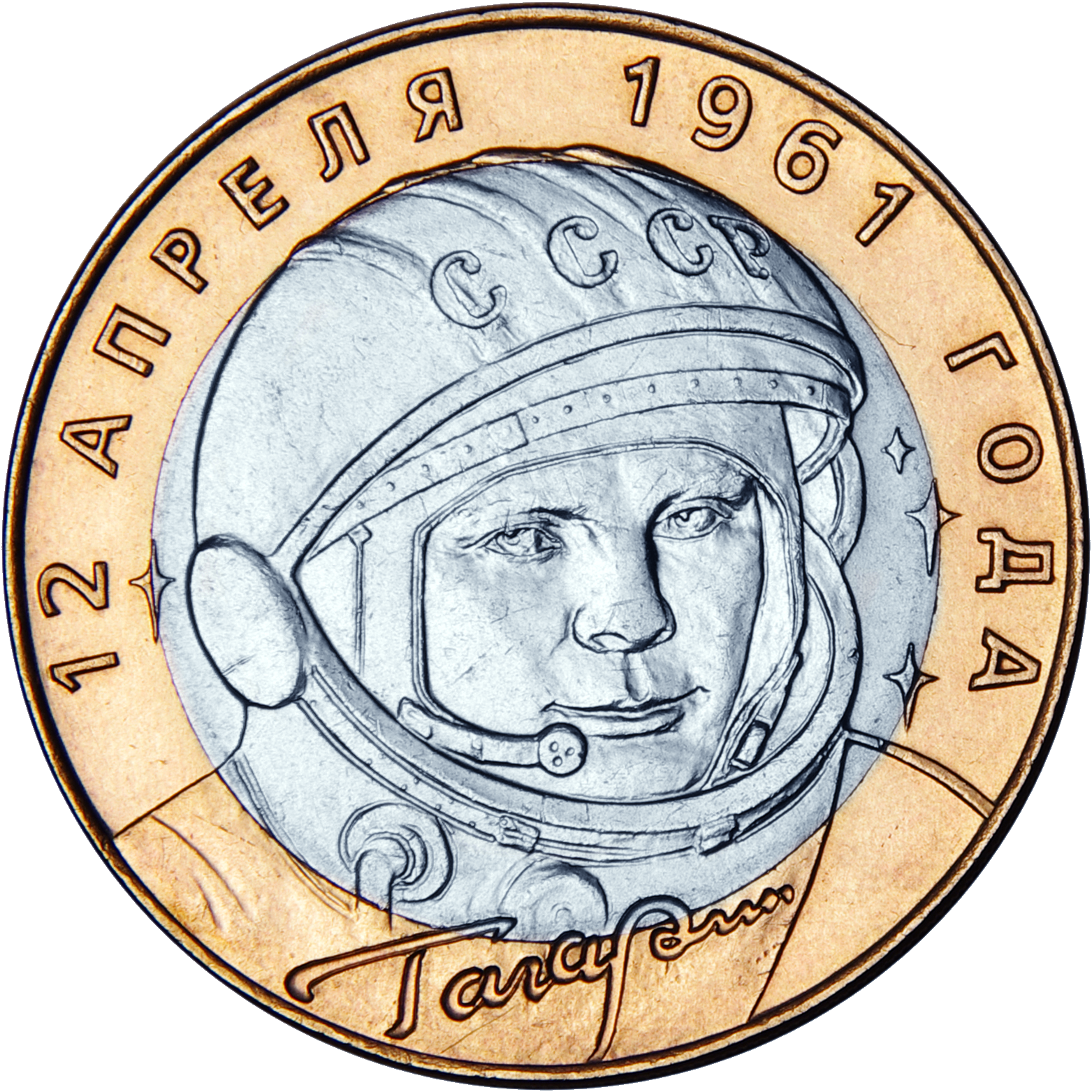
Iuri Gagarin, primul om care a ajuns în spațiu

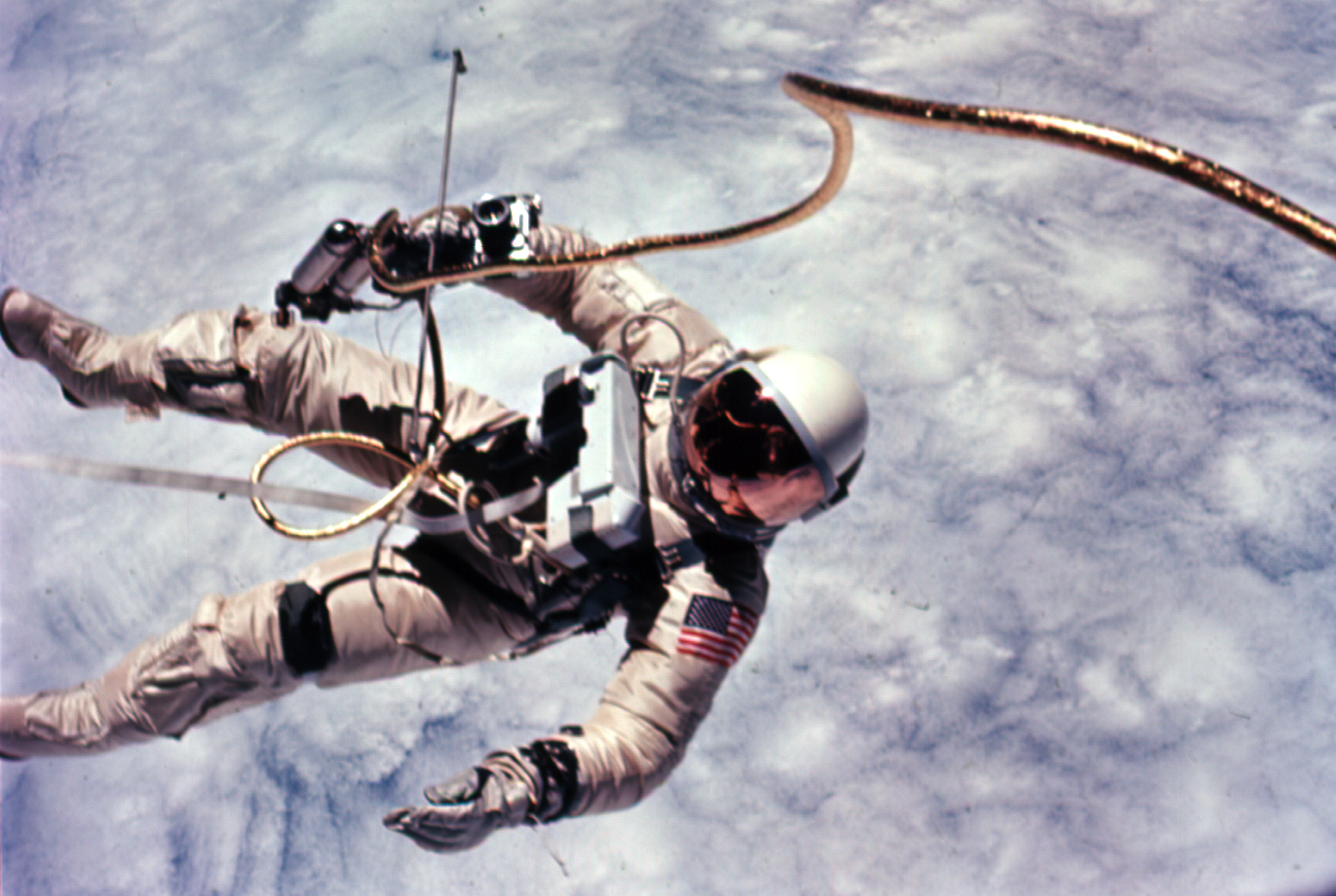
Edward White în timpul unei misiuni spațiale pe Gemini 4

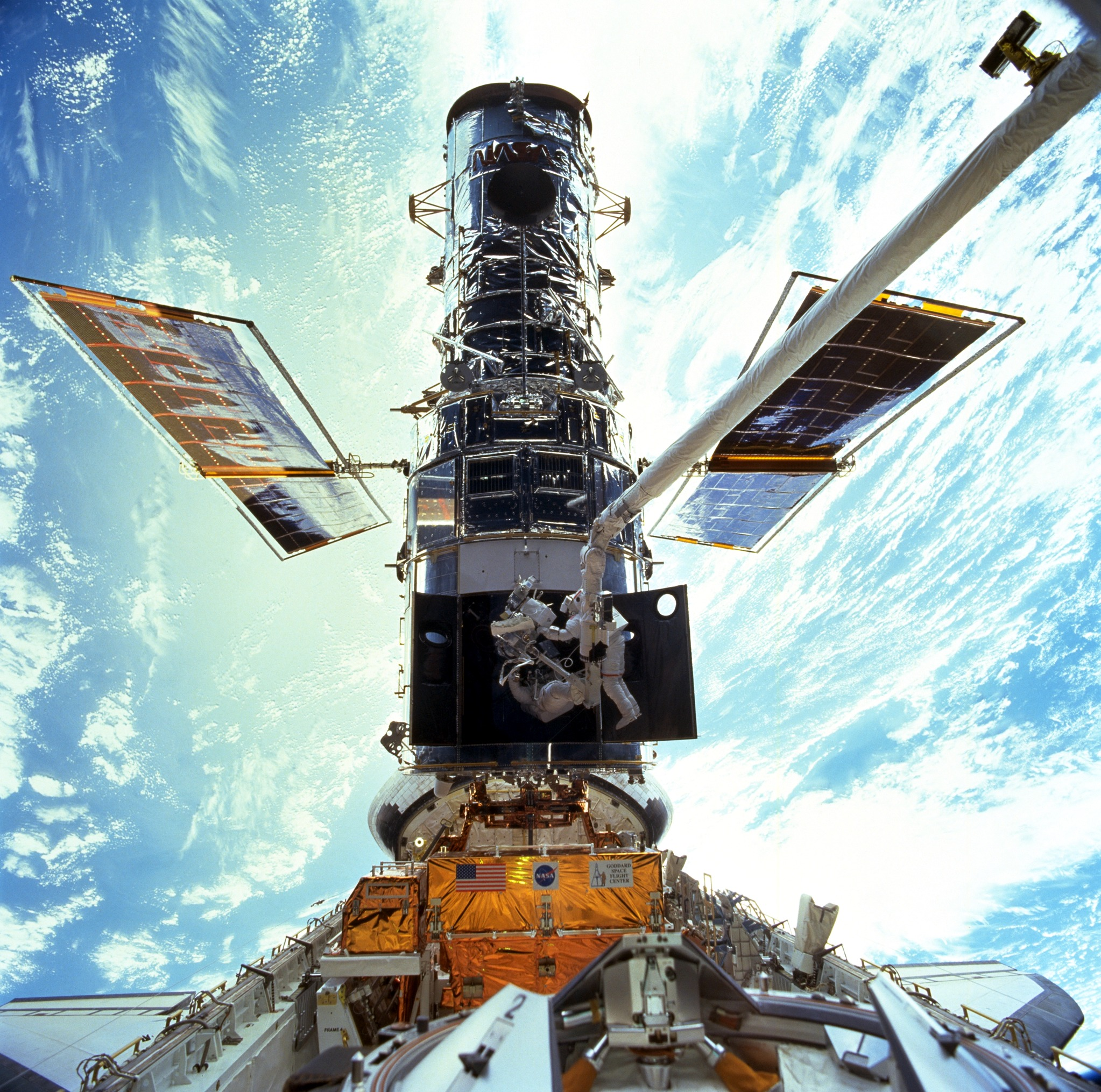
Telescopul spațial Hubble

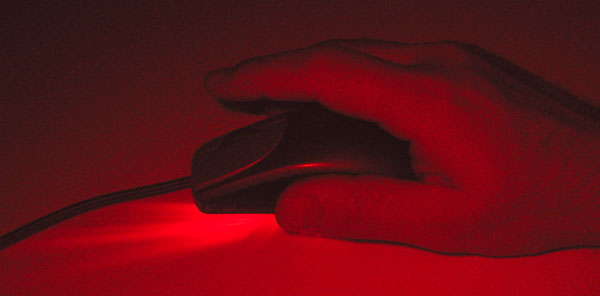
Maus optic Logitech

| Anul | Invenție                                   | Autor                                         | Țara   |
| ---- | ------------------------------------------ | --------------------------------------------- | ------ |
|      | comunicațiile sub formă de pachete de date | Paul Baran Donald Davies Leonard Kleinrock    | SUA    |
| 1960 | laserul                                    | Theodore Harold Maiman                        | SUA    |
| 1961 | discul optic                               | David Paul Gregg                              | SUA    |
| 1961 | implantul cohlear                          | William House                                 | SUA    |
| 1961 | omul în spațiu                             | Iuri Gagarin, Serghei Koroliov, Kerim Kerimov | Rusia  |
| 1962 | dioda luminescentă (LED)                   | Nick Holonyak                                 | SUA    |
| 1962 | observatorul spațial                       | Ball Aerospace & Technologies Corp.           | SUA    |
| 1963 | mouse-ul                                   | Douglas Engelbart                             | SUA    |
| 1967 | stația spațială                            | Kerim Kerimov                                 | Rusia  |
| 1967 | automatul bancar (ATM)                     | John Shepherd-Barron                          | Scoția |
| 1967 | hipertextul                                | Andries van Dam Ted Nelson                    | SUA    |
| 1968 | jocurile video                             | Ralph H. Baer                                 | SUA    |
| 1969 | ARPAnet                                    | SUA, departamentul Apărării                   | SUA    |

#### Anii 1970

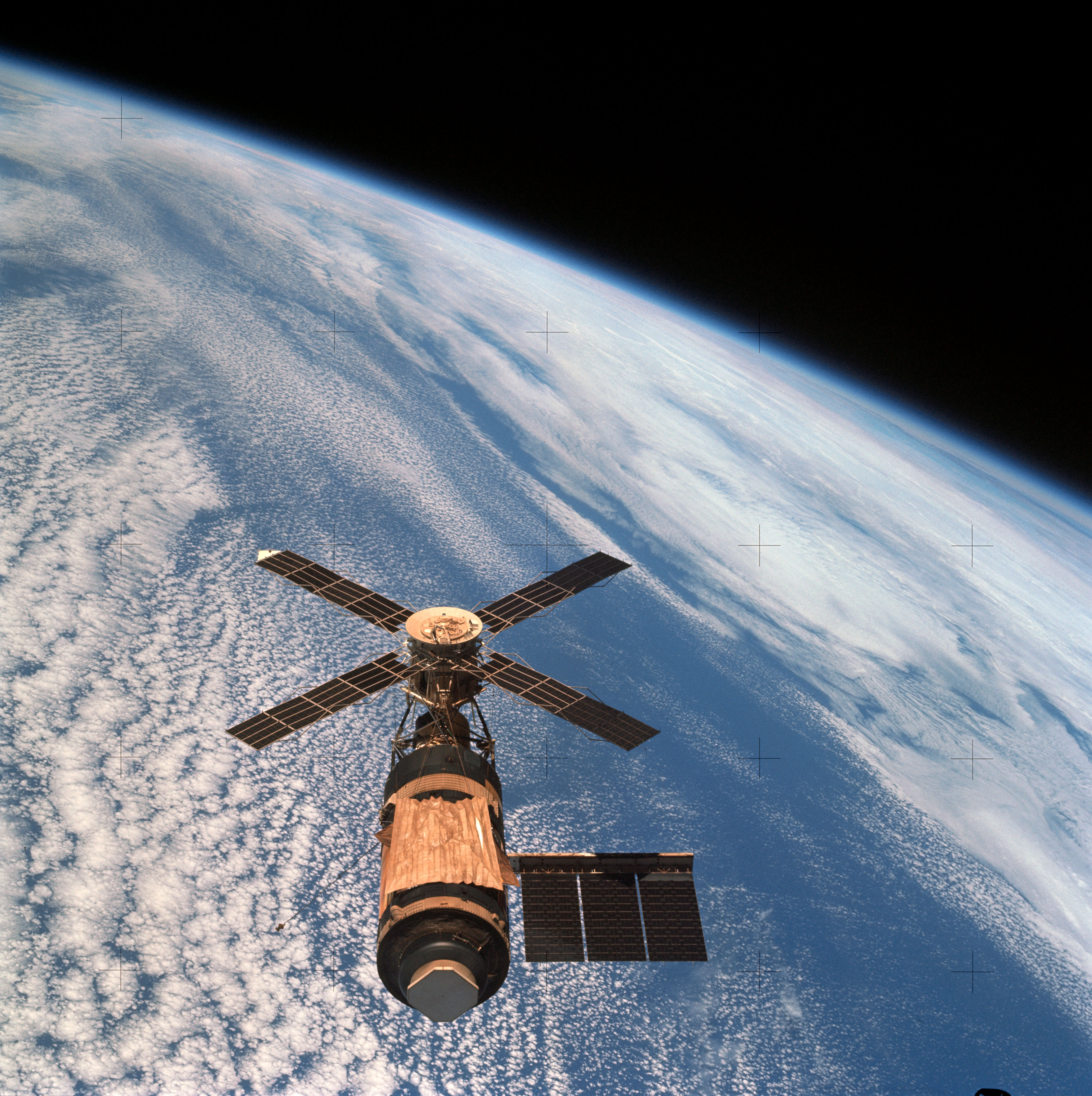
Stația spațială Skylab, lansată pe 14 mai 1971

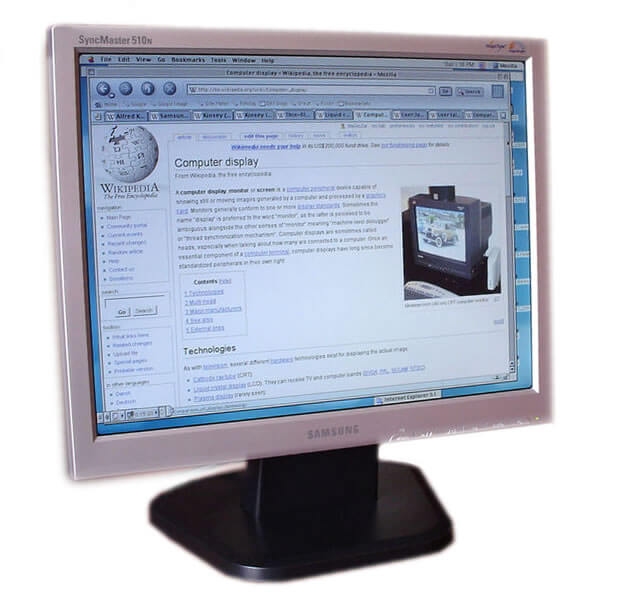
Monitor cu cristal lichid

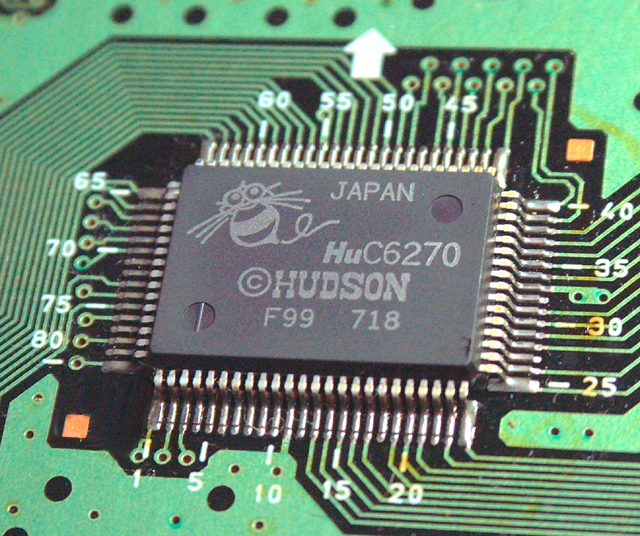
Microprocesor

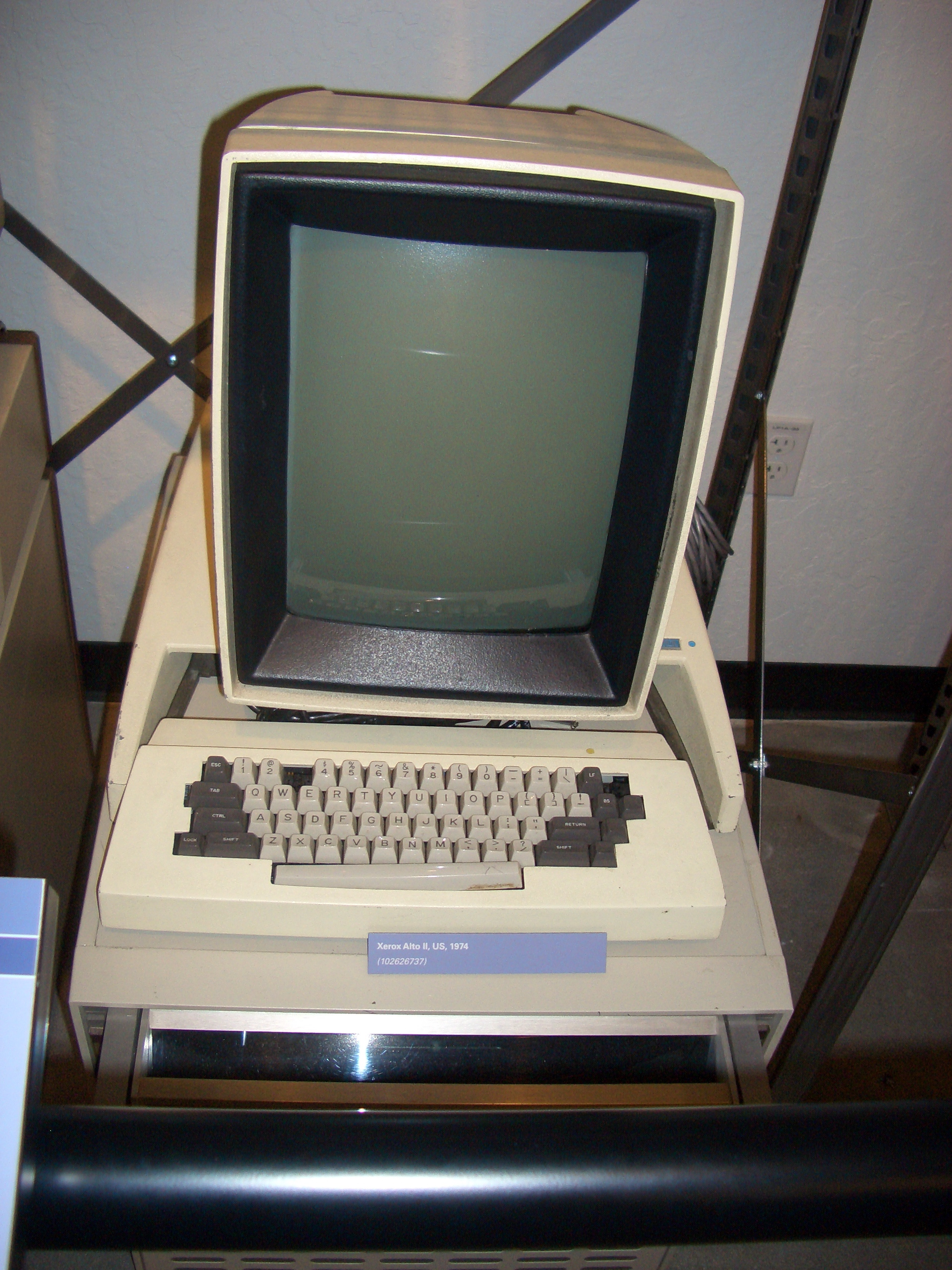
Xerox Alto, unul dintre primele PC-uri

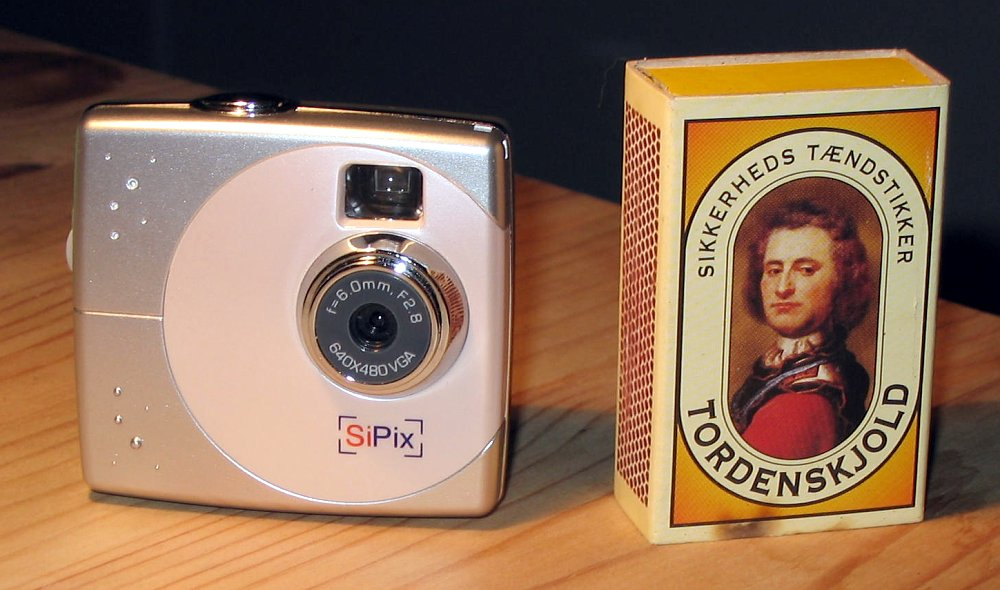
Cameră digitală SiPix de mărimea unei cutii de chibrituri

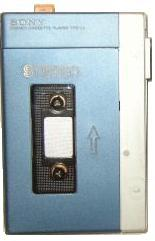
Walkman TPS-L2 (1979)

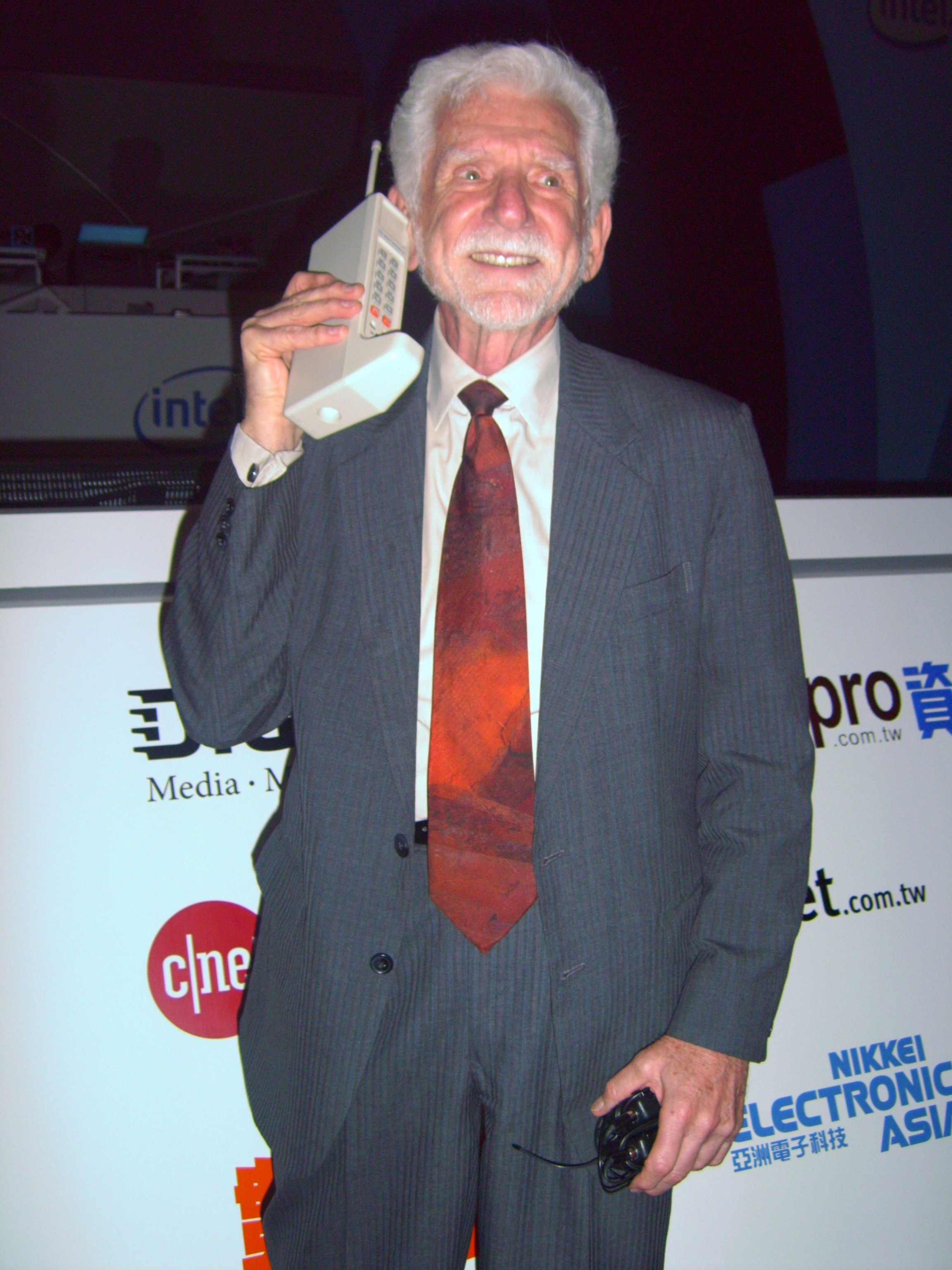
Începutul telefoniei mobile

| Anul | Invenție                                 | Autor                              | Țara           |
| ---- | ---------------------------------------- | ---------------------------------- | -------------- |
| 1970 | sistem de comunicații în mină            | Gheorghe Cartianu-Popescu          | România        |
| 1971 | E-mail-ul                                | Ray Tomlinson                      | SUA            |
| 1971 | monitorul cu cristal lichid (LCD)        | James Fergason                     | SUA            |
| 1971 | microprocesorul                          | Federico Faggin Marcian Hoff       | SUA            |
| 1971 | calculatorul                             | Corporația Sharp                   | Japonia        |
| 1971 | imaginea cu rezonanță magnetică nucleară | Raymond V. Damadian                | SUA            |
| 1972 | tomografia computerizată                 | Godfrey Newbold Hounsfield         | Marea Britanie |
| 1972 | Artemether                               |                                    | China          |
| 1973 | orezul hibrid                            |                                    | China          |
| 1973 | Ethernet                                 | Bob Metcalfe David Boggs           | SUA            |
| 1973 | organisme modificate genetic             | Stanley Norman Cohen Herbert Boyer | SUA            |
| 1973 | PC-ul                                    | compania Xerox PARC                | SUA            |
| 1974 | microcreditul, microfinanțarea           | Muhammad Yunus                     | Bangladesh     |
| 1974 | Cubul Rubik                              | Ernő Rubik                         | Ungaria        |
| 1974 | automobilul hibrid                       | Victor Wouk                        |                |
| 1975 | analiza secvențială a ADN-ului           | Frederick Sanger                   | Marea Britanie |
| 1975 | camera digitală                          | Steven Sasson                      | SUA            |
| 1976 | materialul textil Gore-Tex               | W. L. Gore și asociații            | SUA            |
| 1977 | walkman (casetofonul portabil)           | Andreas Pavel                      | Brazilia       |
| 1977 | rețeaua de telefonie mobilă              | Bell Labs                          | SUA            |
| 1978 | formatul Spreadsheet                     | Dan Bricklin                       | SUA            |

#### Anii 1980

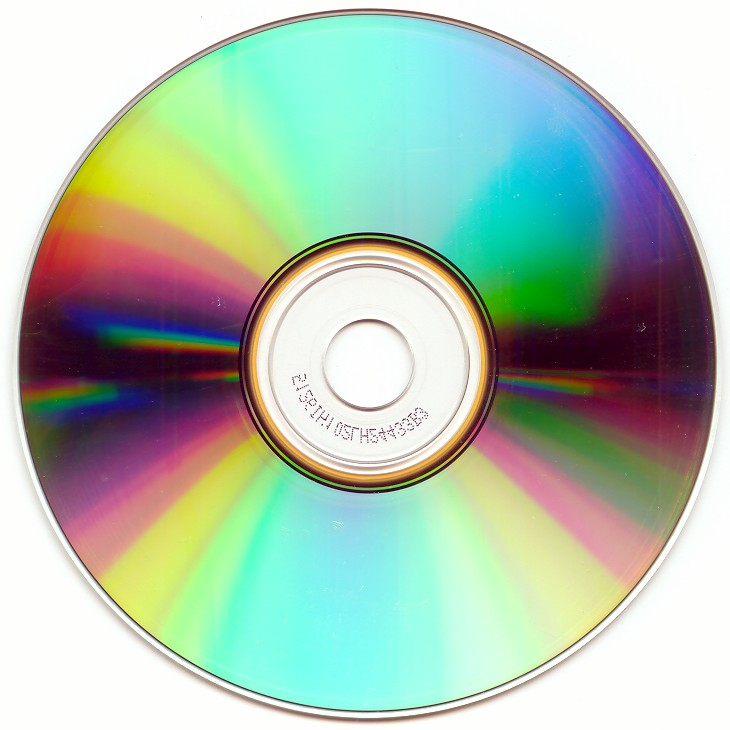
Compact Disc

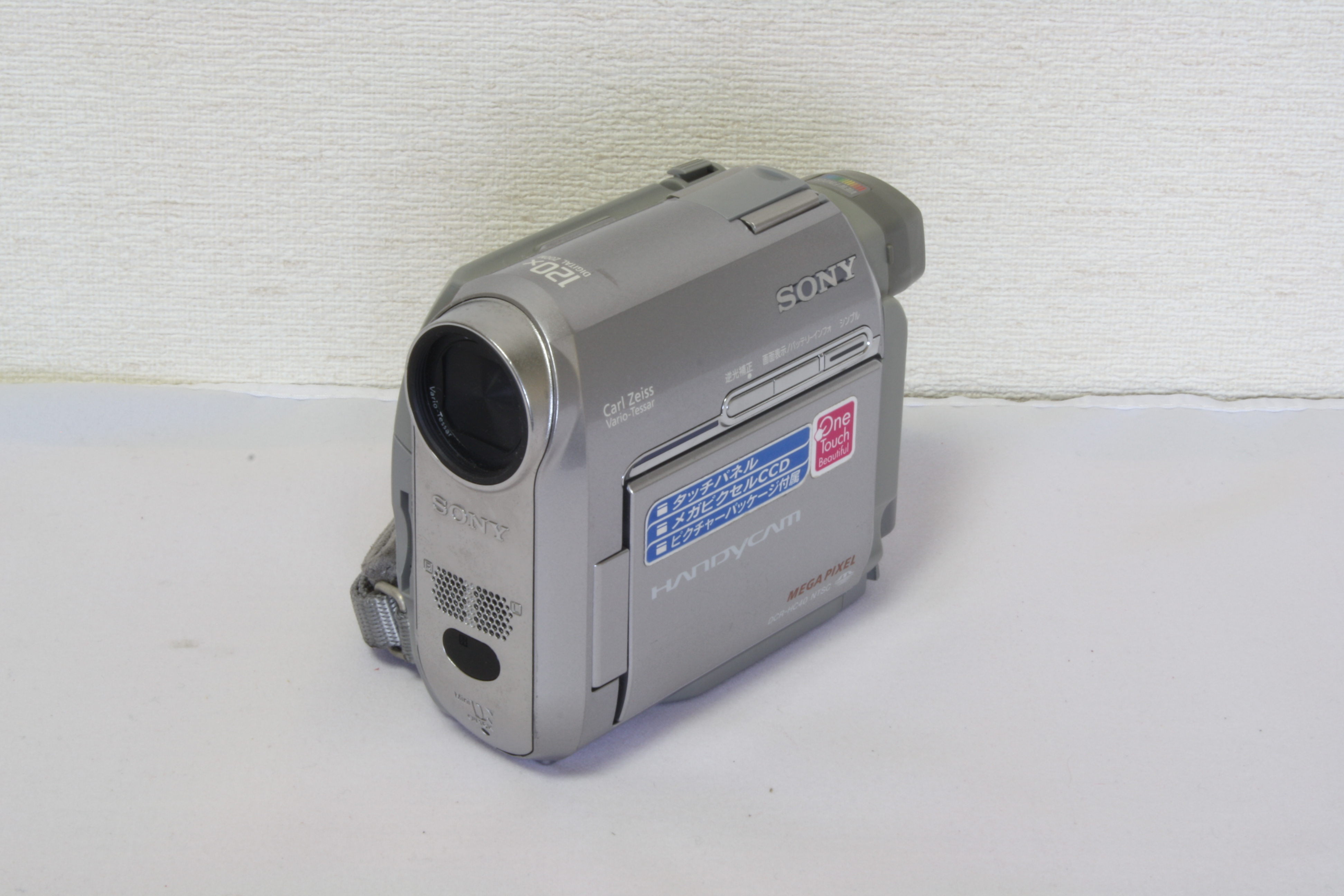
Camera video Sony DCR

| Anul | Invenția                              | Autor                              | Țara             |
| ---- | ------------------------------------- | ---------------------------------- | ---------------- |
| 1980 | Compact Discul (CD)                   | - Philips Electronics - Sony Corp  | Olanda Japonia   |
| 1981 | microscopul electronic cu scanare     | - Gerd Binnig - Heinrich Rohrer    | Germania Elveția |
| 1982 | tranzistorul bipolar cu grilă izolată | - Hans Becke - Carl Wheatley       | SUA              |
| 1982 | inima artificială                     | Robert Jarvik                      | SUA              |
| 1983 | videocamera                           | Sony                               | Japonia          |
| 1983 | Internet-ul (TCP/IP)                  | - Robert E. Kahn - Vint Cerf       | SUA              |
| 1984 | litotripsia                           | Claude Dornier                     | SUA              |
| 1985 | reacția în lanț polimerază            | Kary Mullis                        | SUA              |
| 1985 | amprenta ADN                          | Alec Jeffreys                      | Marea Britanie   |
| 1987 | statina                               | Carl Hoffman                       |                  |
| 1987 | procesarea digitală a luminii         | Larry Hornbeck (Texas Instruments) | SUA              |

#### Anii 1990

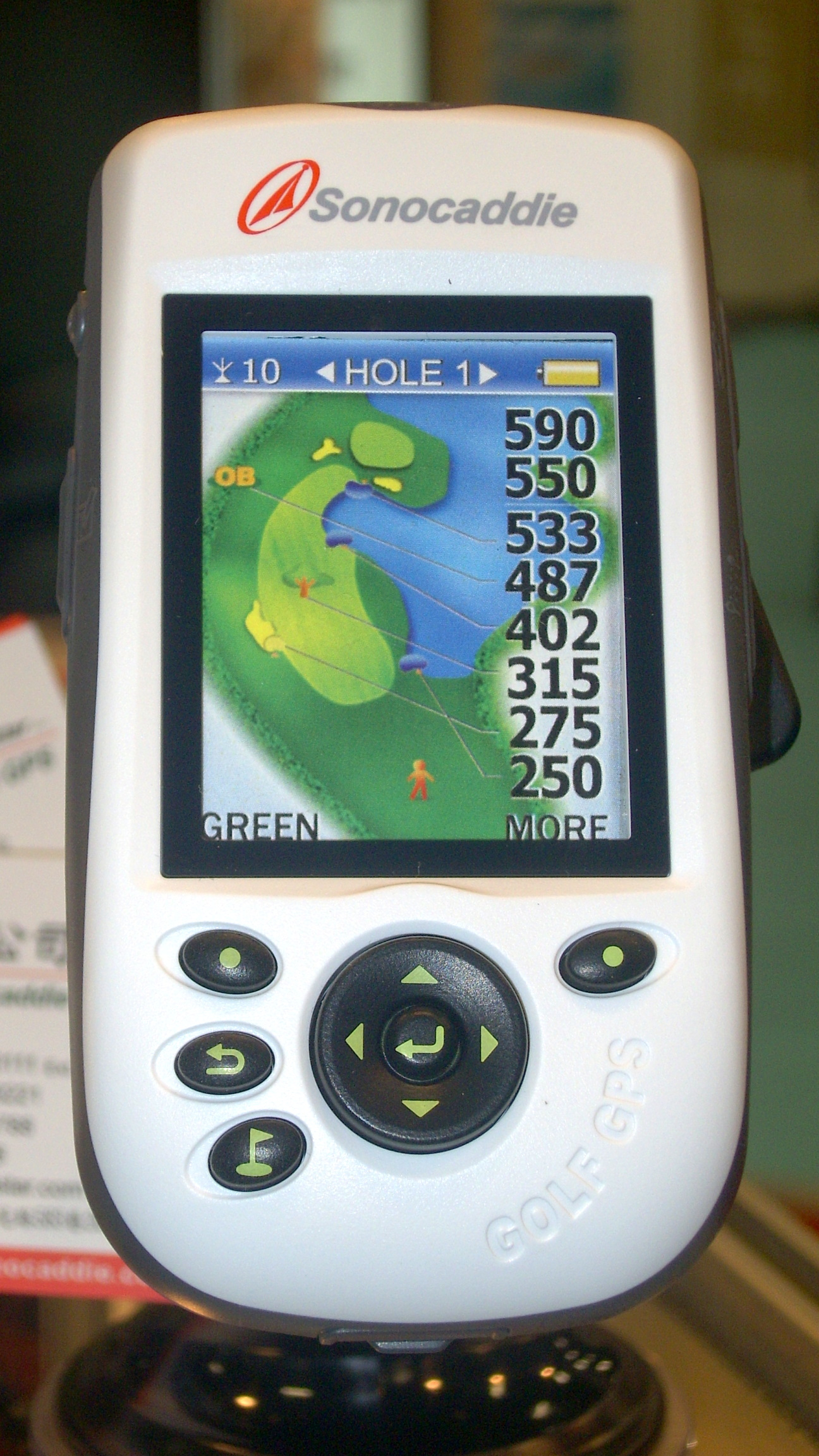
Navigator GPS

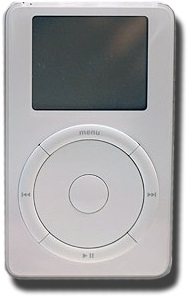
iPod, prima generație

| Anul | Invenție                           | Autor                         | Țara           |
| ---- | ---------------------------------- | ----------------------------- | -------------- |
| 1990 | World Wide Web                     | Tim Berners-Lee               | Marea Britanie |
| 1993 | Global Positioning System (GPS)    | Departamentul Apărării al SUA | SUA            |
| 1994 | Wiki                               | Ward Cunningham               | SUA            |
| 1994 | motorul fără perii fără crestături | Nicolae Vasile                | România        |
| 1997 | MP3 player                         | SaeHan Information Systems    | Coreea de Sud  |
| 1997 | Viagra                             | Pfizer Inc.                   | SUA            |

## Mileniul al III-lea
| Anul           | Invenția                                       | Autor                                                   | Țara    |
| -------------- | ---------------------------------------------- | ------------------------------------------------------- | ------- |
| 2003           | nanotehnologie: primele "manevre" moleculare   | Universitatea din Toulouse Freie Universität din Berlin | Europa  |
| 2005           | nanotehnologie: crearea unui "motor" molecular | Universitatea din Toulouse Freie Universität din Berlin | Europa  |
| 2007           | nanotehnologie: tranzistorul de 45 nm          |                                                         |         |
| 2007 (aprilie) | masele plastice semivegetale reciclabile       | firma Sharp                                             | Japonia |